# Riom
Ne pas confondre avec Riom-ès-Montagnes (département du Cantal), Rioms (département de la Drôme) ou Riom-Parsonz (Suisse).
Riom (prononcé : [ʁjɔ̃]  ou [ʁijɔ̃] ) est une commune française située dans le département du Puy-de-Dôme, en région Auvergne-Rhône-Alpes. Elle possède sa propre aire et unité urbaine qui s'intègre à l'aire d'attraction de Clermont-Ferrand.
Située au nord de l'Auvergne, la ville fut, dès 1210, capitale de la Terre d'Auvergne puis du duché d'Auvergne. Par son histoire et son patrimoine bâti, la ville est classée Pays d'Art et d'histoire.
Elle est l'une des quatre sous-préfectures du département avec Ambert, Issoire et Thiers et le bureau centralisateur du canton de Riom depuis les élections départementales de 2015,. Les habitants de Riom, au nombre de 18 680 au recensement de 2022, sont appelés les Riomoises et les Riomois.

## Géographie

### Localisation
Riom est située au nord du département du Puy-de-Dôme. En nombre d'habitants, elle se classe en troisième position après Clermont-Ferrand et Cournon-d'Auvergne en 2015. Elle bénéficie d'une situation privilégiée, entre la chaîne des Puys et la plaine de la Limagne.
La ville se situe à 15,2 km au nord de la préfecture Clermont-Ferrand et à 43 km au sud-ouest de Vichy, ainsi qu'à environ 100 km au sud-est de Montluçon et 108 km au sud de Moulins dans l'Allier.

### Communes limitrophes
Onze communes sont limitrophes :
Les communes limitrophes sont Saint-Bonnet-près-Riom, Châteaugay, Châtel-Guyon, Clerlande, Ennezat, Enval, Marsat, Ménétrol, Mozac, Pessat-Villeneuve et Saint-Beauzire.
| Châtel-Guyon       | Saint-Bonnet-près-Riom | Pessat-Villeneuve, Clerlande |
| Mozac, Enval       | Riom                   | Ennezat                      |
| Châteaugay, Marsat | Ménétrol               | Saint-Beauzire               |

### Géologie et relief
La commune s'étend sur 3 197 hectares ; son altitude varie entre 314 et 505 mètres.

### Hydrographie
Elle est traversée par l'Ambène. L'agglomération riomoise est concernée par quatre bassins versants : celui de Genzat, de l'Ambène, du canal de Limagne et du ruisseau du Sardon. Il existe un risque d'inondation dû aux cinq ruisseaux qui traversent la ville.

### Climat
Pour des articles plus généraux, voir Climat d'Auvergne-Rhône-Alpes et Climat du Puy-de-Dôme.
En 2010, le climat de la commune est de type climat océanique dégradé des plaines du Centre et du Nord, selon une étude du Centre national de la recherche scientifique s'appuyant sur une série de données couvrant la période 1971-2000. En 2020, Météo-France publie une typologie des climats de la France métropolitaine dans laquelle la commune est exposée à un climat de montagne ou de marges de montagne et est dans la région climatique Nord-est du Massif Central, caractérisée par une pluviométrie annuelle de 800 à 1 200 mm, bien répartie dans l’année.
Pour la période 1971-2000, la température annuelle moyenne est de 11 °C, avec une amplitude thermique annuelle de 16,5 °C. Le cumul annuel moyen de précipitations est de 669 mm, avec 8,8 jours de précipitations en janvier et 6,7 jours en juillet. Pour la période 1991-2020, la température moyenne annuelle observée sur la station météorologique de Météo-France la plus proche, « Sayat_sapc » à Sayat, à 9 km à vol d'oiseau, est de 11,2 °C et le cumul annuel moyen de précipitations est de 776,1 mm,. Pour l'avenir, les paramètres climatiques de la commune estimés pour 2050 selon différents scénarios d'émission de gaz à effet de serre sont consultables sur un site dédié publié par Météo-France en novembre 2022.
| Mois                                  | jan.             | fév.            | mars           | avril         | mai           | juin          | jui.          | août           | sep.          | oct.            | nov.             | déc.           | année      |
| ------------------------------------- | ---------------- | --------------- | -------------- | ------------- | ------------- | ------------- | ------------- | -------------- | ------------- | --------------- | ---------------- | -------------- | ---------- |
| Température minimale moyenne (°C)     | 0                | 0,3             | 2,4            | 4,9           | 8,5           | 12,1          | 14            | 13,9           | 10,5          | 7,7             | 3,3              | 0,9            | 6,5        |
| Température moyenne (°C)              | 3,4              | 4,2             | 7,3            | 10            | 13,8          | 17,6          | 19,7          | 19,6           | 15,7          | 12,2            | 6,9              | 4,1            | 11,2       |
| Température maximale moyenne (°C)     | 6,7              | 8,1             | 12,1           | 15,2          | 19,2          | 23,1          | 25,4          | 25,3           | 20,9          | 16,6            | 10,5             | 7,4            | 15,9       |
| Record de froid (°C) date du record   | −12,7 05.01.1995 | −15 05.02.12    | −15,9 01.03.05 | −6,7 08.04.03 | −1 15.05.1995 | 2,7 04.06.01  | 5,9 17.07.00  | 4,5 30.08.1998 | 2 30.09.1995  | −5,4 29.10.1997 | −11,2 22.11.1998 | −13,3 15.12.01 | −15,9 2005 |
| Record de chaleur (°C) date du record | 19,4 27.01.16    | 22,5 20.02.1998 | 25,2 24.03.01  | 27,7 30.04.05 | 32,3 11.05.12 | 38,4 27.06.19 | 39,1 03.07.15 | 39,5 24.08.23  | 33,6 10.09.11 | 32,2 02.10.23   | 23,6 08.11.15    | 20,4 24.12.12  | 39,5 2023  |
| Précipitations (mm)                   | 56,2             | 48,4            | 49,5           | 72,6          | 73,7          | 71,4          | 78,1          | 67,1           | 65,9          | 60,4            | 68,7             | 64,1           | 776,1      |

### Voies de communication et transports

#### Voies routières

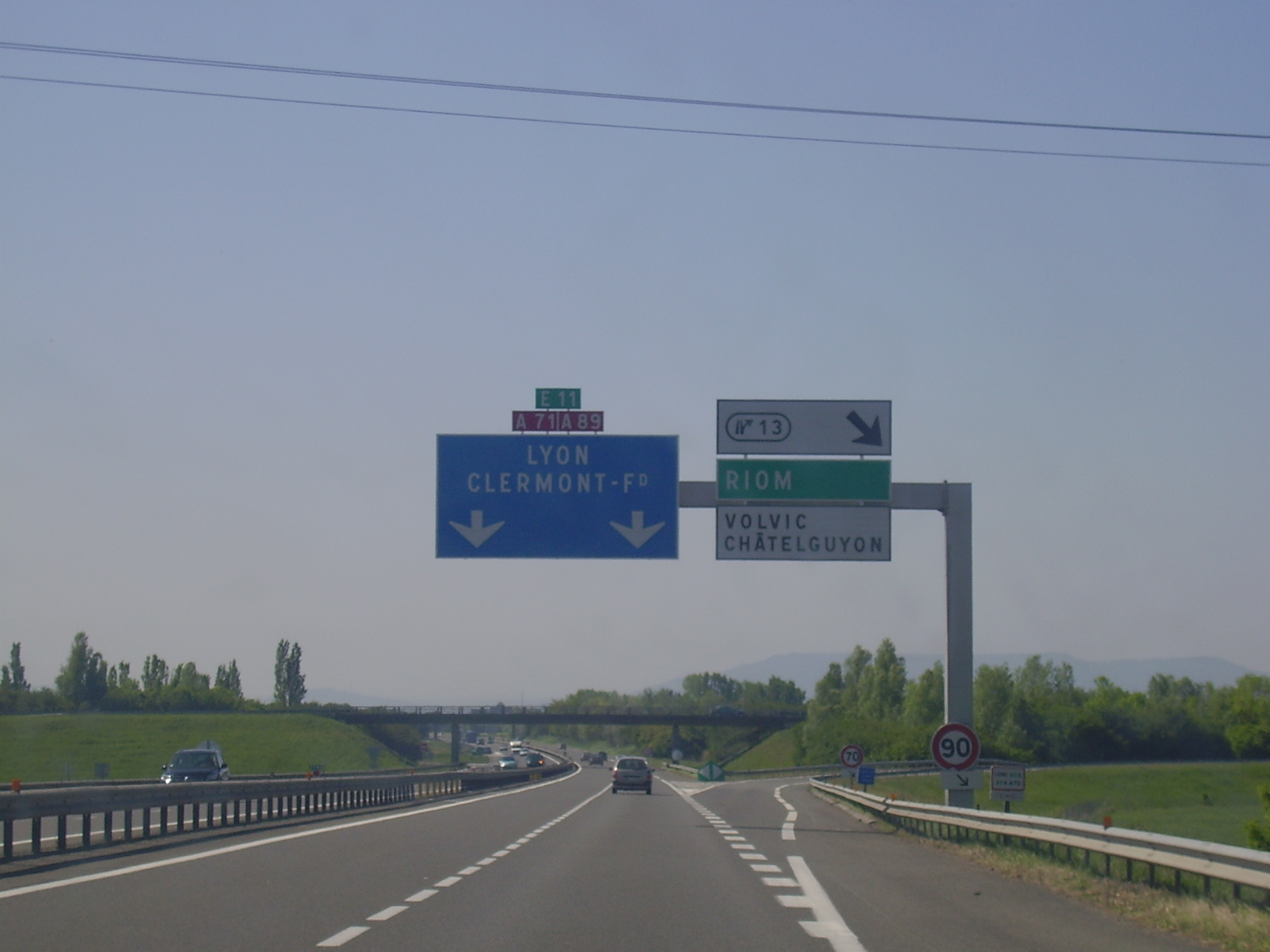
L'autoroute à deux numéros A 71-A 89 dessert Riom, desservie par l'échangeur 13.

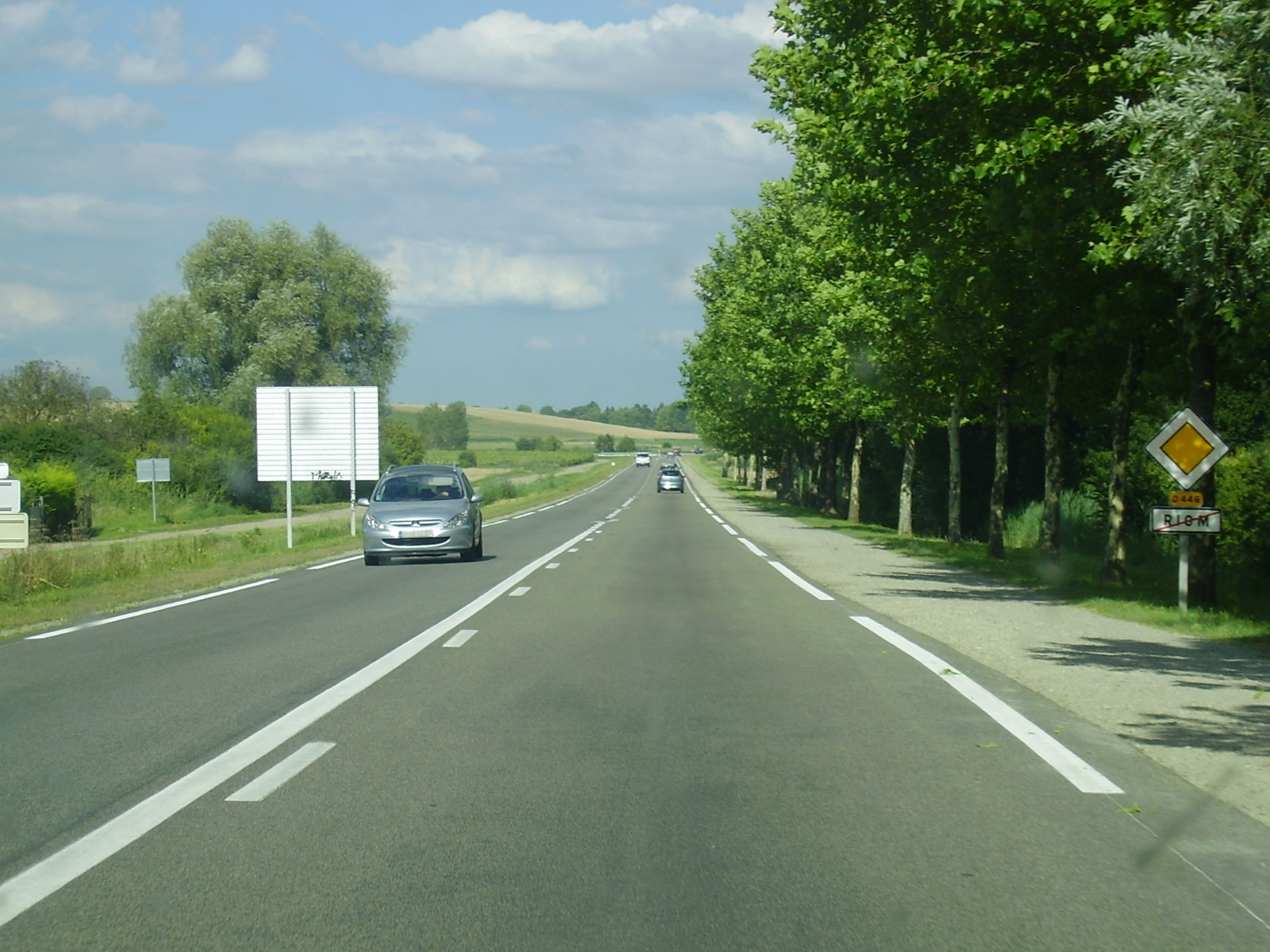
Contournement nord de Riom (D 446).

La ville est traversée par la route départementale 2029 (ancienne route nationale 9 déclassée) et contournée à l'ouest par la RD 446 et à l'est par la voie express RD 2009, anciennement RD 447.
L'autoroute à deux numéros A 71-A 89 dessert la commune et son agglomération via son échangeur 13 ; elle permet de relier le centre-ville depuis son contournement est jusqu'à Lyon, Clermont-Ferrand, Paris, Vichy et Bordeaux. Ouverte en 1987, elle est payante.
Autour de Riom, le réseau départemental, géré par le conseil départemental du Puy-de-Dôme, est riche.
Six routes rejoignent le carrefour giratoire situé à la sortie nord-est : la D 2009, vers Gannat ; la D 211, vers Pessat-Villeneuve, Thuret et Randan ; la D 2009, jouant le rôle de contournement est ; la D 2029, pénétrante vers le centre-ville ; la D 446, en direction de Mozac ; la D 2144 (anciennement N 143 puis N 144) en direction de Combronde, Saint-Éloy-les-Mines et Montluçon.
Riom est aussi le point de départ des routes départementales 986 (ancienne route nationale 686 vers Mozac, Volvic et Pontgibaud), 227 (ancienne RN 685 vers Châtel-Guyon), 224 (vers Ennezat et Maringues), 6 (vers Ménétrol et Pont-du-Château), 420 (vers Ménétrol et Gerzat), et ville de passage sur les D 78 (vers Puy Chany, commune de Saint-Beauzire), 83 (vers Marsat et Ennezat) et 425 reliant Clerlande à Puy Chany. Elle est aussi desservie par les RD 224B reliant les boulevards à la gare et 224C reliant les RD 224 et 2029 par les boulevards nord-est.

Street-art Riom (2022) par les artistes Cofee et Topaz à l'entrée du centre-ville de Riom au bord de la voie cyclable.

Le centre-ville de Riom a été classé en zone de rencontre. Celle-ci a été inaugurée le 6 avril 2013.

#### Transports en commun
Le réseau urbain RLV Mobilités dessert la ville de Riom. Il se compose de quatre lignes urbaines, desservant la gare SNCF. Il remplace, depuis le 3 septembre 2018, l'ancien réseau R'cobus.
Riom est également desservie par quatre lignes du réseau Cars Région Puy-de-Dôme, géré par la région Auvergne-Rhône-Alpes :
- la ligne P60, reliant Combronde à Clermont-Ferrand, avec un arrêt à Riom Bel Horizon (Sainte-Marie)[18] ;
- la ligne P61, reliant Clermont-Ferrand à Riom, Combronde, Saint-Éloy-les-Mines et Montaigut ;
- la ligne P73, reliant Clermont-Ferrand à Riom et à Châtel-Guyon ;
- la ligne P75, reliant Riom à la zone industrielle de Ladoux à Cébazat[19].

#### Transports ferroviaires
À 14 km au nord de Clermont-Ferrand, la gare de Riom - Châtel-Guyon est la dernière de la relation ferroviaire qui dessert l'Auvergne depuis Paris-Bercy (en Intercités à réservation).
La desserte TER Auvergne-Rhône-Alpes est étoffée par des relations entre les gares de Moulins, Saint-Germain-des-Fossés, Lyon-Perrache via Part-Dieu, Vichy d'une part, Montluçon et Gannat d'autre part au nord, et Gerzat, Clermont-Ferrand, Vic-le-Comte, Issoire et Brioude au sud.

## Urbanisme

### Typologie
Au 1er janvier 2024, Riom est catégorisée centre urbain intermédiaire, selon la nouvelle grille communale de densité à sept niveaux définie par l'Insee en 2022.
Elle appartient à l'unité urbaine de Riom, une agglomération intra-départementale regroupant six communes, dont elle est ville-centre,,. Par ailleurs la commune fait partie de l'aire d'attraction de Clermont-Ferrand, dont elle est une commune de la couronne,. Cette aire, qui regroupe 209 communes, est catégorisée dans les aires de 200 000 à moins de 700 000 habitants,.

### Occupation des sols
L'occupation des sols de la commune, telle qu'elle ressort de la base de données européenne d’occupation biophysique des sols Corine Land Cover (CLC), est marquée par l'importance des territoires agricoles (69,5 % en 2018), en diminution par rapport à 1990 (75,8 %). La répartition détaillée en 2018 est la suivante : terres arables (50,3 %), zones urbanisées (20,9 %), zones agricoles hétérogènes (17,9 %), zones industrielles ou commerciales et réseaux de communication (7,5 %), forêts (2,1 %), cultures permanentes (0,7 %), prairies (0,5 %). L'évolution de l’occupation des sols de la commune et de ses infrastructures peut être observée sur les différentes représentations cartographiques du territoire : la carte de Cassini (XVIIIe siècle), la carte d'état-major (1820-1866) et les cartes ou photos aériennes de l'IGN pour la période actuelle (1950 à aujourd'hui).

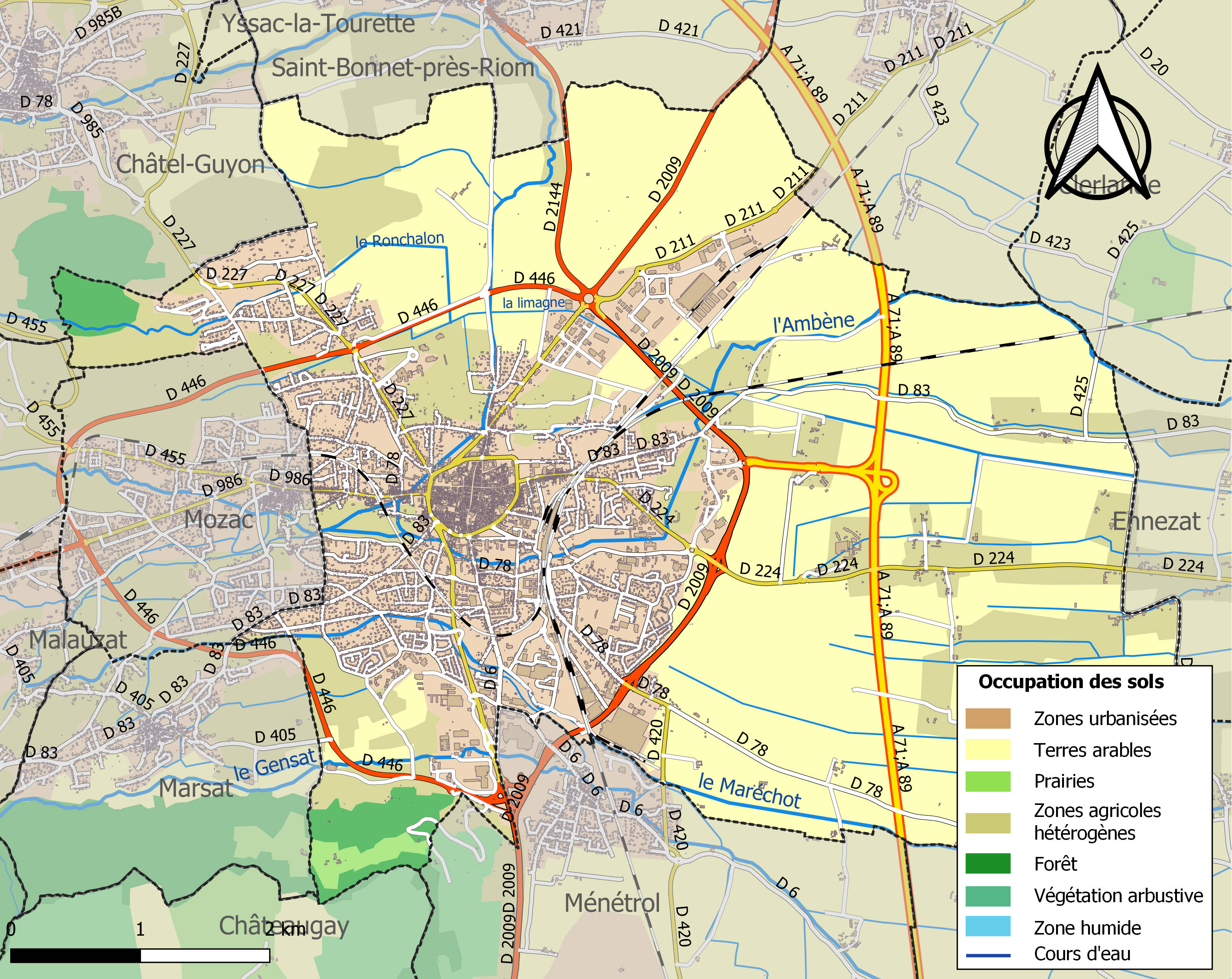
Carte des infrastructures et de l'occupation des sols de la commune en 2018 (CLC).

### Morphologie urbaine
Le plan local d'urbanisme a été approuvé par délibération du conseil municipal du 2 septembre 2005. Il est en cours de révision.

### Logement
En 2013, la commune comptait 10 065 logements, contre 9 085 en 2008. Parmi ces logements, 87,6 % étaient des résidences principales, 1,5 % des résidences secondaires et 11 % des logements vacants. Ces logements étaient pour 49 % d'entre eux des maisons individuelles et pour 50,7 % des appartements.
La proportion des résidences principales, propriétés de leurs occupants était de 49,9 %, en baisse sensible par rapport à 2008 (52,1 %). La part de logements HLM loués vides était de 20,1 % (contre 15,4 %).

### Risques naturels et technologiques
La commune de Riom est soumise à quatre risques majeurs, :
- inondation ;
- mouvement de terrain (minier, par glissement de terrain et par tassements différentiels) ;
- phénomènes météorologiques ;
- séisme (zone de sismicité modérée) ;
- transport de marchandises dangereuses.

Deux plans de prévention des risques ont été approuvés ; celui concernant le risque inondation par crue à débordement lent de cours d'eau a été prescrit le 24 juillet 2014 et approuvé le 18 juillet 2016, tandis que celui concernant le risque mouvement de terrain a été approuvé le 5 août 1994.
Le DICRIM a été approuvé en décembre 2006.

## Toponymie
Le toponyme Riom est issu du gaulois (langue celtique) Rigomagos, qui signifie « marché du roi »,,.
Par la suite, le latin modifie le mot gaulois et la ville est nommée dans cette langue Ricomagus, qui signifie cette fois-ci « le riche marché ». Au VIe siècle, Grégoire de Tours mentionne le vicus Ricomagensis.

## Langues traditionnelles

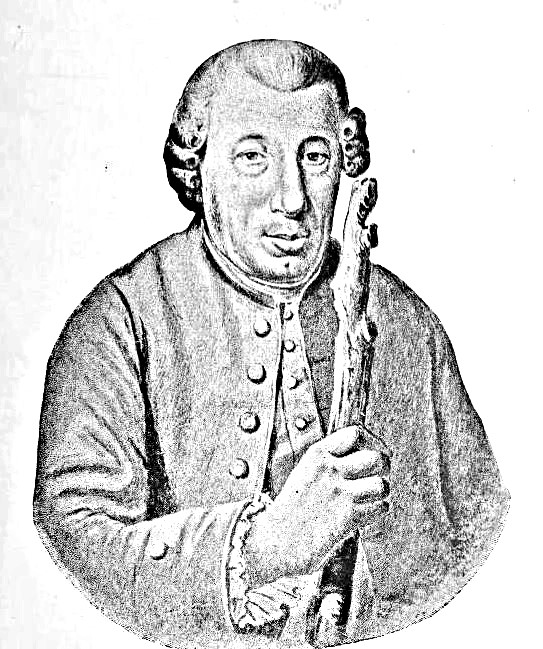
Amable Faucon, écrivain riomois, est une figure de la littérature occitane du XVIIIe siècle et de son mouvement rococo.

### Toponymie
La langue que l'on parlait traditionnellement à Riom était l'auvergnat, variante septentrionale de la langue occitane. Le nom auvergnat de Riom est soit Riom (à l'écrit comme en français mais prononcé Riou ou Rion), avec pour gentilé les riomaires, soit Riam (prononcé /ʁjɑ̃/) avec pour nom de ses habitants les riamaires. La version Rian est utilisée en écriture auvergnate unifiée.
En ancien occitan le nom est également Riom. Le nom Riom sous sa forme actuelle - tant la prononciation que l'orthographe - est attesté en ancien français dès le XIIe siècle.

### Les langues de Riom (auvergnat et français)
Historiquement, Riom a pour langue traditionnelle l'auvergnat mais le français y est aussi présent depuis très longtemps (XIIIe siècle au moins). Des formes d'oïl sont donc parfois présentes dans le parler nord-occitan de la région de Riom.

#### La langue occitane à Riom

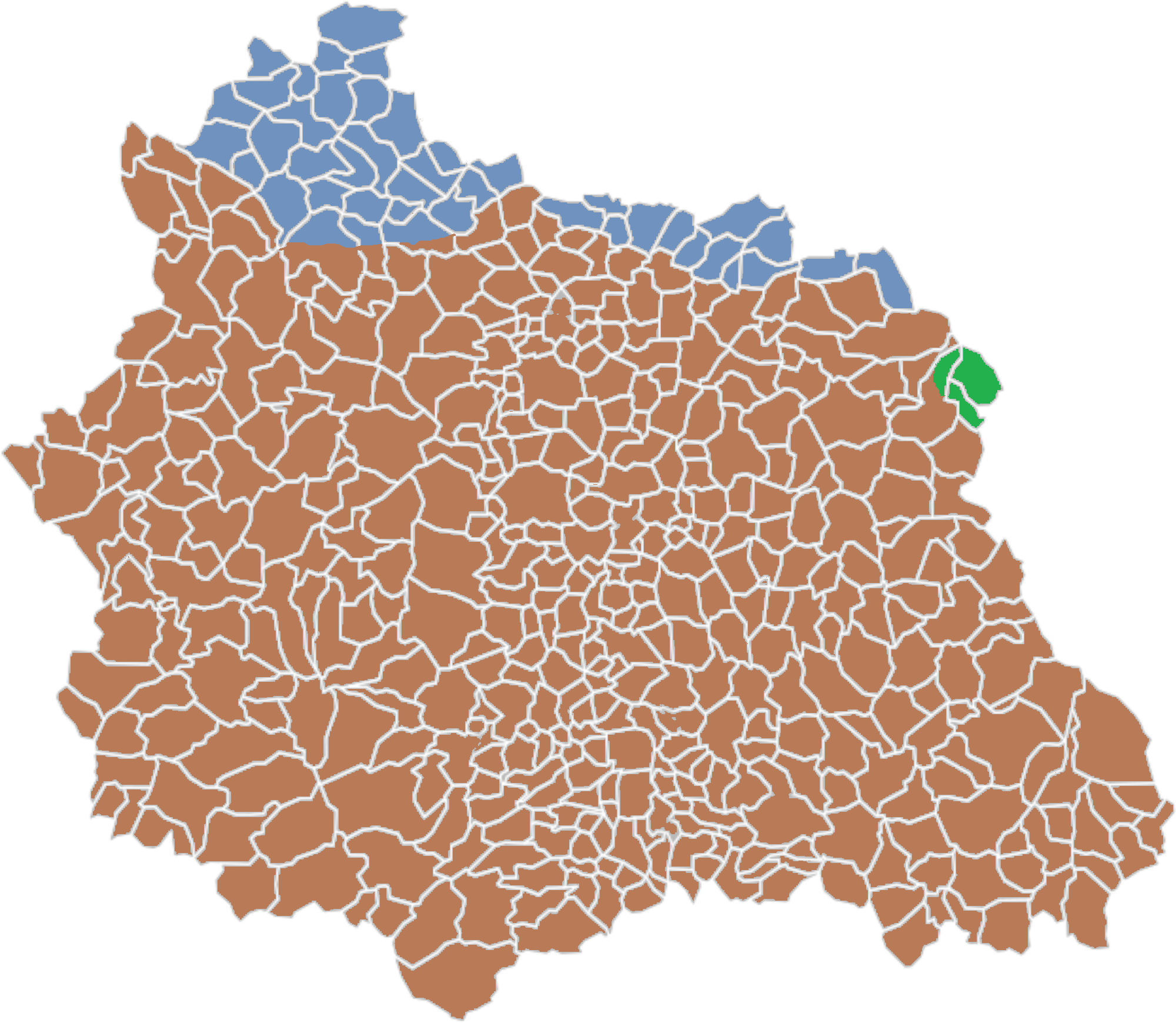
Carte linguistique du Puy-de-Dôme (Atlas sonore des langues régionales, CNRS). En bleu clair : les parlers du Croissant ; en marron : l'auvergnat ; en vert : le francoprovençal.

De nombreux textes en occitan ont été écrits à Riom, par exemple des actes officiels et des poésies. Parmi les textes les plus importants de la ville de Riom figure l'Alfonsine, la charte communale de la ville accordée par Alphonse de Poitiers en 1270. L'acte est bilingue est rédigé tant en latin qu'en occitan.
C'est à Riom qu'a été réalisée la plus vieille ketouba (acte de mariage juif) de France, en 1319. Si cet acte de mariage est bien réalisé en hébreu, des mots en occitan y ont été insérés.
Lors de la période moderne, entre le XVIe et le XVIIIe siècle, Riom est un berceau de la littérature occitane en Auvergne où la ville fait figure de tête de proue - avec Clermont - de l'évolution de la langue. Parmi ces écrits, figurent ceux d'Amable Faucon, auteur et poète riomois du XVIIIe siècle,, un des principaux représentants du rococo en langue occitane.
L'occitan est toujours enseigné à Riom, comme dans toutes les autres sous-préfectures du département depuis 2021, avec des ateliers et cours prodigués par plusieurs associations dont l'Institut d'études occitanes. Des cours de langue occitane sont donnés par un spécialiste aux archives municipales de la ville de Riom.
Riom a également la particularité d'abriter l'Agence des Musiques des Territoires d'Auvergne aussi nommé « AMTA » qui relève, enregistre le patrimoine oral local,. Dépendant de ce dernier, Les Brayauds - Centre départemental des Musiques et Danses traditionnelles du Puy-de-Dôme, tout proche, basé à Saint-Bonnet-près-Riom dispense également des cours d'occitan auvergnat. L'occitan y est à l'honneur et l'AMTA et l'association Les Brayauds sont des institutions dans sa protection et diffusion dans la région.

#### Le français

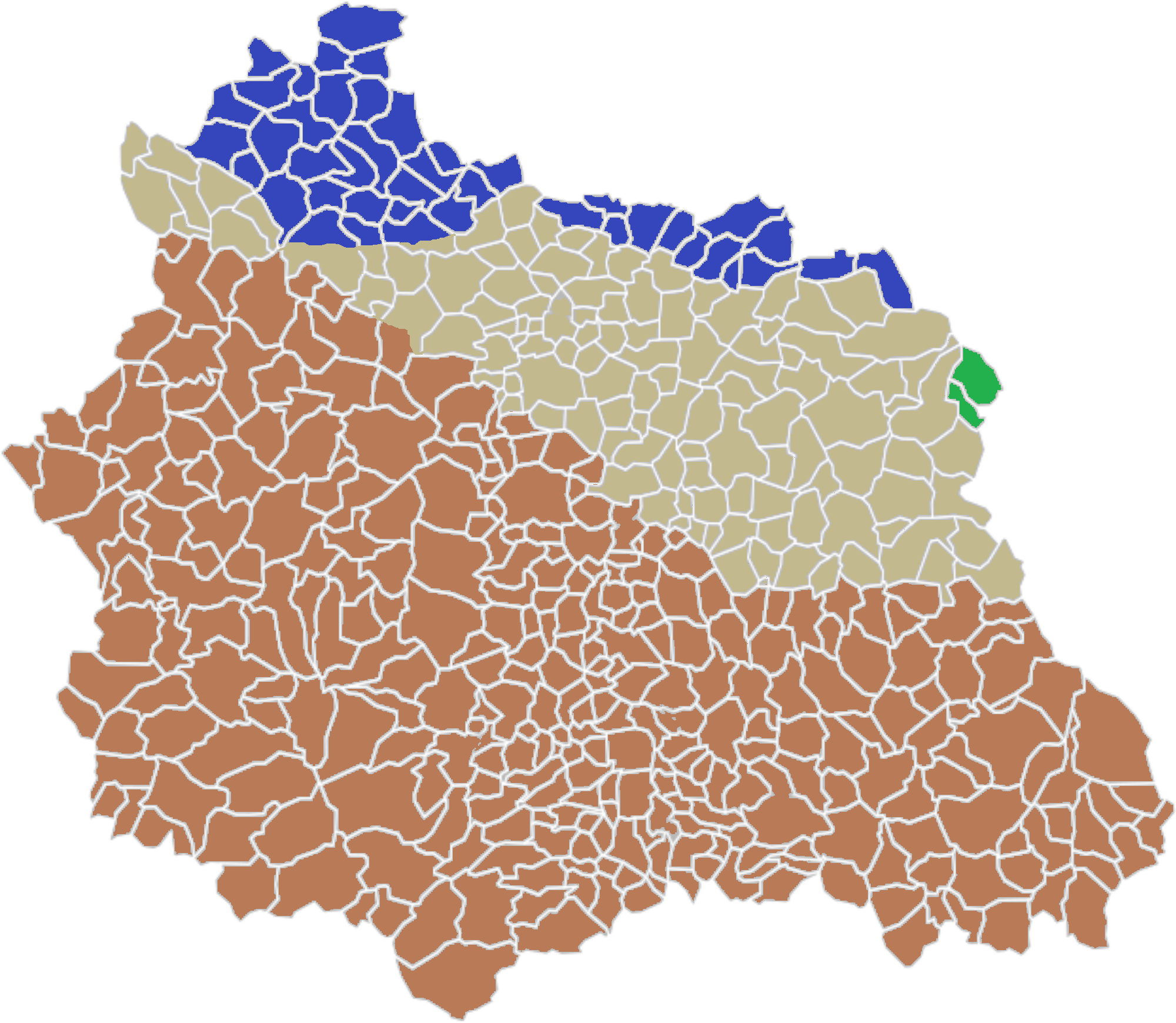
Parlers auvergnats pré-oïlisés (= de transition avec le français) dans le Puy-de-Dôme (marron grisé) selon Pierre Bonnaud.

Le français est présent de manière très précoce à Riom à la suite de la conquête de l'Auvergne par Philippe-Auguste entre 1210 et 1213 (siège de Tournoël). Le siège de la Terre d'Auvergne est installé à Riom et confié à Guy de Dampierre, seigneur champenois, puis par la suite à Alphonse de Poitiers, sénéchal d'Auvergne, comte de Poitiers et frère du roi saint Louis. Une administration francophone est présente à Riom depuis le XIIIe siècle et exerce une influence certaine sur la langue locale. La ville est donc bilingue occitan / français dès le milieu du Moyen Âge,.
De nombreux actes en langue d'oïl sont écrits dans la ville de Riom dès cette période. Il est possible de signaler par exemple Le Recueil de Riom, livre de recettes et de cuisine en moyen français et produit à la cour de Jean de Berry, c'est-à-dire dans le palais ducal de Riom,,.

## Histoire
(octobre 2013).
Jusqu'en 1531, date d'annexion de l'Auvergne par la couronne de France, Riom était la capitale du duché d'Auvergne, une des principautés féodales auvergnates. La ville est d'origine gallo-romaine : Ricomagus, « riche marché ». Dans l'intense féodalité de l'Auvergne à partir de l'an mil, la ville a grandi autour de l'église collégiale de Saint-Amable, le saint local, qui fut l'objet de pèlerinages.
Au XIVe siècle, la ville a bénéficié du patronage de Jean, duc de Berry, qui reconstruit le palais des ducs d'Auvergne et la Sainte-Chapelle.
Sous l'Ancien Régime, Riom devint la capitale de la généralité éponyme qui comprend une partie importante de l'Auvergne.
En 1942, s'est tenu le procès de Riom lors duquel le régime de Vichy reprochait à plusieurs hommes politiques du Front populaire d'être responsables de la défaite en ayant empêché le réarmement de la France par la mise en place de réformes sociales. Ils ont été séquestrés non loin, au château de Chazeron, dans l'attente de leur procès. Il y eut également le procès par contumace du général de Gaulle pour s'être opposé au régime de Vichy sous l'Occupation ; il ne sera naturellement pas emprisonné à la Libération.

### Chronologie

#### Antiquité et haut Moyen Âge
- 50 av. J.-C. : Présence d'un bourg gallo-romain, Ricomagum (qui signifie riche marché) ;
- Ve siècle : Fondation d'un sanctuaire et d'un baptistère par saint Amable ;
- 475 : Mort de saint Amable ;
- 538 : Naissance de Grégoire de Tours à Riom[57] ;
- VIIe siècle : Agrandissement de l'église Saint-Amable.

#### Bas Moyen Âge

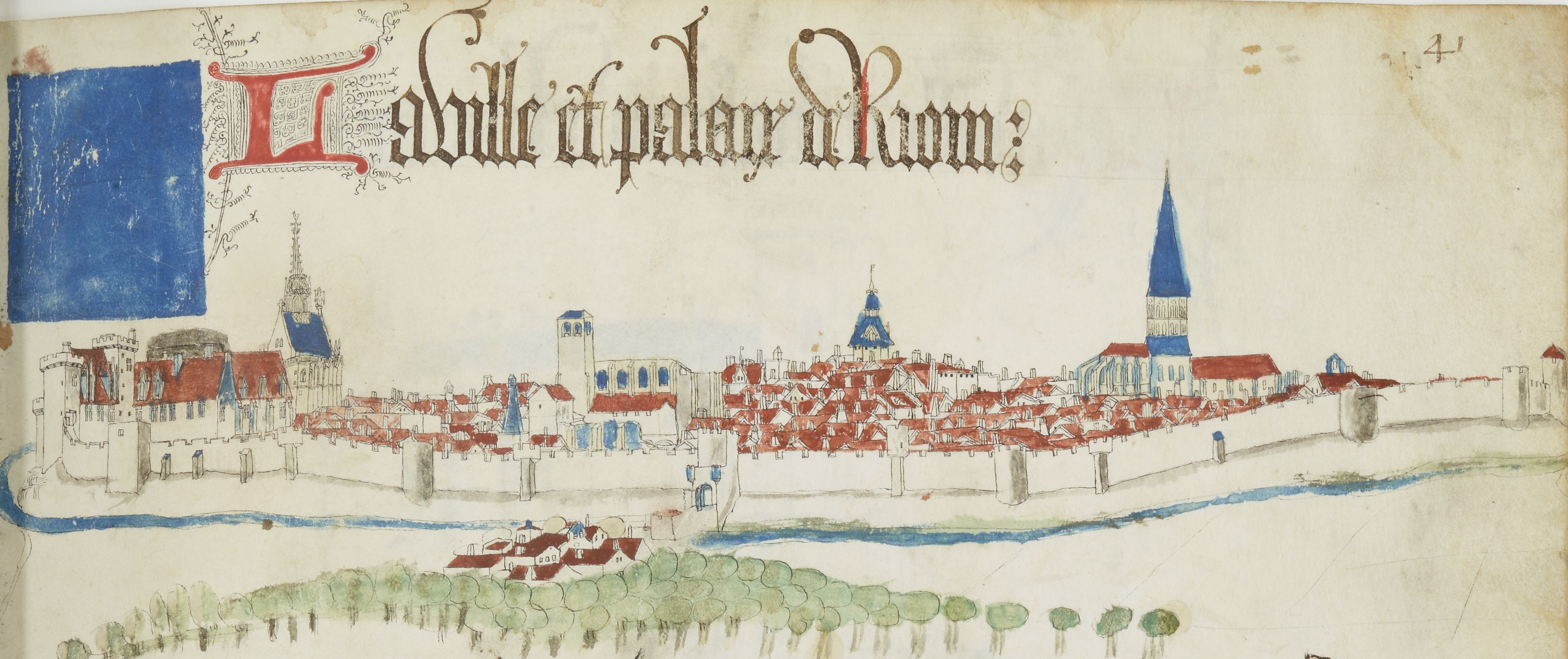
Riom dessinée par Guillaume Revel pour son Armorial d'Auvergne vers 1450. À gauche le palais construit par Jean de Berry, duc d'Auvergne et la Sainte-Chapelle, à droite l'abbatiale de Saint-Amable. Au centre la tour-porte de Layat, entrée à Riom de la route de Paris.

- 1077 : Installation d'un chapitre de chanoines ;
- XIIe siècle : Construction de la chapelle Saint-Don et du portail Saint-Jean ;
- 1210-1213 : Conquête de l'Auvergne par les troupes de Philippe Auguste ;
- 1212 : Siège de Riom par Philippe-Auguste ; la ville est défendue par Guy II d'Auvergne[58] ;
- 1213 : Riom devient la capitale de la Terre d'Auvergne ;
- 1180-1235 : Construction du chœur de l'église Saint-Amable ;
- 1241-1271 : Apanage d'Alphonse de Poitiers ;
- 1270 : Alphonse de Poitiers accorde aux habitants de Riom une charte de franchise, appelée « l'Alphonsine », afin de s'organiser en consulat.
- 1270 : Fondation d'un couvent de Cordeliers dans le faubourg de Layat ;
- 1308 : Reconstruction de l'église paroissiale Notre-Dame du Marthuret ;
- 1362 : Consécration de l'église du couvent des Cordeliers intra-muros ;
- 1365 : Début de l'apanage de Jean de Berry ;
- 1384-1403 : Construction de la Sainte-Chapelle par Hugues Foucher, architecte, sur les plans de Guy de Dammartin (frère de Drouet de Dammartin), architecte du duc Jean de Berry ;
- 1391 : Construction de la tour de l'Horloge ;
- 1416 : Mort de Jean de Berry et début de l'apanage des Bourbons ;
- 1429 : Lettre de Jeanne d'Arc aux habitants de Riom[59] (texte original sur Wikisource) ;
- Vers 1450 : Première vue de Riom, dessin de Guillaume Revel dans son Armorial ;
- 1477 et 1490 : Plusieurs séries de tremblements de terre qui détruisent une bonne partie de la région riomoise[60] dont le séisme de Limagne du 1er mars 1490.
- 1483 : Incendie détruisant une grande partie des maisons en bois.

#### Époque moderne
- 1508 : Construction de l'hôtel de Cériers, par la famille de Sereys (alliée aux Dubourg), actuel hôtel de ville ;
- 1531 : Annexion du duché d'Auvergne et de Riom à la couronne de France ;
- Vers 1530/1540 : Construction de la maison des Consuls, par Jacques du Bourg, lieutenant général de la Sénéchaussée d'Auvergne, et de l'hôtel Guymoneau ;
- 1541 : Installation de la justice à Riom ;
- 1551 : Installation du Présidial à Riom ;
- 1577 : Installation d'un Bureau des finances ;
- 1589 : Guerres de Religion en Auvergne. Riom est le chef de la Ligue en Basse-Auvergne ;
- 1618 : Installation des Pères de l'Oratoire au collège des Oratoriens de Riom ;
- 1623 : installation du premier couvent des Visitandines, aujourd'hui une résidence ;
- 1630 : Grande peste à Riom ;
- 1640 : Construction du deuxième monastère de la Visitation, devenue l'Institution Sainte-Marie ;
- 1646 : Grand ouragan à Riom ;
- 1658 : Construction de l'hôpital général ;
- 1687 : Boiseries de l'église Saint-Amable ;
- 1739 : Début de la démolition des remparts de la ville ;
- 1740 : Construction de l'Hôtel Dufraisse du Cheix, actuel musée Mandet.

#### Révolution française
En 1789, Malouët est élu député de Riom aux états généraux. L'année suivante, Soubrany est élu maire de Riom.
En 1792, Gilbert Romme et Soubrany sont élus députés à la Convention.
Le comité secret de surveillance et de sûreté générale de Riom est institué en anticipant la loi du 21 mars 1793, dès le 31 mars (le texte de la loi n'était pas parvenu aux communes). La municipalité est très active dans la lutte contre les contre-révolutionnaires. Il est très actif dans la surveillance des parents d'immigrés et des ci-devants nobles, et se charge de la délivrance des certificats de civisme. Avec les troubles contre-révolutionnaires de Lozère, il multiplie les arrestations : 29 d'avril à août, pour une population de 12 000 habitants. Ce chiffre relativement peu élevé est encore diminué par une vague de libérations en juillet et août. Le décret du 14 frimaire an II réorganise la constitution des comités en interdisant le cumul de fonctions entre municipalité, comité de surveillance et garde nationale : le comité passe de douze à quatorze membres, dont dix nouveaux. Après le 9-Thermidor, le comité est réorganisé : les membres de la noblesse de robe en sont exclus (octobre 1794). Les simples cultivateurs sont admis (la moitié des membres) et côtoient des petits fonctionnaires et commerçants. Après avoir libéré la plupart des internés, il est dissous le 30 ventôse an III. La place de la Fédération est aménagée en 1793.
Un club politique est créé en avril 1793, sous le nom de « Société des amis de la Liberté et de l'Égalité ».
La flèche de l'église Saint-Amable est détruite en 1794, ce qui explique aussi qu'une partie de l'église soit construit selon un style baroque tardif.
Les députés Romme et Soubrany sont guillotinés en 1795.

#### XIXesiècle
- 1801 : Riom devient sous-préfecture du Puy-de-Dôme ;
- 1804 : Riom devient le siège de la Cour d'appel ;
- 1813 : l'ancien couvent des Cordeliers est transformé en maison centrale ;
- 1824-1848 : Construction du nouveau bâtiment de la Cour d'appel par l'architecte Guillaume Degeorge ;
- 1853 : Arrivée des Maristes rue Pascal. Ils créent l'Institution Sainte-Marie dans l'ancien collège des Oratoriens en 1856, jusqu'en 1886 ;
- 1855 : Arrivée du chemin de fer à Riom, depuis Gannat ;
- 1859 : Création du musée par Francisque Mandet, installé en 1866 dans l'hôtel Dufraisse ;
- 1862 : Voyage de Napoléon III en Auvergne et plus particulièrement à Riom ;
- 1877-1883 : Construction de la manufacture des tabacs, place Eugène-Rouher, par l'ingénieur Dargnies ;
- 1886 : Installation des Pères Maristes et ouverture du lycée Sainte-Marie (qui existe toujours).

#### Époque contemporaine
- 1904-1935 : Étienne Clémentel, maire de Riom ;
- 1937 : Commémoration du tricentenaire de la mort de Jeanne-Charlotte de Bréchard ;
- 1940 (24 mai - 16 juin) : 185 kg d'eau lourde sont stockés dans la prison en vue de la fabrication de la première pile atomique "Zoé".
- 1940 (20 juin) : Bombardement de Riom ;
- 1940 (30 juillet) : Riom devient la Cour suprême de justice ;
- Entre 1940 et 1944, l'abbé Annéser, curé de Boulange, se réfugie dans la ville de Riom et la ville de Volvic en zone libre avec environ 900 de ses paroissiens.
- 1942 (février à avril) : Procès de Riom ;
- 1944 (25 août) : Libération de Riom ;
- 1963 : Construction de la poste ;
- 1967 : Riom, création d'un secteur sauvegardé ;
- 1969 : Création du musée d'Auvergne (ou ATP : Art et Tradition Populaire) ;
- 1972 : Départ des Visitandines ;
- 1975 : Riom, classée Ville d'art ;
- 1979 : Donation de la collection Richard à la ville de Riom (musée Mandet) ;
- 1983 : Inauguration du musée Mandet rénové (apport de la collection Richard) ;
- 1983-1989 : Construction de logements sociaux dans le quartier des tanneries ;
- 1985 : Riom, labellisée Ville d'art et d'histoire ;
- 1989-1995 : Claude Liebermann, maire de Riom ;
- 1990 : Construction du lycée professionnel Marie-Laurencin ;
- 1991 : Plan de sauvetage du centre ville - restauration des chaussées de l'ensemble des rues
- 1991 : Ouverture du golf ;
- 1992 : Restauration du collège Michel-de-l'Hospital ;
- 1993 : Réhabilitation du parvis de l'église Saint-Amable ;
- 1995 : Ouverture de la piscine ;
- 2005 : le label Ville d'art et d'histoire s'élargit à Riom-Communauté qui devient Pays d'art et d'histoire ;
- 2009 : Inauguration du lycée du bâtiment Pierre-Joël-Bonté.
- 2018-2019 : Ouverture des Jardins de la Culture : cinéma, médiathèque, école de musique et d'arts plastiques.

## Politique et administration

### Tendances politiques et résultats
La commune avait voté à 56,31 % pour Pierre-Joël Bonté aux élections régionales de 2004, avec un taux de participation de 72,42 %.
La commune avait voté à 66,05 % pour René Souchon aux élections régionales de 2010, avec un taux de participation de 55,41 %.
Aux élections municipales de 2014, le maire sortant, Jean-Claude Zicola (PS) ne s'est pas représenté. Trois candidats étaient en lice mais le premier tour n'a pas désigné de candidat élu à la majorité absolue, Pierre Pécoul (DVD) n'arrivant qu'à 49,15 % des voix. Michel Bages (DVG) a été directement éliminé avec seulement 9,83 %, terminant en troisième position. Au second tour, Pierre Pécoul a été élu avec 54,41 % des voix, battant Pierrette Chiesa (PS). Le taux de participation était de 67,31 %.
Aux élections municipales de 2020, la liste conduite par le maire sortant, Pierre Pécoul (DVD), est réélue au second tour face à Charles Brault (liste d'union de la gauche), l'emportant avec 50,59 % des voix (67 voix d'avance).

### Administration municipale
Le conseil municipal est composé de trente-trois élus, dont la composition suit :
| Nuance | Liste                                            | présidée par   | Sièges  | Statut     |
| --- | ------------------------------------------------ | -------------- | ------- | ---------- |
| LR-UDI | « Rassemblés pour Riom »                         | Pierre Pécoul  | 25 (14) | majorité   |
| PS-EELV-PCF-LFI | « Riom Collectivement, pour un nouveau souffle » | Charles Brault | 8 (3)   | opposition |
| Le nombre de sièges entre parenthèses correspond au nombre d'élus au conseil communautaire de la communauté d'agglomération Riom Limagne et Volcans. |                                                  |                |         |            |

Le conseil municipal a désigné neuf adjoints, six conseillers municipaux délégués et dix-sept conseillers municipaux.

### Liste des maires
| Période                                  | Période               | Identité           | Étiquette           | Qualité |
| ---------------------------------------- | --------------------- | ------------------ | ------------------- | --- |
| Les données manquantes sont à compléter. |                       |                    |                     | |
| octobre 1947                             | mai 1953              | Antoine Caux       |                     | |
| mai 1953                                 | mars 1965             | Jean Reynouard     | RGR                 | Avoué Sénateur du Puy-de-Dôme (1948-1958)                                                                                            |
| mars 1965                                | mars 1977             | Guy Thomas         | DVD                 | Chirurgien Résistant, déporté au camp de Buchenwald                                                                                  |
| mars 1977                                | mars 1989             | Jean Ehrard        | PS                  | Professeur de littérature française                                                                                                  |
| mars 1989                                | juin 1995             | Claude Liebermann  | UDF                 | Ingénieur des ponts, des eaux et des forêts Conseiller général du canton de Riom-Est (1985-2004)                                     |
| juin 1995                                | mars 1998 (démission) | Pierre-Joël Bonté  | PS                  | Expert-comptable Ancien conseiller général du canton de Riom-Est (1979-1985)                                                         |
| mars 1998                                | mars 2014             | Jean-Claude Zicola | PS                  | Technicien Assedic Conseiller général du canton de Riom-Est (2004-2015)                                                              |
| mars 2014                                | En cours              | Pierre Pécoul      | DVD (liste UMP-UDI) | Chef d'entreprise Président de Riom-Communauté (2014-2016) 1er vice-président de la CC puis CA Riom Limagne et Volcans (depuis 2017) |

### Rattachements administratifs et électoraux
Sur le plan administratif, Riom était chef-lieu de district en 1793 puis chef-lieu d'arrondissement depuis 1801. Elle fut par ailleurs chef-lieu d'un canton unique de 1793 à 1801, avant d'être scindé en deux (Riom-Est et Riom-Ouest) de 1801 jusqu'en mars 2015 ; à la suite du redécoupage des cantons du département, la commune devient le bureau centralisateur d'un canton unique.
Riom est le siège d'une cour d'appel, d'un tribunal d'instance et d'un tribunal paritaire des baux ruraux, mais aussi de la cour d'assises du Puy-de-Dôme. Elle dépend de la cour administrative d'appel de Lyon, des tribunaux administratif, de grande instance, de commerce et pour enfants de Clermont-Ferrand.

### Politique environnementale
La ville s'engage à économiser l'eau et l'énergie, à renforcer le rôle de l'environnement dans l'élaboration de marchés publics, ou encore à protéger la biodiversité. Elle possède une station de qualité de l'air, gérée par l'association Atmo Auvergne.

### Jumelages
Au 14 février 2015, Riom est jumelée avec sept communes :
- Adur (Royaume-Uni) depuis 1992 ;
- Algemesí (Espagne) depuis 1984 ;
- Loubomo (Congo) depuis 1975 ;
- Nördlingen (Allemagne) depuis 1969 ;
- Viana do Castelo (Portugal) depuis 1982 ;
- Żywiec (Pologne) depuis 1985 ;
- Sussex de l'Ouest (Royaume-Uni).

Tous ces jumelages sont des coopérations décentralisées sur le thème de la culture, du tourisme et du patrimoine.

## Population et société

### Démographie

#### Évolution démographique
L'évolution du nombre d'habitants est connue à travers les recensements de la population effectués dans la commune depuis 1793. Pour les communes de plus de 10 000 habitants les recensements ont lieu chaque année à la suite d'une enquête par sondage auprès d'un échantillon d'adresses représentant 8 % de leurs logements, contrairement aux autres communes qui ont un recensement réel tous les cinq ans,.

En 2022, la commune comptait 18 680 habitants, en évolution de −1,83 % par rapport à 2016 (Puy-de-Dôme : +2,1 %, France hors Mayotte : +2,11 %).
| 1793   | 1800   | 1806   | 1821   | 1831   | 1836   | 1841   | 1846   | 1851   |
| ------ | ------ | ------ | ------ | ------ | ------ | ------ | ------ | ------ |
| 12 152 | 13 328 | 14 114 | 12 584 | 12 379 | 11 473 | 12 259 | 12 845 | 12 386 |

| 1856   | 1861   | 1866   | 1872   | 1876   | 1881   | 1886   | 1891   | 1896   |
| ------ | ------ | ------ | ------ | ------ | ------ | ------ | ------ | ------ |
| 11 976 | 10 863 | 10 401 | 10 770 | 10 801 | 10 304 | 10 309 | 11 189 | 11 131 |

| 1901   | 1906   | 1911   | 1921   | 1926   | 1931   | 1936   | 1946   | 1954   |
| ------ | ------ | ------ | ------ | ------ | ------ | ------ | ------ | ------ |
| 11 061 | 10 627 | 10 561 | 10 435 | 10 944 | 11 042 | 11 425 | 12 975 | 12 664 |

| 1962   | 1968   | 1975   | 1982   | 1990   | 1999   | 2006   | 2011   | 2016   |
| ------ | ------ | ------ | ------ | ------ | ------ | ------ | ------ | ------ |
| 14 418 | 15 467 | 17 071 | 18 346 | 18 793 | 18 548 | 18 118 | 18 291 | 19 029 |

| 2021   | 2022   | - | - | - | - | - | - | - |
| ------ | ------ | - | - | - | - | - | - | - |
| 18 736 | 18 680 | - | - | - | - | - | - | - |

#### Pyramide des âges
En 2018, le taux de personnes d'un âge inférieur à 30 ans s'élève à 35,3 %, soit au-dessus de la moyenne départementale (34,2 %). À l'inverse, le taux de personnes d'âge supérieur à 60 ans est de 26,4 % la même année, alors qu'il est de 27,9 % au niveau départemental.
En 2018, la commune comptait 9 151 hommes pour 9 860 femmes, soit un taux de 51,86 % de femmes, légèrement supérieur au taux départemental (51,59 %).
Les pyramides des âges de la commune et du département s'établissent comme suit.
| Hommes | Classe d’âge | Femmes |
| ------ | ------------ | ------ |
| 0,6    | 90 ou +      | 1,4    |
| 6,2    | 75-89 ans    | 9,4    |
| 17,0   | 60-74 ans    | 18,0   |
| 18,6   | 45-59 ans    | 19,2   |
| 20,1   | 30-44 ans    | 18,8   |
| 18,7   | 15-29 ans    | 16,7   |
| 18,8   | 0-14 ans     | 16,6   |

| Hommes | Classe d’âge | Femmes |
| ------ | ------------ | ------ |
| 0,7    | 90 ou +      | 2,1    |
| 7,4    | 75-89 ans    | 10,2   |
| 17,7   | 60-74 ans    | 18,6   |
| 20,2   | 45-59 ans    | 19,2   |
| 18,4   | 30-44 ans    | 17,4   |
| 18,6   | 15-29 ans    | 17,2   |
| 17     | 0-14 ans     | 15,3   |

### Enseignement
Riom fait partie de l'académie de Clermont-Ferrand.
Dans l'enseignement public, la commune gère quatre écoles maternelle et élémentaire constituant un groupe scolaire (Jean-Rostand, Maurice-Genest, Pierre-Brossolette et René-Cassin),.
Les élèves poursuivent leur scolarité dans les trois collèges publics gérés par le conseil départemental du Puy-de-Dôme, en fonction du lieu de résidence : Jean-Vilar, Michel-de-l'Hospital et Pierre-Mendès-France,, puis au lycée Claude-et-Pierre-Virlogeux géré par la région.
Le lycée Virlogeux accueille depuis septembre 2017 un microlycée : Le LIANE (Lycée Innovant Ambition NumériquE). Ce lycée public est destiné aux jeunes décrocheurs de 16 à 25 ans, qui après une interruption de leurs études, souhaitent reprendre une scolarité afin préparer un baccalauréat général et éventuellement poursuivre des études supérieures. Il résulte d'un partenariat entre le rectorat de Clermont-Ferrand et la région Auvergne-Rhône-Alpes. C'est le seul établissement public de ce type dans la grande région (l'autre microlycée, à Lyon, étant privé).
Le lycée professionnel Marie-Laurencin, spécialisé dans les arts et métiers du textile et la mode (qui bénéficie par ailleurs d'une labellisation), est créé en 1990.
Un autre lycée, situé au sud de la commune, porte le nom de l'ancien maire et du président du conseil régional d'Auvergne décédé en cours de mandat, Pierre-Joël Bonté. Il forme les élèves au baccalauréat professionnel, aux CAP et aux BTS dans le domaine du bâtiment.
Dans l'enseignement privé, les élèves suivent leur scolarité à l'institution Notre-Dame-des-Arts-Sacré-Cœur, puis à l'institution Sainte-Marie (collège et lycée).
Il existe aussi un centre d'information et d'orientation.

### Manifestations culturelles et festivités
Depuis 1987 a lieu en été le festival Piano à Riom, principalement consacré à la musique classique et organisant une dizaine de concerts.
La ville de Riom organise plusieurs manifestations, y compris des éco-manifestations depuis 2010, dans le but de « réduire l'empreinte environnementale » d'une manifestation.
Deux saisons culturelles majeures se déroulent dans la commune : « Accès Soirs » et « Éclats de Fête ».
La Fête de la Ville est organisée chaque année.

### Sports
La ville de Riom possède plusieurs installations sportives et plus de quarante associations sportives.

#### Infrastructures sportives
- Complexe sportif Émile-Pons : construit dans les années 1960, cet équipement intercommunal peut accueillir plus de 5 000 personnes. Il comprend entre autres un terrain d'honneur, une piste d'athlétisme, six courts de tennis, un stand de tir et une piste de tir à l'arc. Il est utilisé par le club de football (FC Riomois), de rugby (RC Riomois) et d'athlétisme ainsi que par l'école Pierre-Brossolette, le collège Jean-Vilar et le lycée Virlogeux[R 16].
- Stade Dumoulin : il permet la pratique du tir à l'arc, du tir sportif et du football[R 17].
- Stade Pierre-Robin : cet équipement communal, d'une capacité de mille places, comprend notamment deux terrains gazonnés. Il est utilisé par le FC riomois et le RC Riomois[R 18].

#### Associations sportives
- Football Club riomois (football)
- Rugby Club riomois (rugby)
- Association Sportive Maréchat Riom Basket (basket-ball)[R 19].
- Les Archers riomois (tir à l'arc)

#### Événements sportifs
- Ville de passage de la 10e étape du Tour de France 2025 (Ennezat – Le Mont-Dore - Puy de Sancy), le 14 juillet 2025. Le départ réel a eu lieu sur la route d'Ennezat[78].

## Économie
Riom compte deux parcs d'activités : un parc européen d'entreprises, et le parc artisanal de Layat.
Riom a un marché des producteurs actif : il se réunit tous les samedis matin et les mercredis aux halles. Déballage de spécialités locales : fromages, produits régionaux…

### Revenus de la population et fiscalité
En 2011, le revenu fiscal médian par ménage s'élevait à 25 878 €, ce qui plaçait Riom au 23 354e rang des communes de plus de 49 ménages en métropole.

### Emploi
En 2013, la population âgée de quinze à soixante-quatre ans s'élevait à 12 042 personnes, parmi lesquelles on comptait 69,5 % d'actifs dont 60,3 % ayant un emploi et 9,2 % de chômeurs.
On comptait 10 623 emplois dans la zone d'emploi. Le nombre d'actifs ayant un emploi résidant dans la zone étant de 7 340, l'indicateur de concentration d'emploi est de 144,7 %, ce qui signifie que la commune offre plus d'un emploi par habitant actif.
6 652 des 7 335 personnes âgées de quinze ans ou plus (soit 90,7 %) sont des salariés. Près de 36 % des actifs travaillaient dans la commune.

### Entreprises
La commune abrite le siège social de 14 grandes entreprises.
La manufacture des tabacs (ex Seita) reprise par Imperial Tobaco a été fermée définitivement en 2017 et le site occupé par la société Bacacier.
Par ailleurs s'est installé un laboratoire dépendant du groupe Merck Sharp Dohme et Chibre
Au 1er janvier 2015, Riom comptait 1 205 entreprises, dont la majorité émanaient du secteur des services, aussi bien aux entreprises qu'aux particuliers.
En outre, elle comptait 1 402 établissements.
Au 31 décembre 2014, elle comptait 1 721 établissements actifs (8 720 postes salariés), répartis comme suit :
| Échelle               | Agriculture | Industrie | Construction | Commerce, transports, services divers | Administration publique, enseignement, santé, action sociale |
| --------------------- | ----------- | --------- | ------------ | ------------------------------------- | ------------------------------------------------------------ |
| Établissements actifs | 1,5 %       | 6,5 %     | 8 %          | 64,8 %                                | 19,2 %                                                       |
| Postes salariés       | 0,2 %       | 31 %      | 5,1 %        | 24,8 %                                | 39 %                                                         |

### Agriculture
Au recensement agricole de 2010, la commune comptait 32 exploitations agricoles. Ce nombre est en nette diminution par rapport à 2000 (40) et à 1988 (50).
La superficie agricole utilisée sur ces exploitations était de 1 204 hectares en 2010, dont 1 048 ha sont allouées aux terres labourables et 141 ha sont toujours en herbe.

### Commerce et services
Le centre-ville de Riom a deux rues très commerçantes, la rue de l'Hôtel-de-Ville et la rue du commerce.
L'agglomération riomoise possède deux zones commerciales majeures :
- la ZAC Les portes de Riom avec le centre commercial Riom-Sud à Ménétrol avec Carrefour, Bricomarché, Roady, etc. ;
- la ZAC Espace Mozac sur les communes de Mozac, Enval et Malauzat avec E.Leclerc, Mr Bricolage, etc.

### Tourisme
Au 1er janvier 2017, la commune comptait neuf hôtels, totalisant 392 chambres quatre hôtels classés deux étoiles et quatre autres classés trois étoiles, ainsi qu'un hôtel non classé. Il n'existe aucun camping, résidence de tourisme, village vacances ou tout autre type d'hébergement collectif dans la commune.

## Culture locale et patrimoine

### Lieux et monuments
Le centre-ville de Riom est classé secteur sauvegardé au sens de la loi sur la protection du patrimoine (loi dite « Malraux » du code de l'urbanisme). Afin de dynamiser ce patrimoine, Riom dans le cadre de la communauté de communes, appartient au réseau du label Villes et Pays d'art et d'histoire.
En 1212, Philippe Auguste avait annexé le comté d'Auvergne pour en faire la Terre d'Auvergne avec Riom comme capitale, bien que Clermont soit la ville la plus importante du comté, mais elle était la ville de l'évêque. La Terre d'Auvergne avait été donnée en apanage à Alphonse de Poitiers puis à Jean de Berry, enfin, par sa fille, à la maison de Bourbon. Elle revint dans le domaine royal en 1531. La qualité de ville royale où se trouvait le pouvoir civil et judiciaire du comté d'Auvergne jusqu'à la Révolution a permis à la ville de posséder un très riche patrimoine architectural. L'incendie de 1483 et le séisme de 1490 font que la plupart des bâtiments civils du centre ancien subsistants ont été construits après.

#### Les rues du centre ancien
Le centre ancien était entouré de remparts qui ont été démolis entre 1739 et 1768. Les boulevards actuels ont été tracés sur les anciens fossés (boulevard Chancelier-de-L'Hospital, boulevard Desaix, boulevard Clémentel, boulevard de la République, boulevard de la Liberté).
D'imposantes demeures bourgeoises bâties d'un bloc et où cohabitaient dès le XVIIIe siècle plusieurs générations de riches familles sont visibles. Ces maisons pouvaient abriter jusqu'à 40 personnes.
Plusieurs rues du centre ancien possèdent ces bâtiments intéressants,.
La rue de l'Hôtel-de-Ville s'appelait rue du Palais et partait de la porte de La Bade, devant le château dont il reste la Sainte-Chapelle, pour aller vers l'abbaye Saint-Amable dont il subsiste l'église. Elle se termine au coin des Taules, à l'intersection des rues de l'Horloge, au nord, et la rue du Commerce, au sud. Elle se prolonge par la rue Saint-Amable, ancienne rue Mercière, qui s'arrêtait à l'abbaye. La rue séparait deux quartiers de la ville, le quartier du Poux, au nord, et le quartier Naigueperse, au sud.
- le musée Mandet[86], ancien hôtel Dufraisse du Cheix[87] (no 14) ;
- l'immeuble de la Banque de France[88] (no 17) ;
- l'hôtel Grangier de Cordès[89] (no 20), construit en 1755 ;
- l'hôtel de ville, ancien hôtel de Cériers (no 23) ;
- l'hôtel de Laval de Lacresne[90] (no 27) ;
- la maison des Consuls[91],[92], La maison des Consuls a été construite au XVIe siècle. Il n'y a jamais eu de consuls habitant ou séjournant dans cette maison. Ce nom provient des médaillons en terre cuite représentant des visages d'inspiration romaine. La façade est sur arcades. Elle marie la verticalité du style gothique avec l'horizontalité de la Renaissance. Belle et élégante tourelle d'angle. Fenêtres à meneaux entourées de rinceaux superbement travaillés. Sur le fronton de gauche : la salamandre de François Ier symbolisant le rattachement de l'Auvergne à son royaume.
- la maison à pans de bois[93] ou maison Mazuer (no 33) ;
- l'hôtel Soubrany de Bénistant[94] (no 41), avec ses fenêtres à meneaux encadrées de pilastres et surmontées d'un fronton.

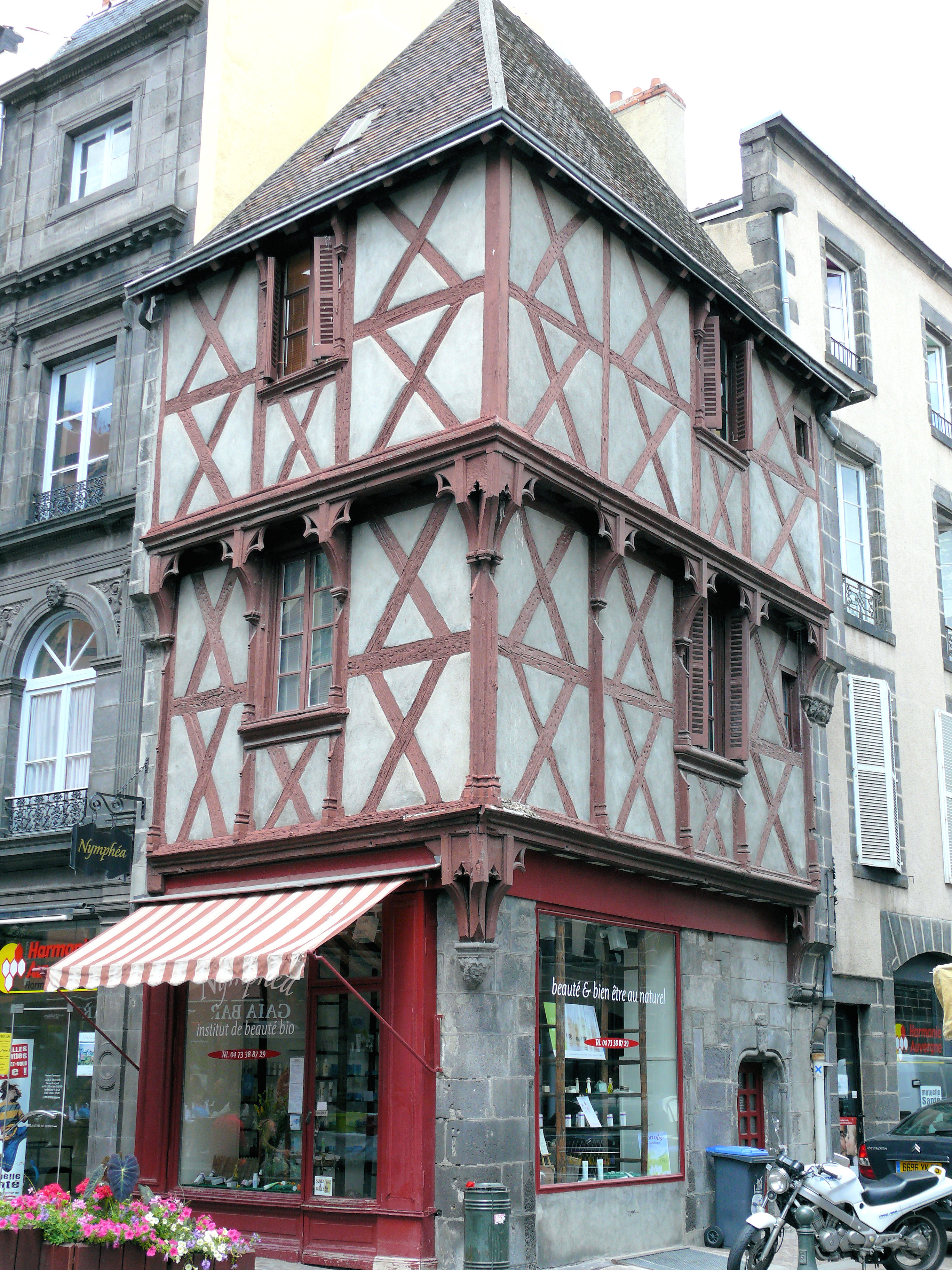
Maison à pans de bois.
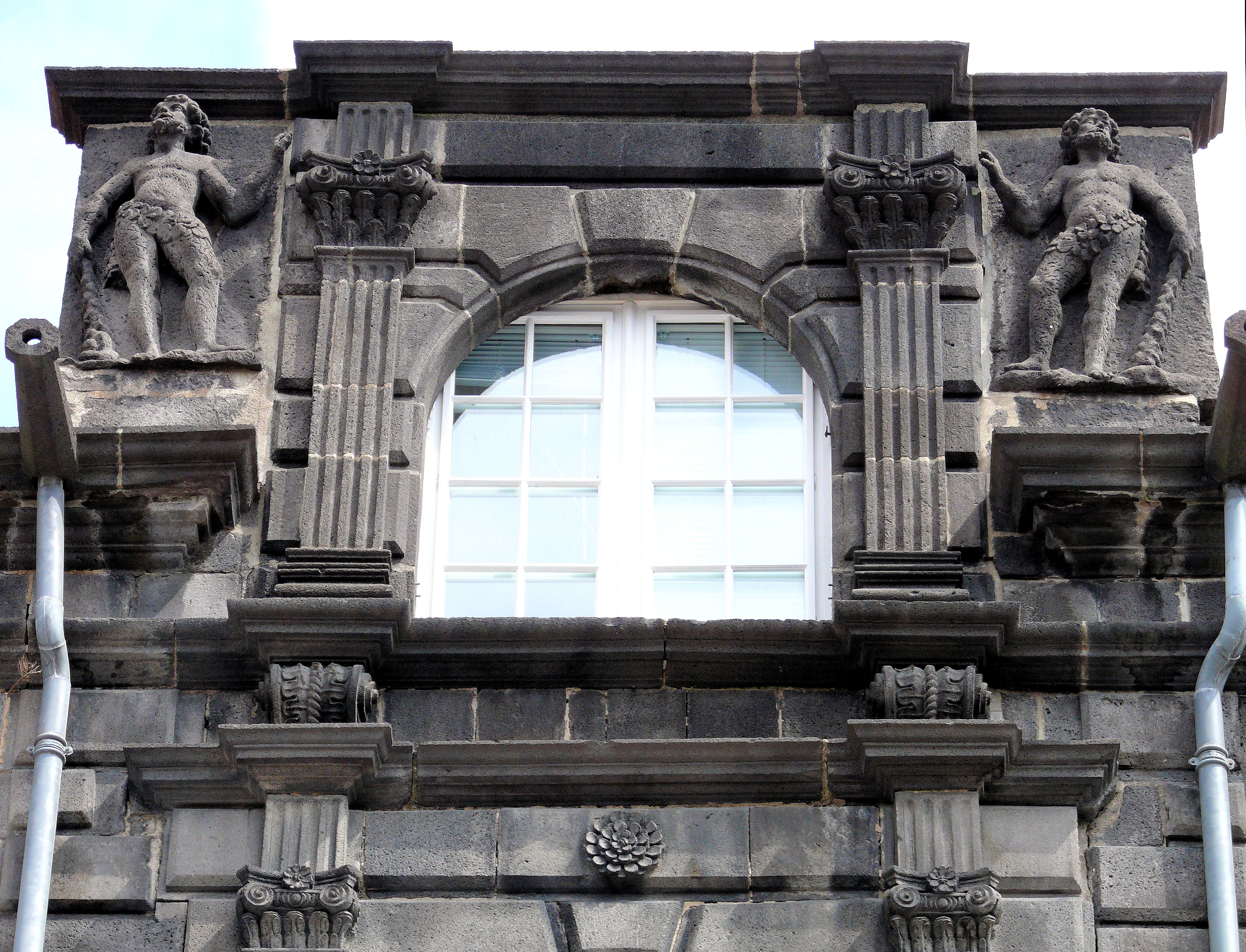
Hôtel de Laval de Lacresne - Détail du fronton.
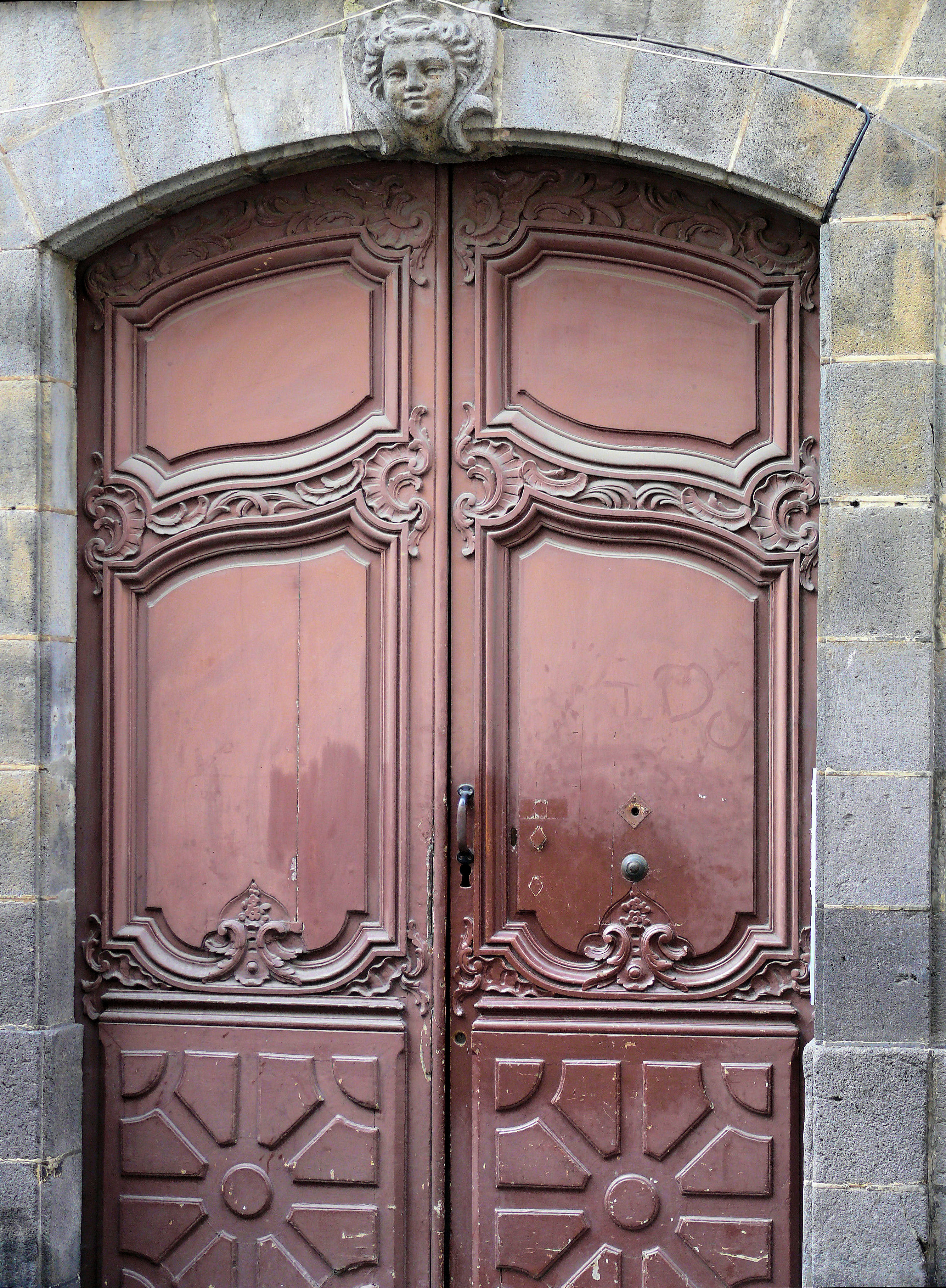
Porte d'entrée de l'hôtel Grangier de Cordès.
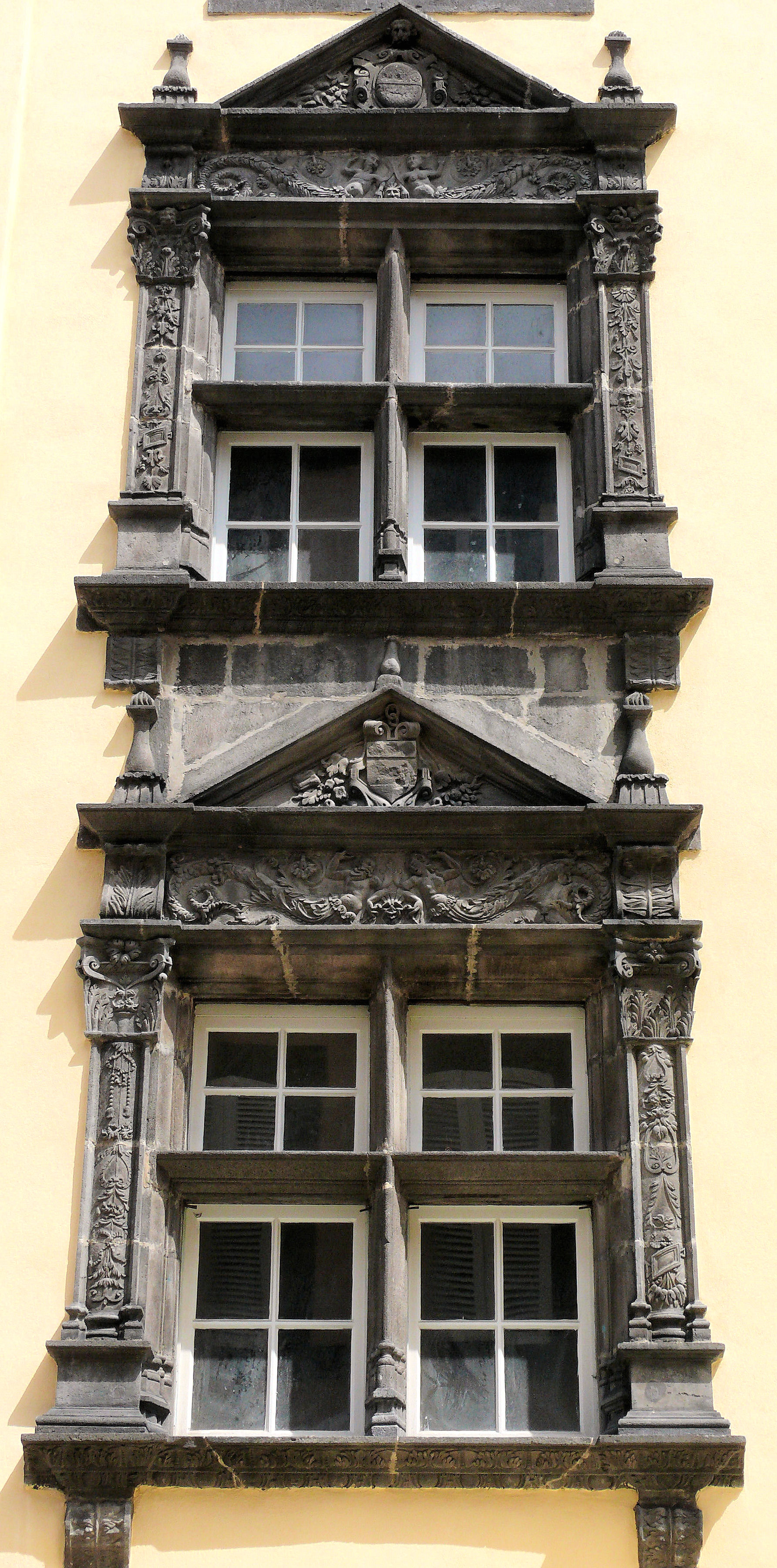
Fenêtres de l'hôtel Soubrany.

La rue de l'Horloge et la rue du Commerce constituent l'axe nord-sud, autrefois rue des Taules, de la ville ancienne. Elles donnaient, au nord sur la route de Paris par la tour-porte de Layat, et au sud sur la porte de Clermont.
- rue de l'Horloge :
  - l'hôtel Arnoux de Maison-Rouge[95] (no 7), possède une façade du XVIIIe siècle. Dans la cour intérieure, de beaux oculi sculptés ornés d'amours, de masques et de fruits.
  - le beffroi ou tour de l'Horloge[96] (no 5),
  - l'hôtel Guymoneau[97] (no 12), est un hôtel du XVIe siècle. Belle cour avec un escalier à vis décoré d'une Annonciation et de quatre médaillons. À côté, deux arcades surmontées de quatre statues symbolisant la Force, la Justice, la Prudence et la Tempérance.
  - l'hôtel Chabre (no 15) possède une belle porte ouvragée du XVIIIe siècle.

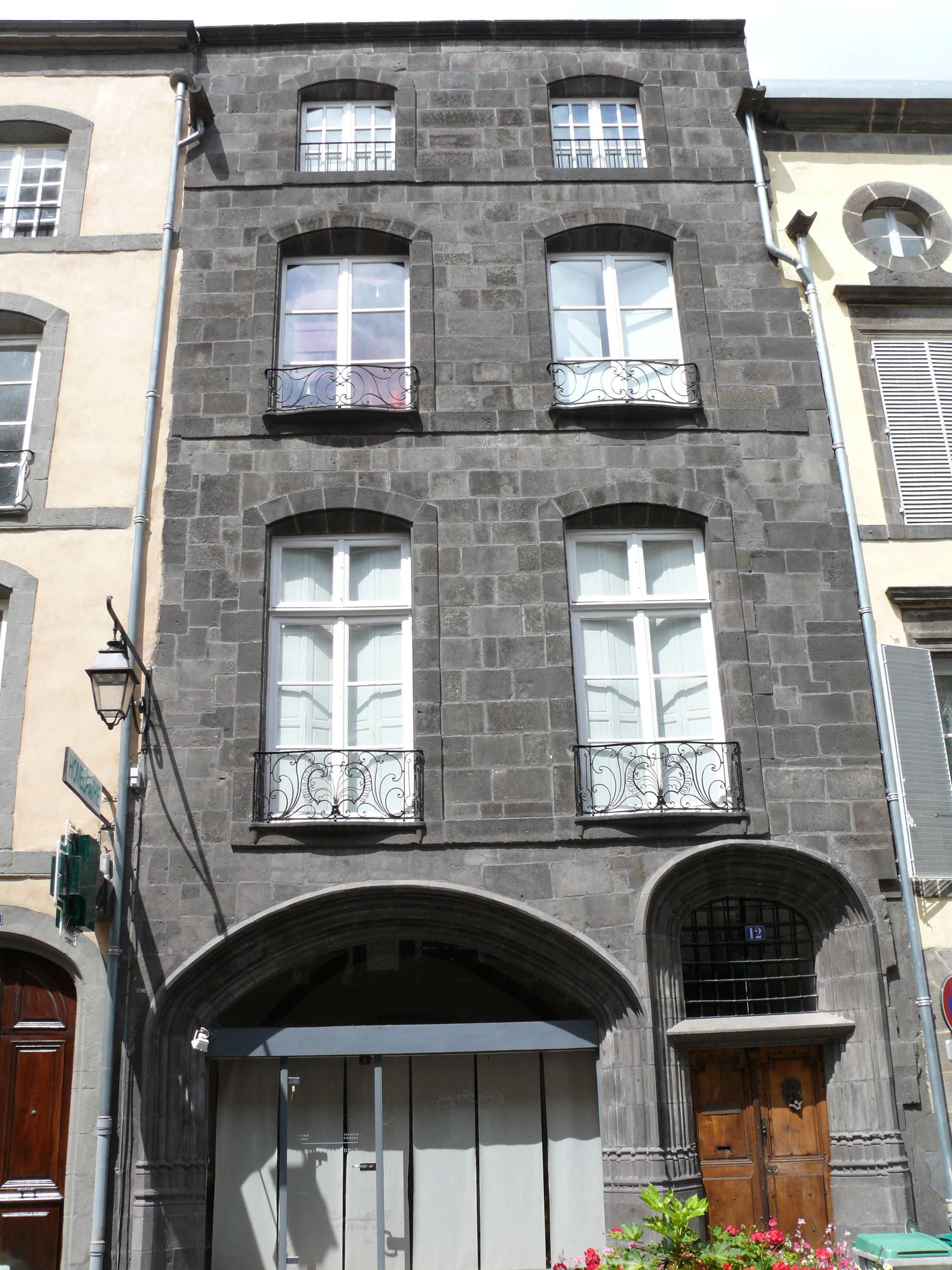
Hôtel Guymoneau au 12 rue de l'Horloge.
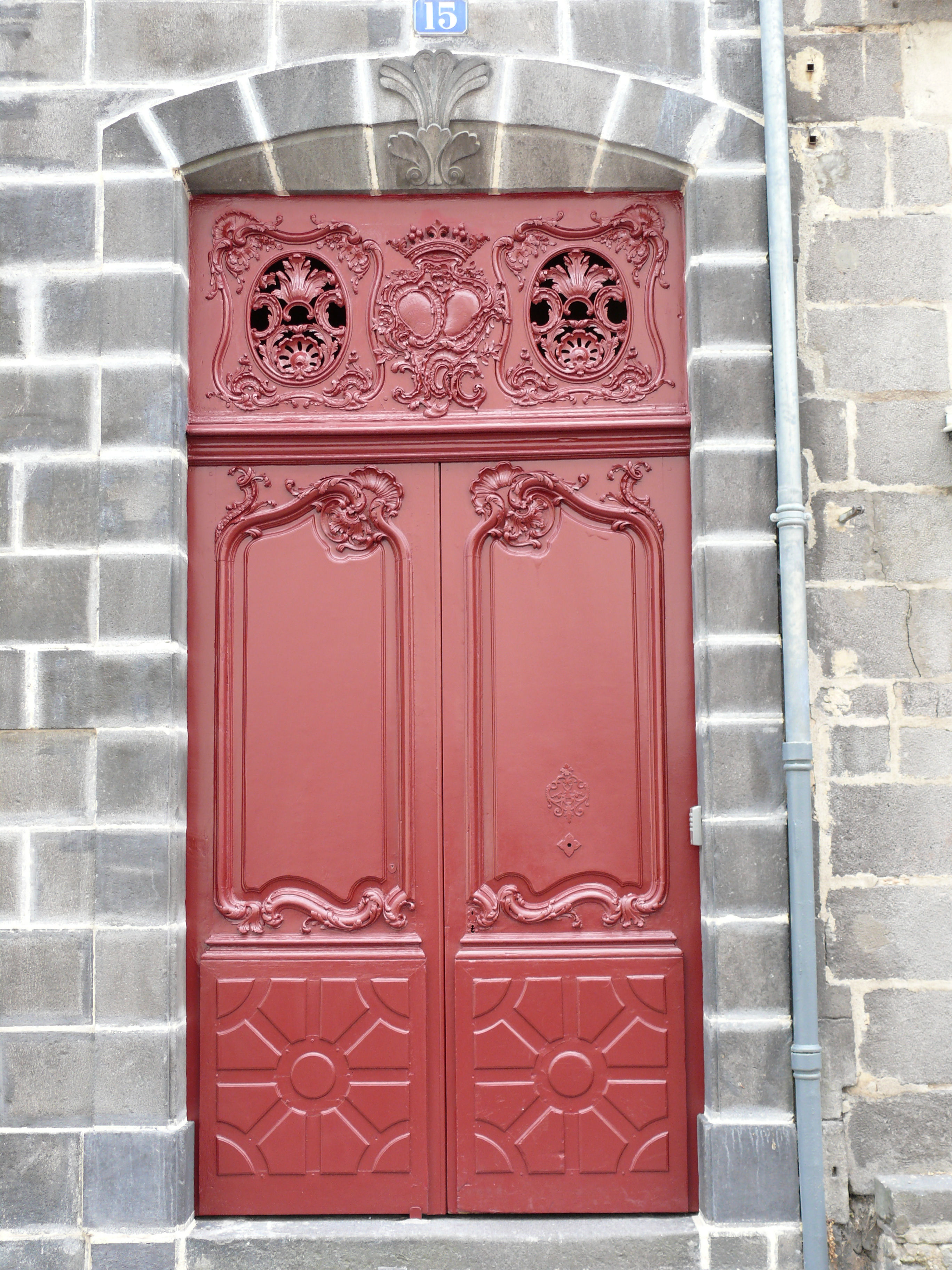
Hôtel Chabre au 15 rue de l'Horloge : porte d'entrée.
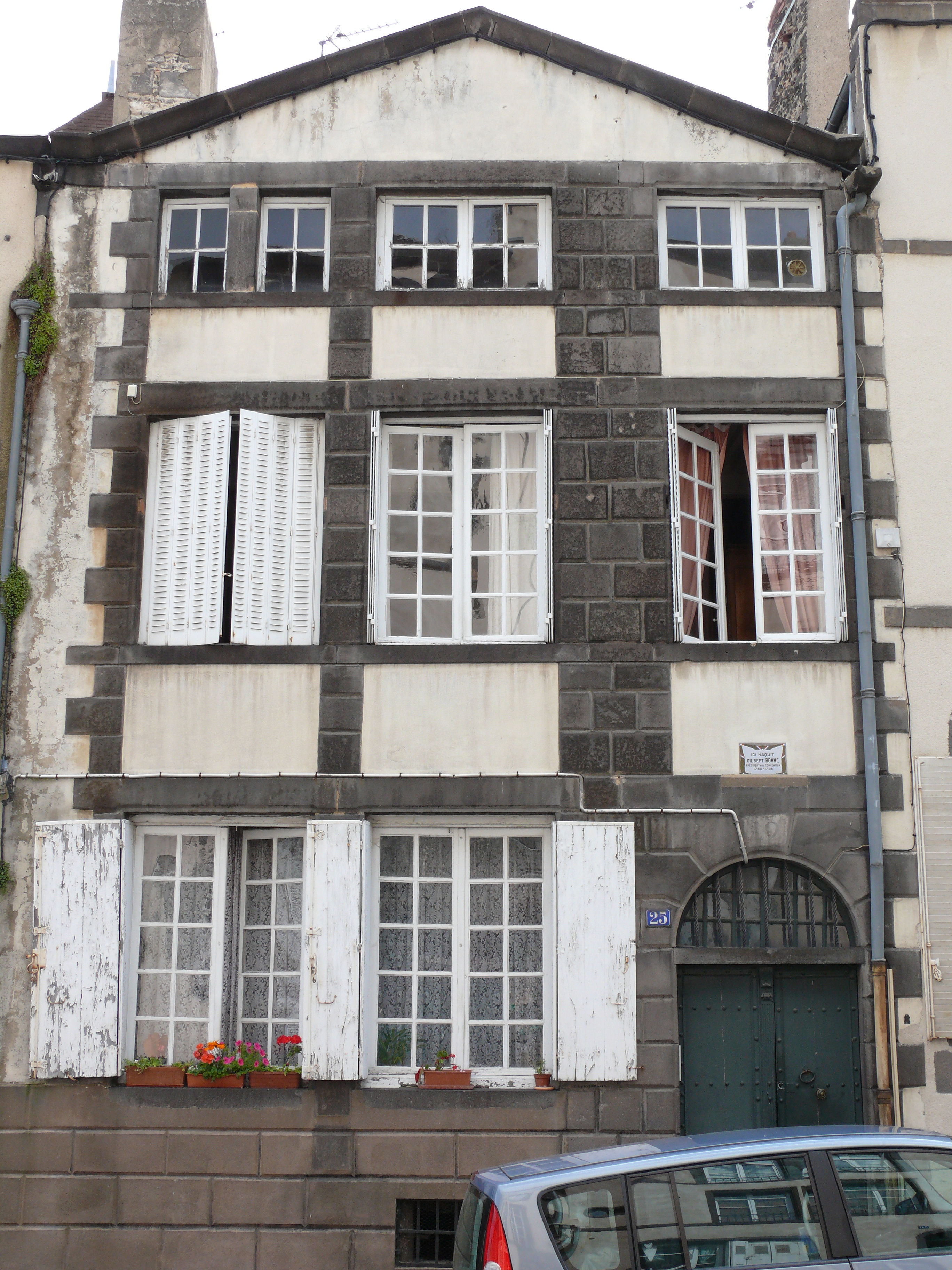
Maison natale de Gilbert Romme au 25 rue de l'Horloge.
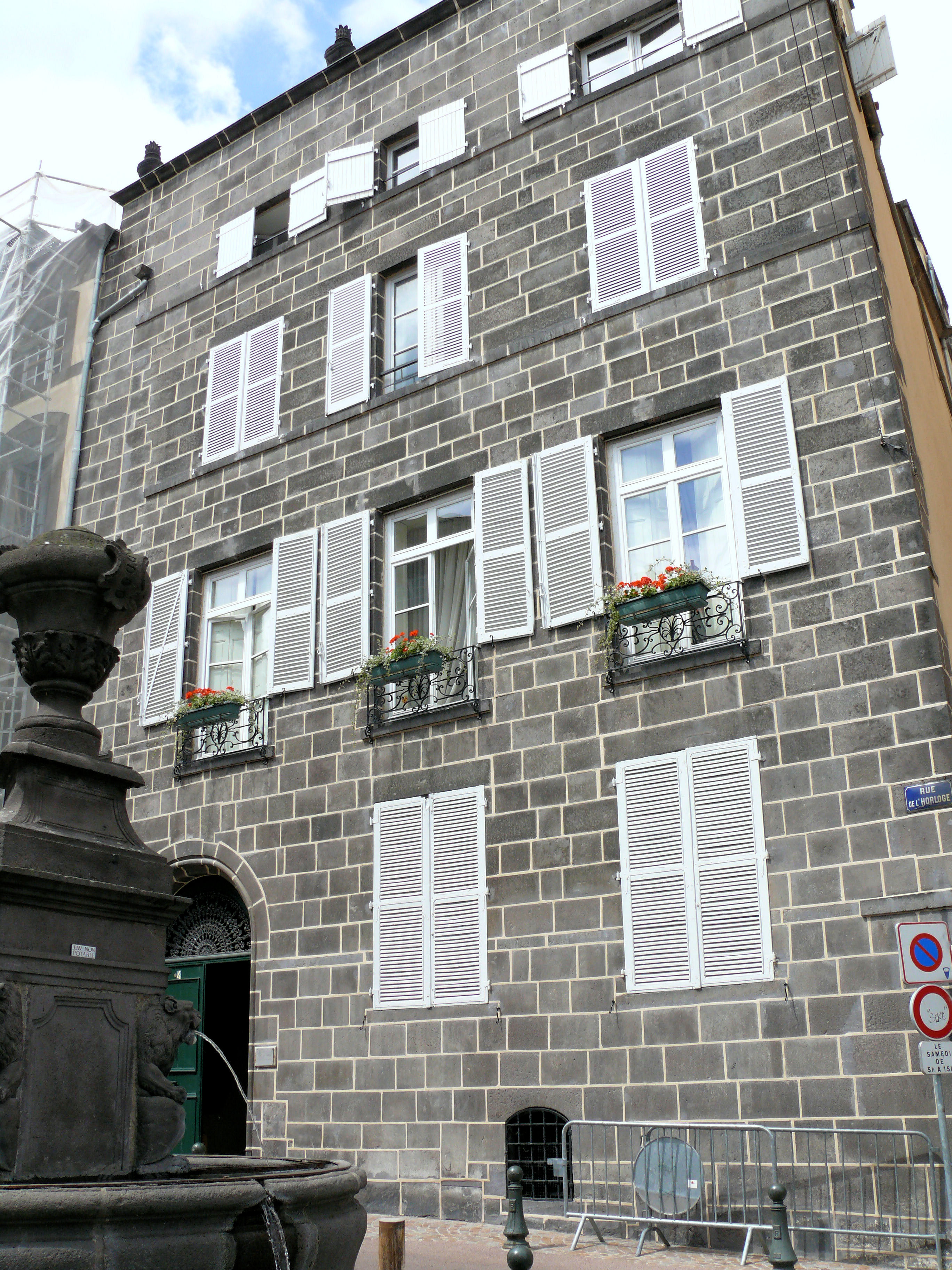
Hôtel au 24 rue de l'Horloge.

- la rue du Commerce :
  - la maison Prenat[98] (no 8),
  - le bâtiment de l'ancienne chambre de commerce avec sa grande salle voûtée conduisant à un jardin.
  - l'hôtel de Rochevend (no 36)[99]

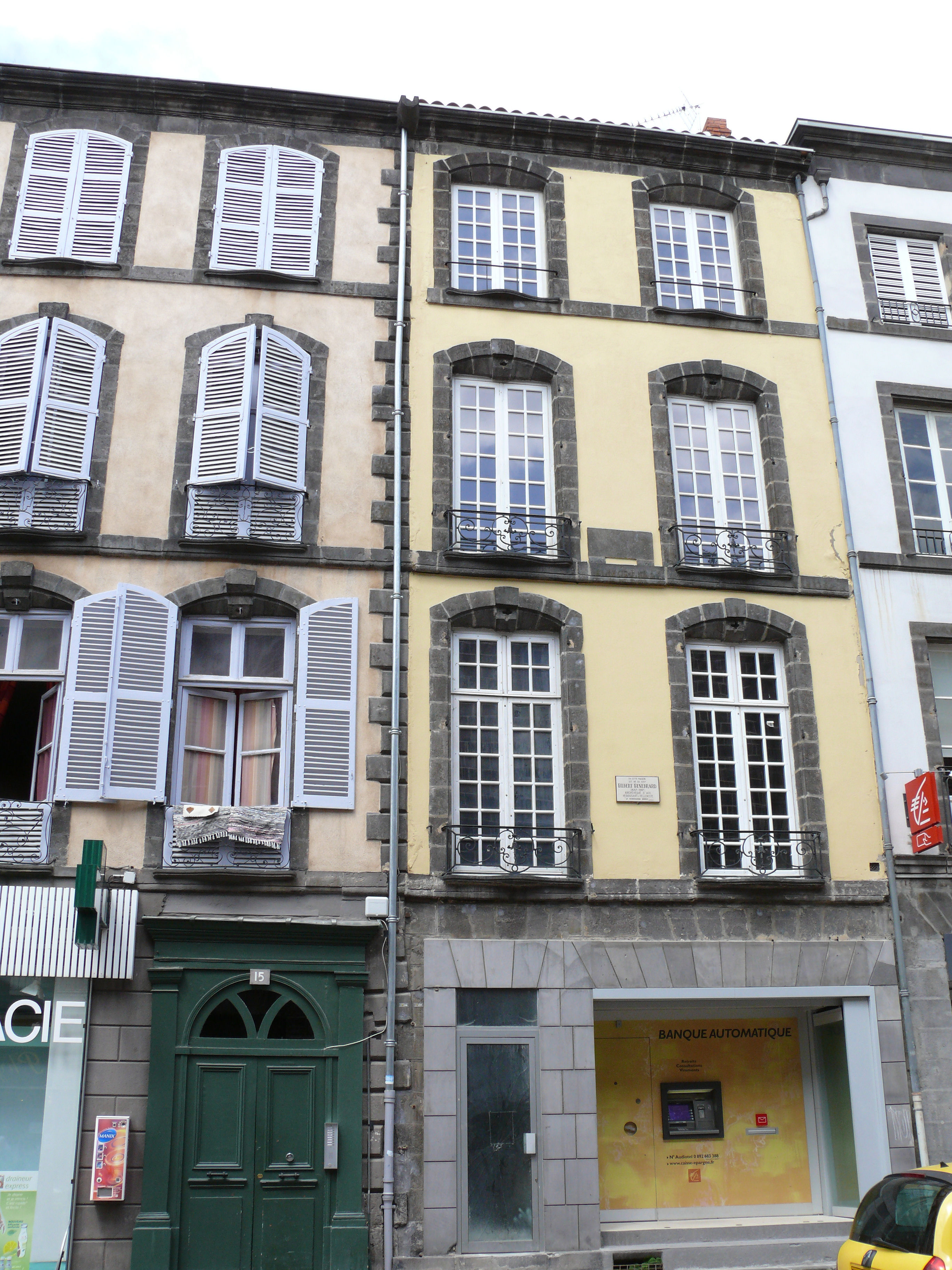
Maisons aux 13 et 15 rue du Commerce.
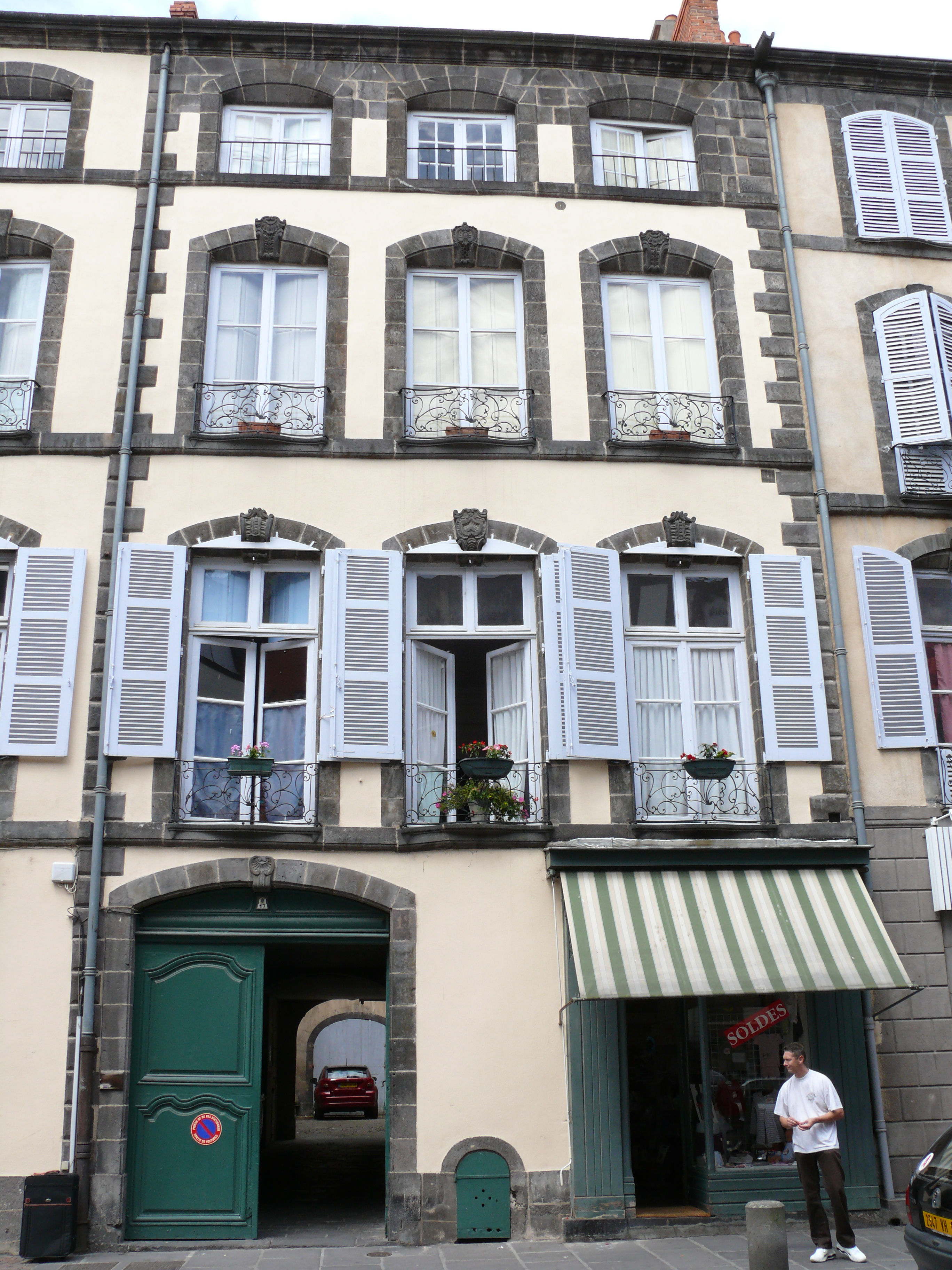
Maison du 17 rue du Commerce.
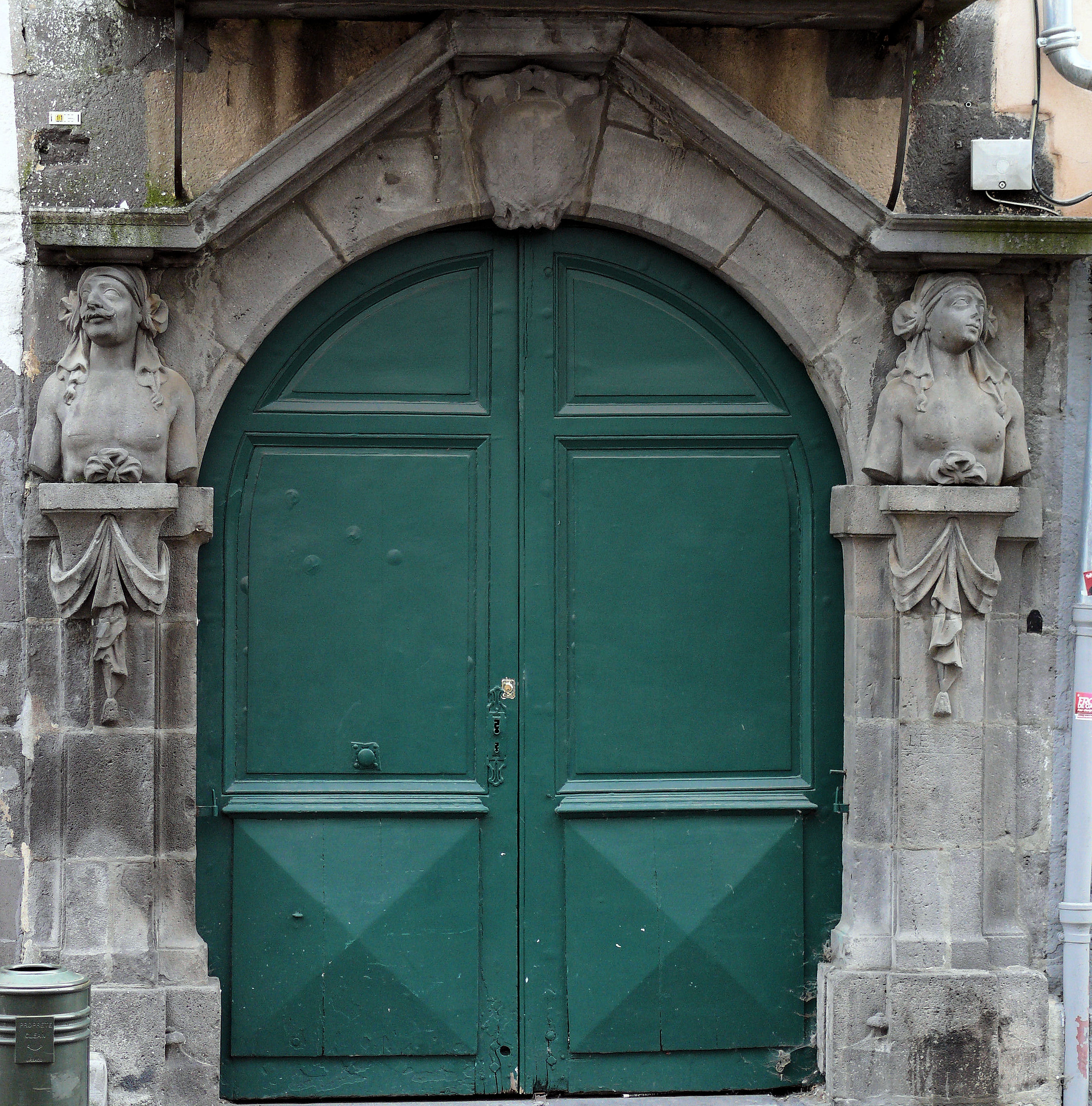
Hôtel Valette de Rochevend.

- rue de l'Hôtel des Monnaies
  - l'hôtel Chauvigny de Blot[100] (no 22)
- rue Soubrany :
  - hôtel du Jouhannel de Jenzat[101] (no 9), à partir de 1735
- rue Croisier :
  - hôtel de l'Ancienne Monnaie (no 10) construit en 1420. Occupé par la sous-préfecture depuis 1846

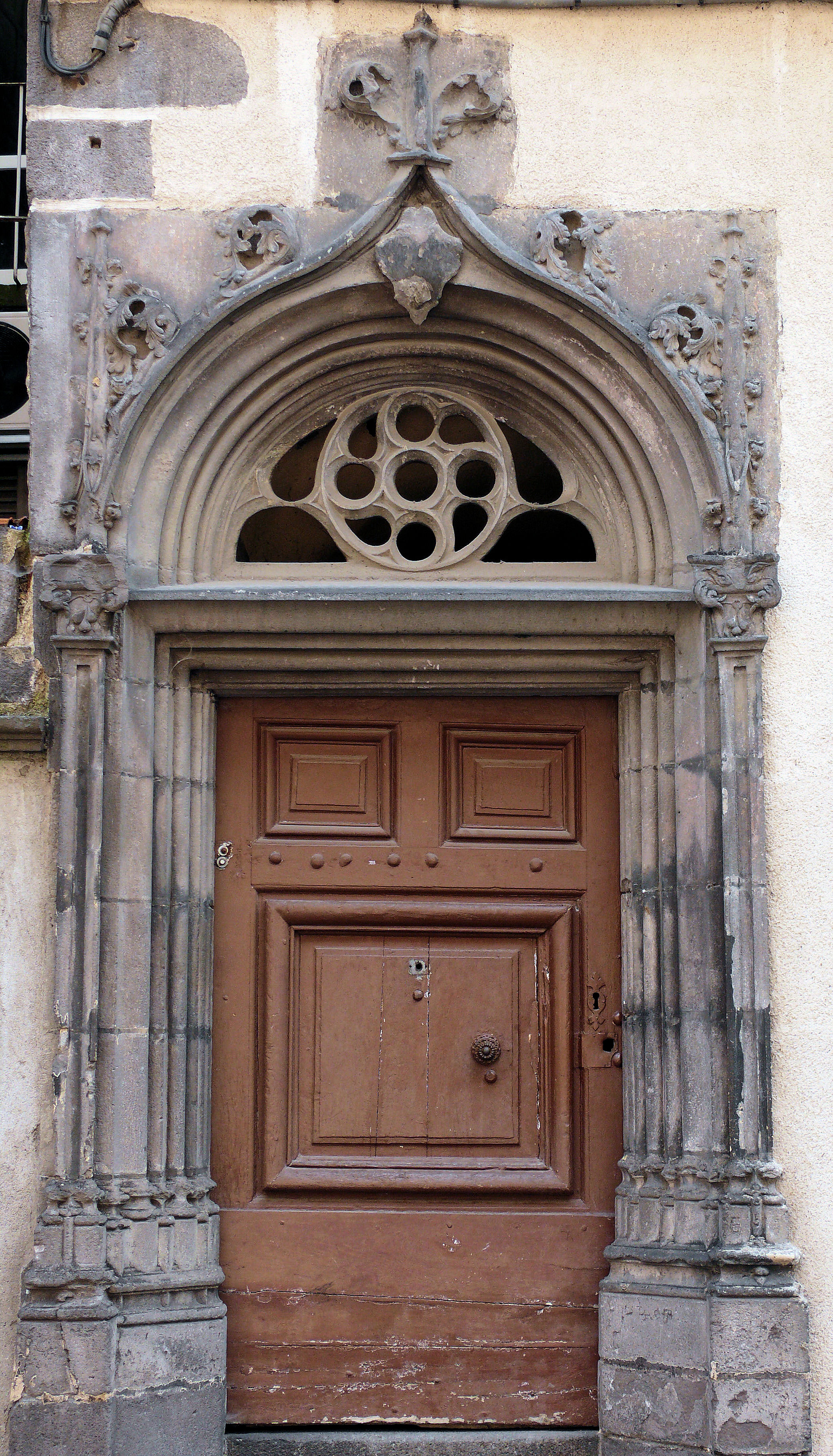
Porte gothique au 4 rue Croisier.
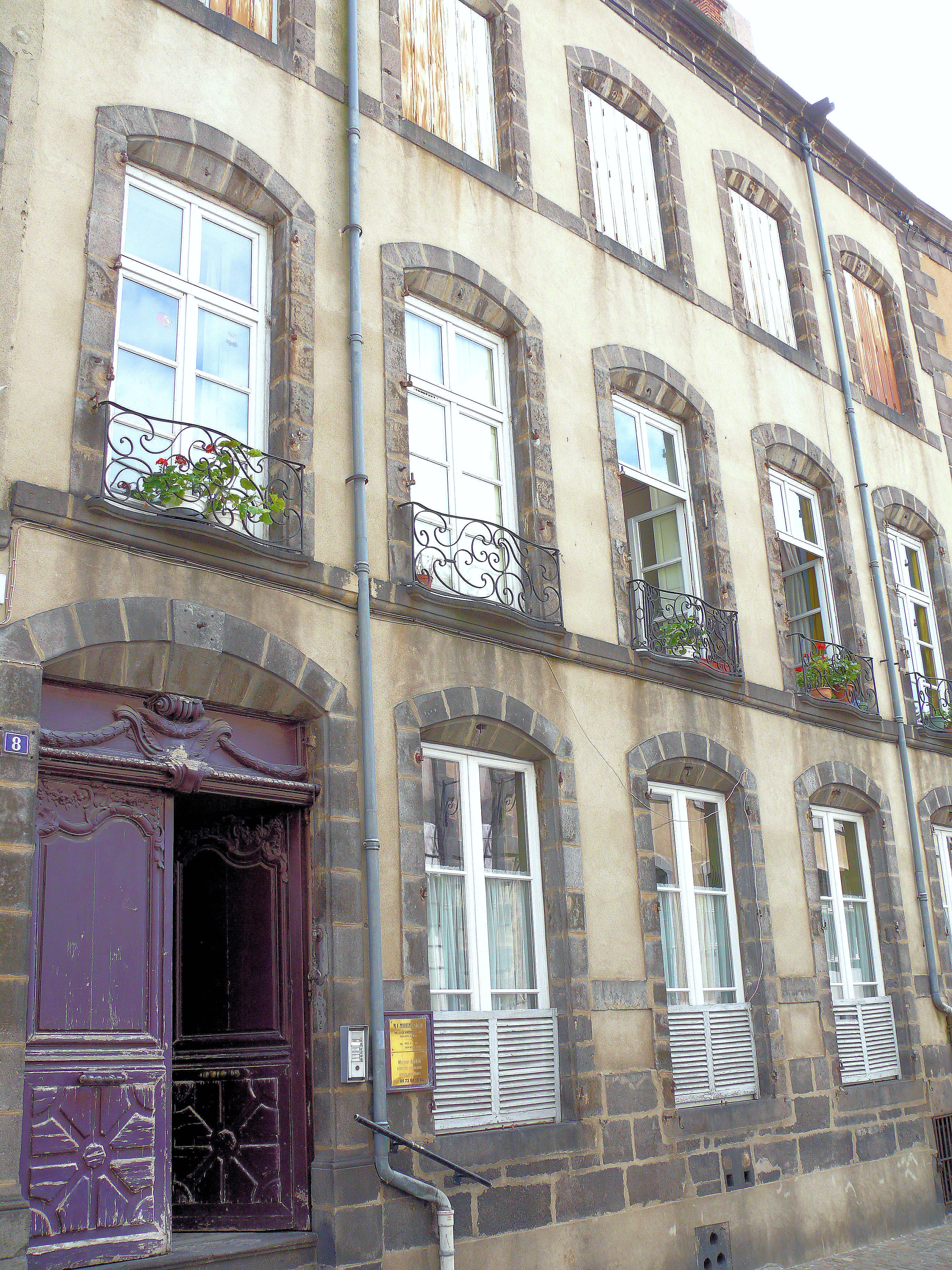
Hôtel au 8 rue Croisier.
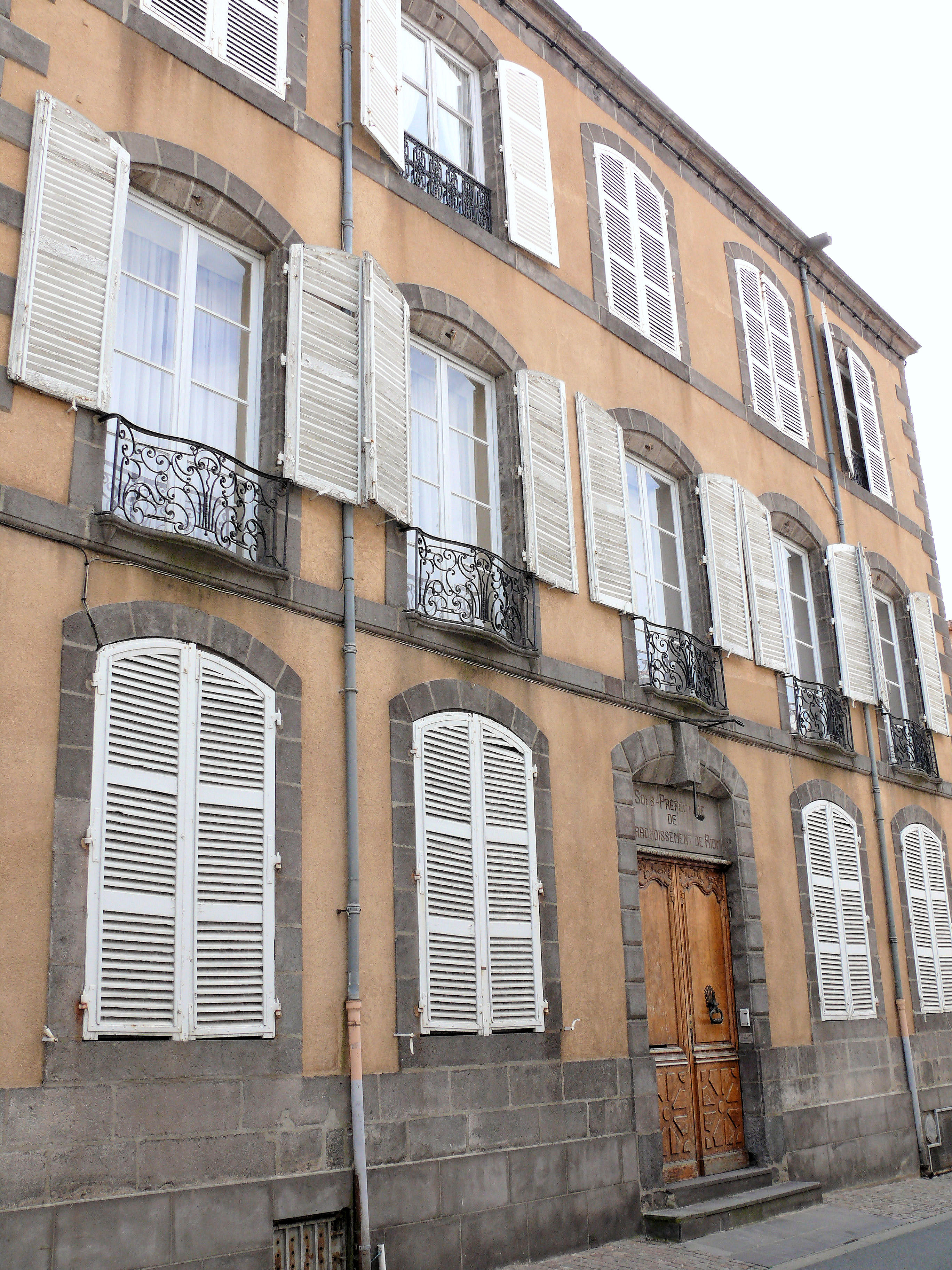
Sous-préfecture au 10 rue Croisier.

- rue Gilbert Romme :
  - maison natale[102] d’Eugène Rouher (1814-1884), ministre du Commerce, de l'Agriculture et des Travaux publics sous Napoléon III (no 6),
- rue Hippolyte-Gomot
Ancienne rue de Mozat, entre la rue du Commerce et la porte de Mozat qui conduit à l'abbaye Saint-Pierre de Mozac. Elle se prolonge vers l'est par la rue Marivaux. La rue de Mozat partageait la ville en deux quartiers : le quartier Saint-Amable au nord où se trouvait l'abbaye éponyme et le quartier Saint-Jean, au sud, ancien quartier des tanneries.
Au 27 de cette rue, il est possible d'admirer une belle enseigne de bottier du XVIIIe siècle.
On peut voir aussi dans cette rue, une fontaine représentant Adam et Ève datant du XVIIe siècle. Les traits d'Ève seraient ceux de la femme du commanditaire de la fontaine, ceux d'Adam celui du sculpteur amant de la femme du commanditaire et le diable en bas ceux du dit commanditaire de la fontaine.
  - Hôtel de Giat[103] (no 14 bis, 16, 18),
  - Logis de la Croix d'Or[104] (no 29)

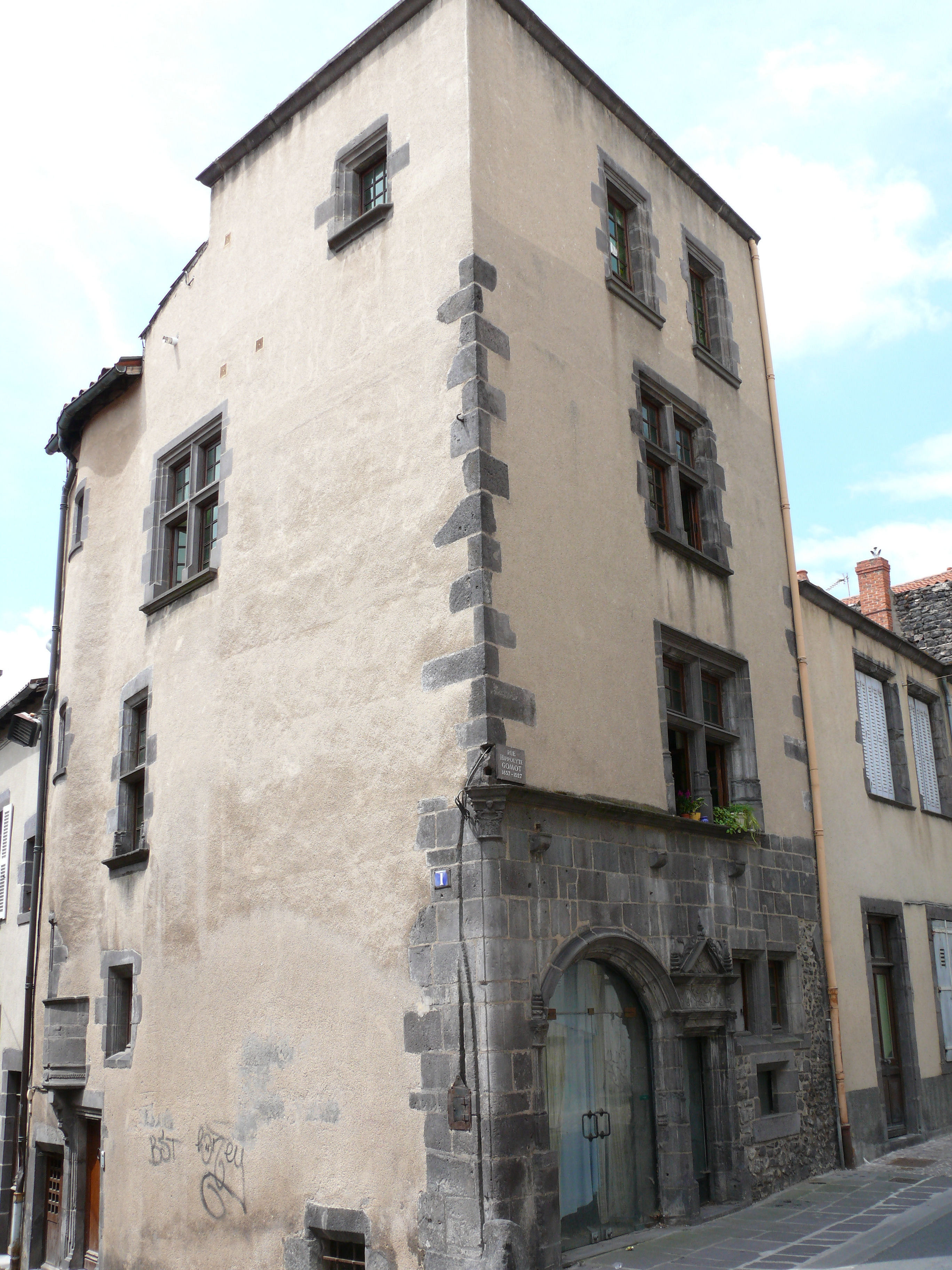
Maison au 48 rue Hippolyte Gomot, dite « Maison de l'artisan ».
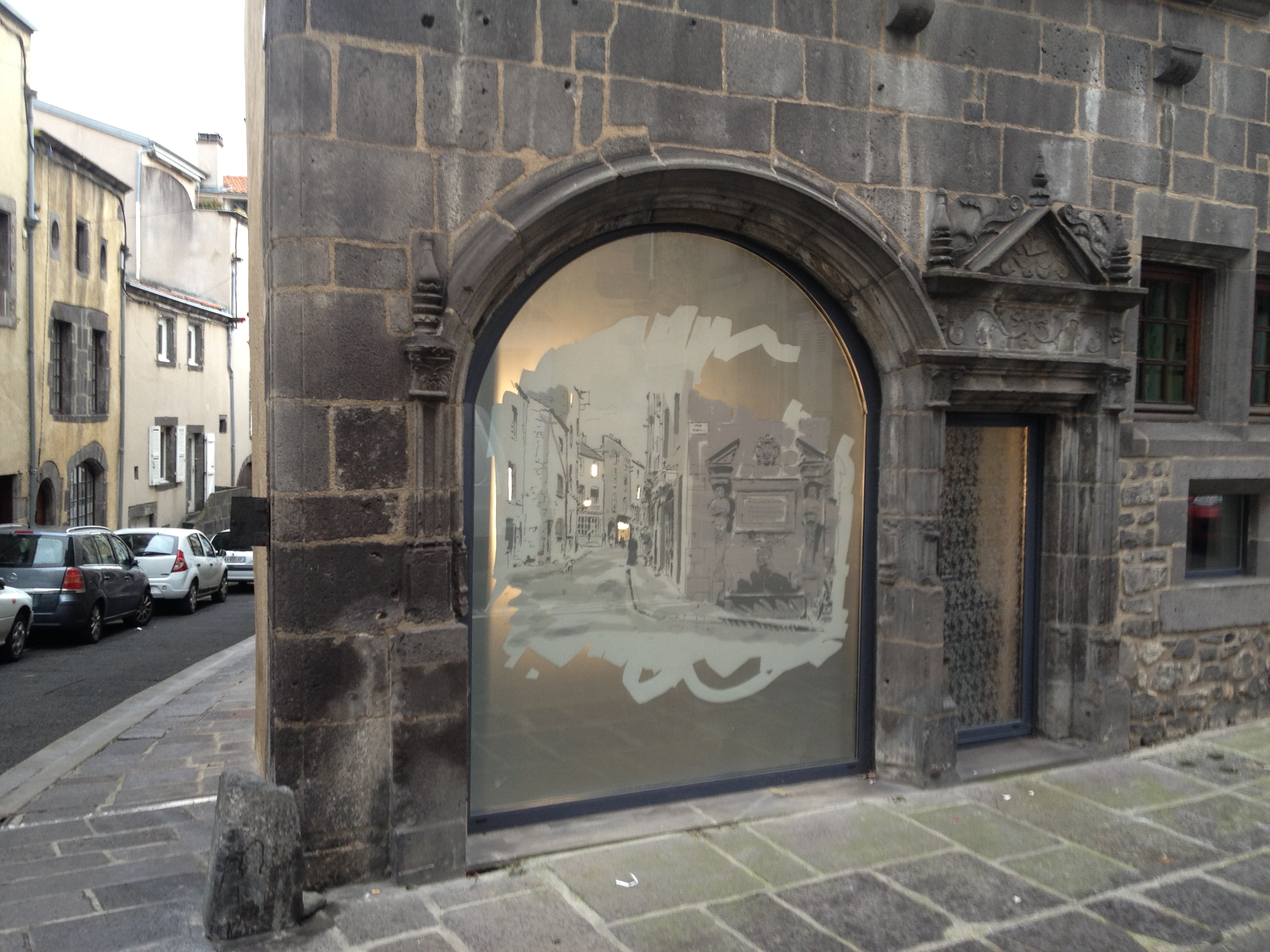
Maison au 48 rue Hippolyte-Gomot, dite « Maison de l'artisan » : boutique et porte.
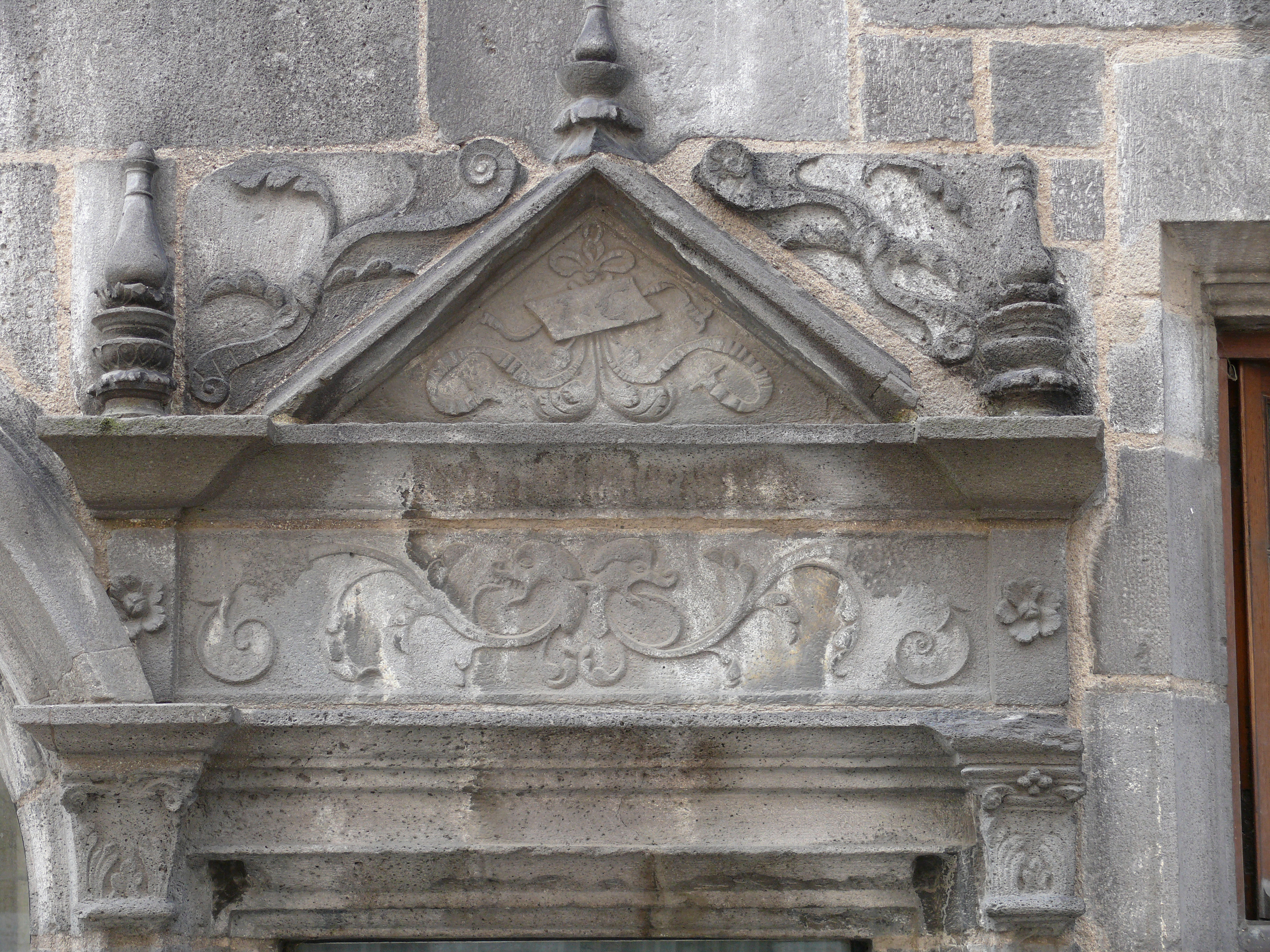
Maison au 148 rue Hippolyte-Gomot : fronton de la porte.
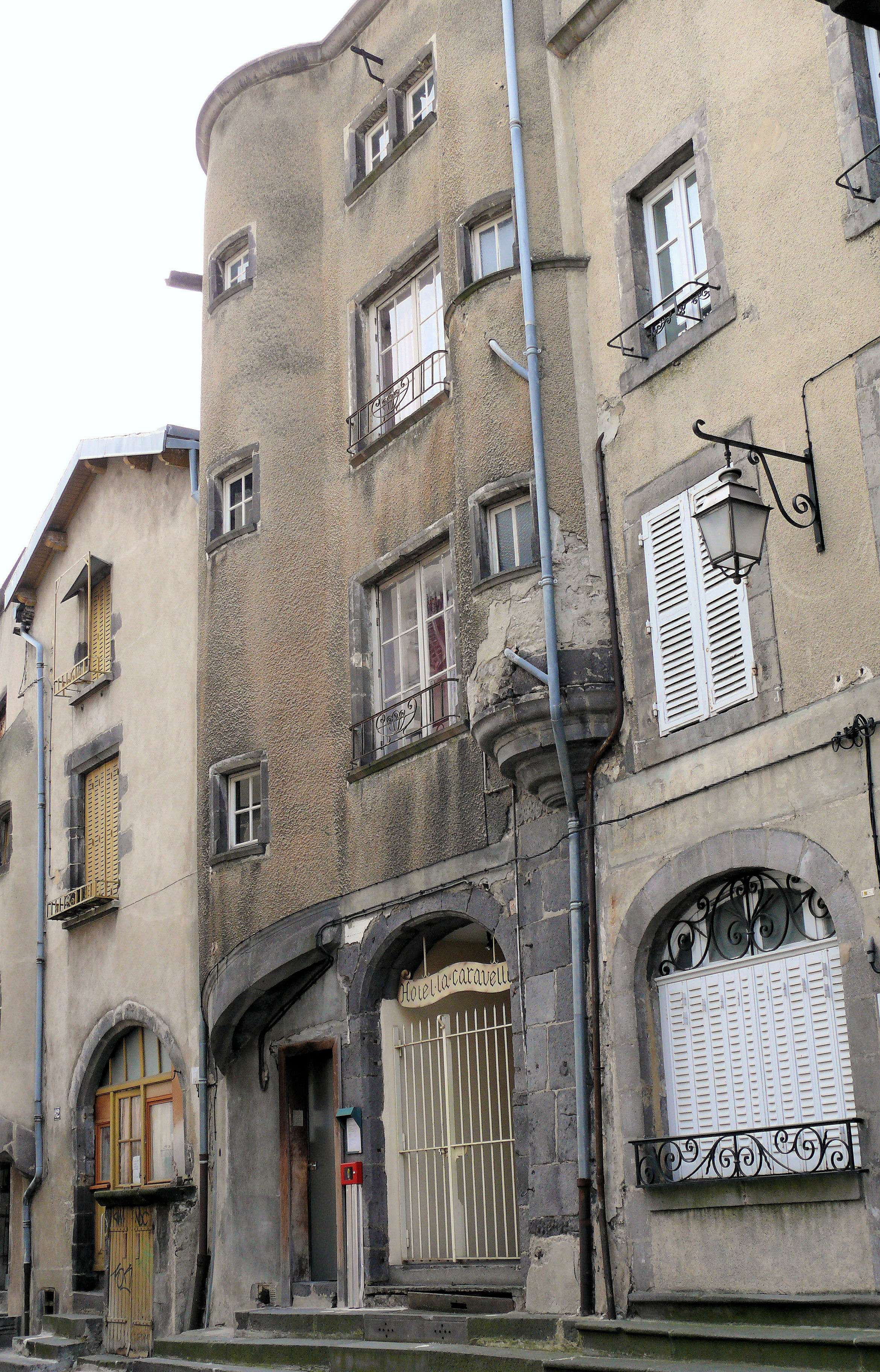
Maisons aux 62 et 64 rue Hippolyte-Gomot.

- rue Marivaux :
  - Collège Michel de l'Hospital, ancien collège des Oratoriens (no 2), commencé en 1674 et terminé en 1867,
  - Hôtel de Lauzanne (no 22) ;
- rue Daurat :
  - Hôtel du 3 rue Daurat[105] construit en 1766 et habité par l'ingénieur Legay. Dans la cour, se trouve un linteau du XVIe siècle provenant d'une léproserie.
  - Maison d'un alchimiste (no 25) dont le blason se voit au-dessus de la porte.

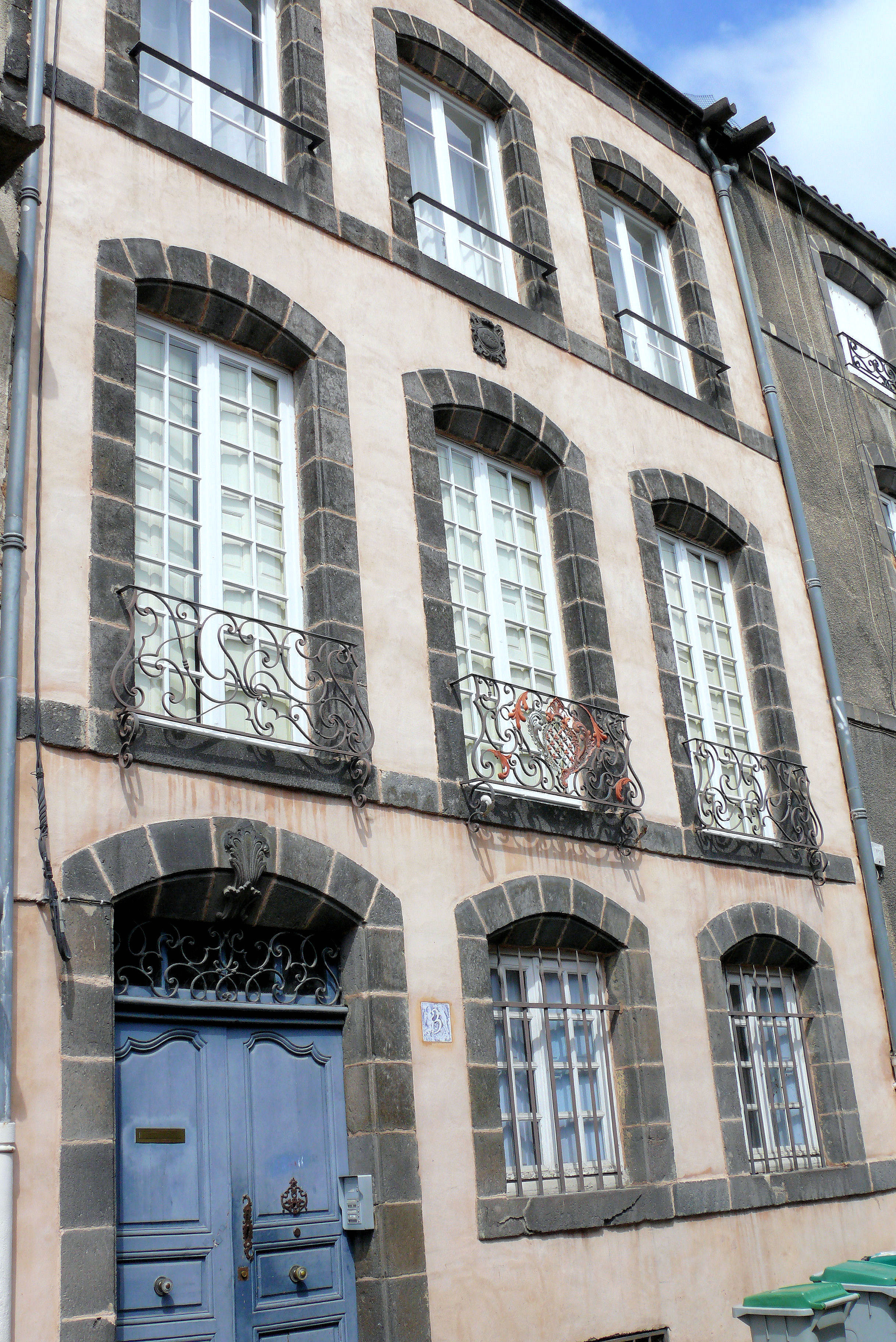
Hôtel au 3 rue Daurat.
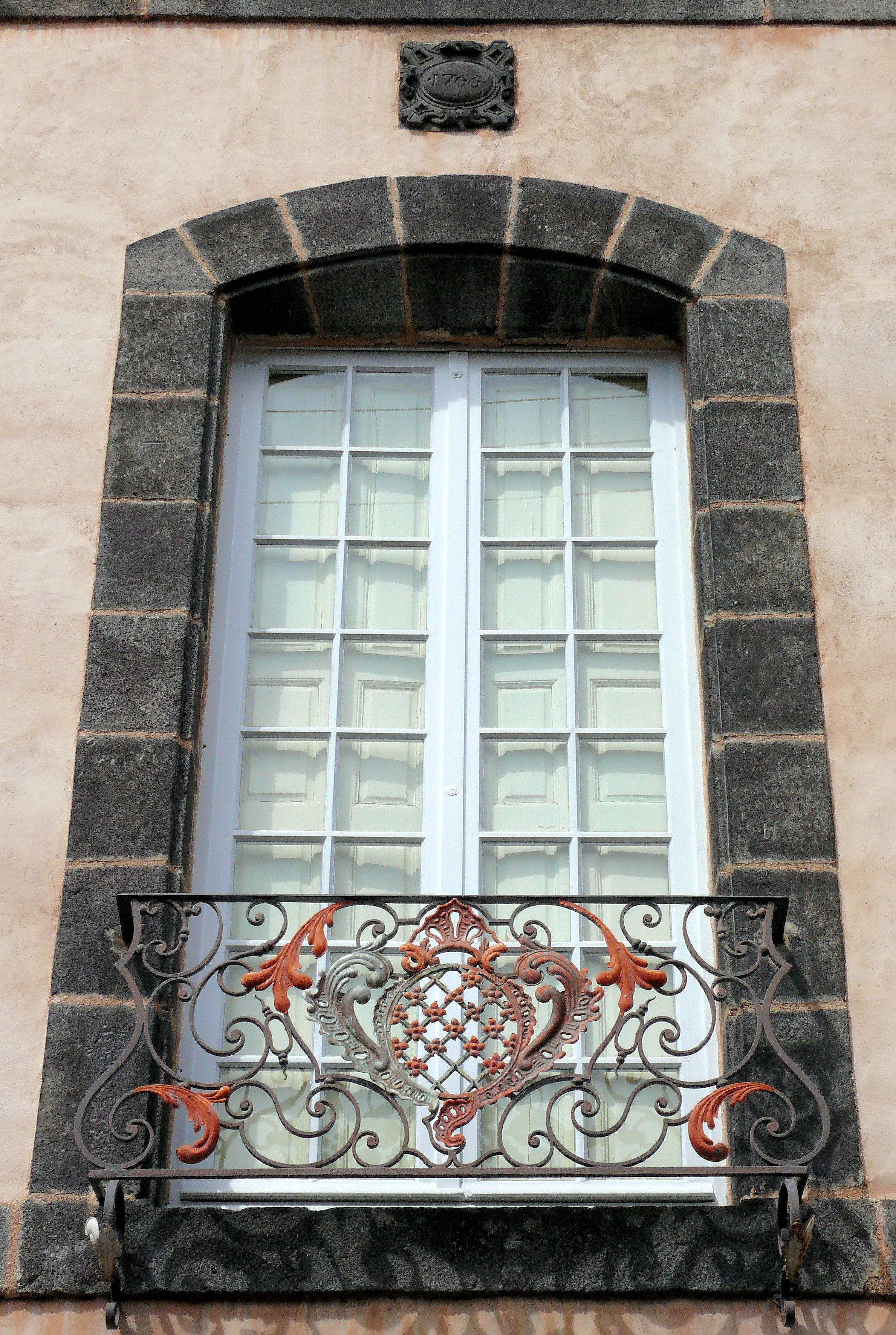
Hôtel au 3 rue Daurat : une fenêtre du premier étage.

- rue Chabrol :
  - Hôtel de Chabrol-Tournoël (no 5)[106], commencé en 1701,
  - Hôtel Desaix (no 2)[107]
- rue Delille :
  - Musée régional d'Auvergne des Arts et traditions populaires (no 10 bis)[108]

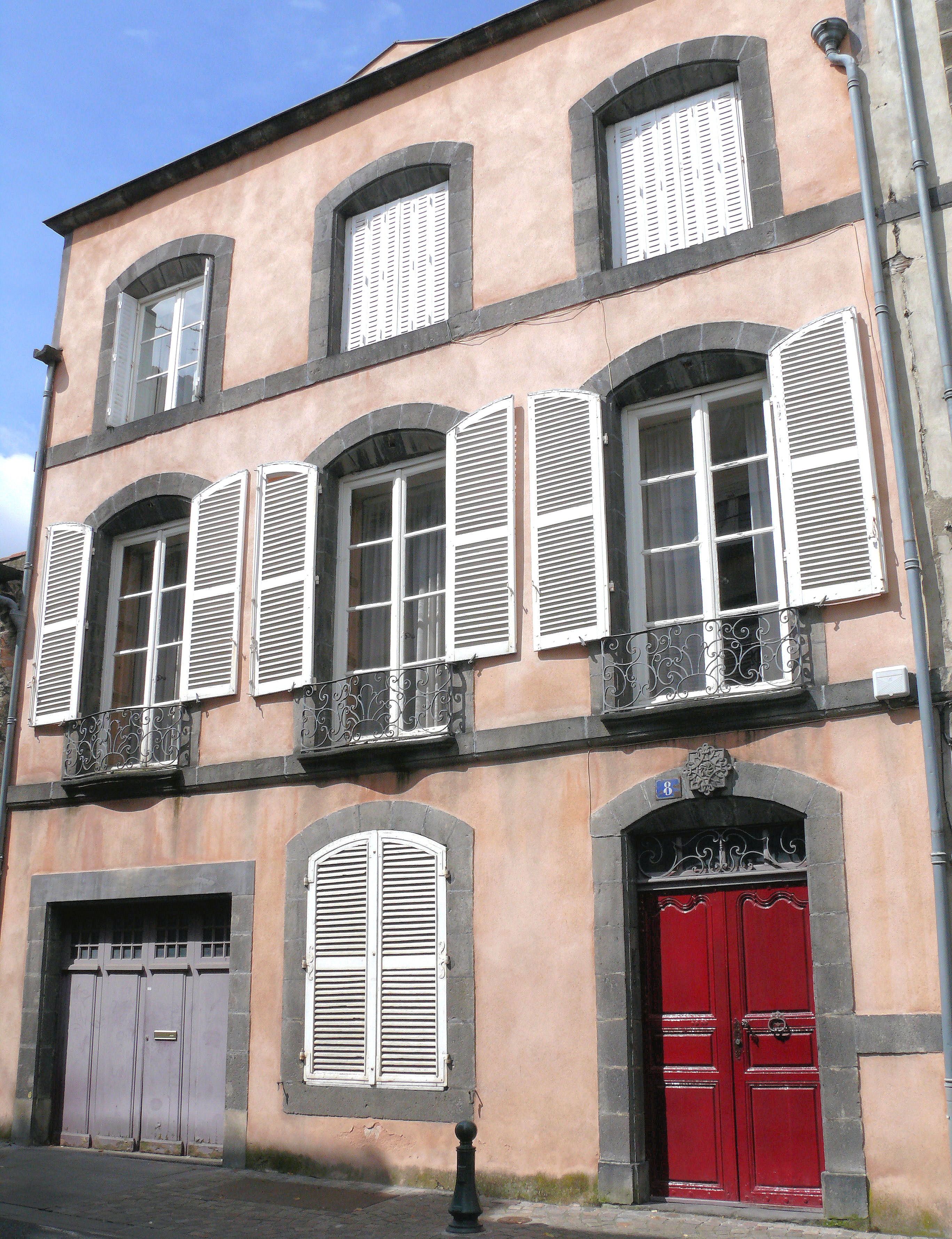
Hôtel au 8 rue Delille.
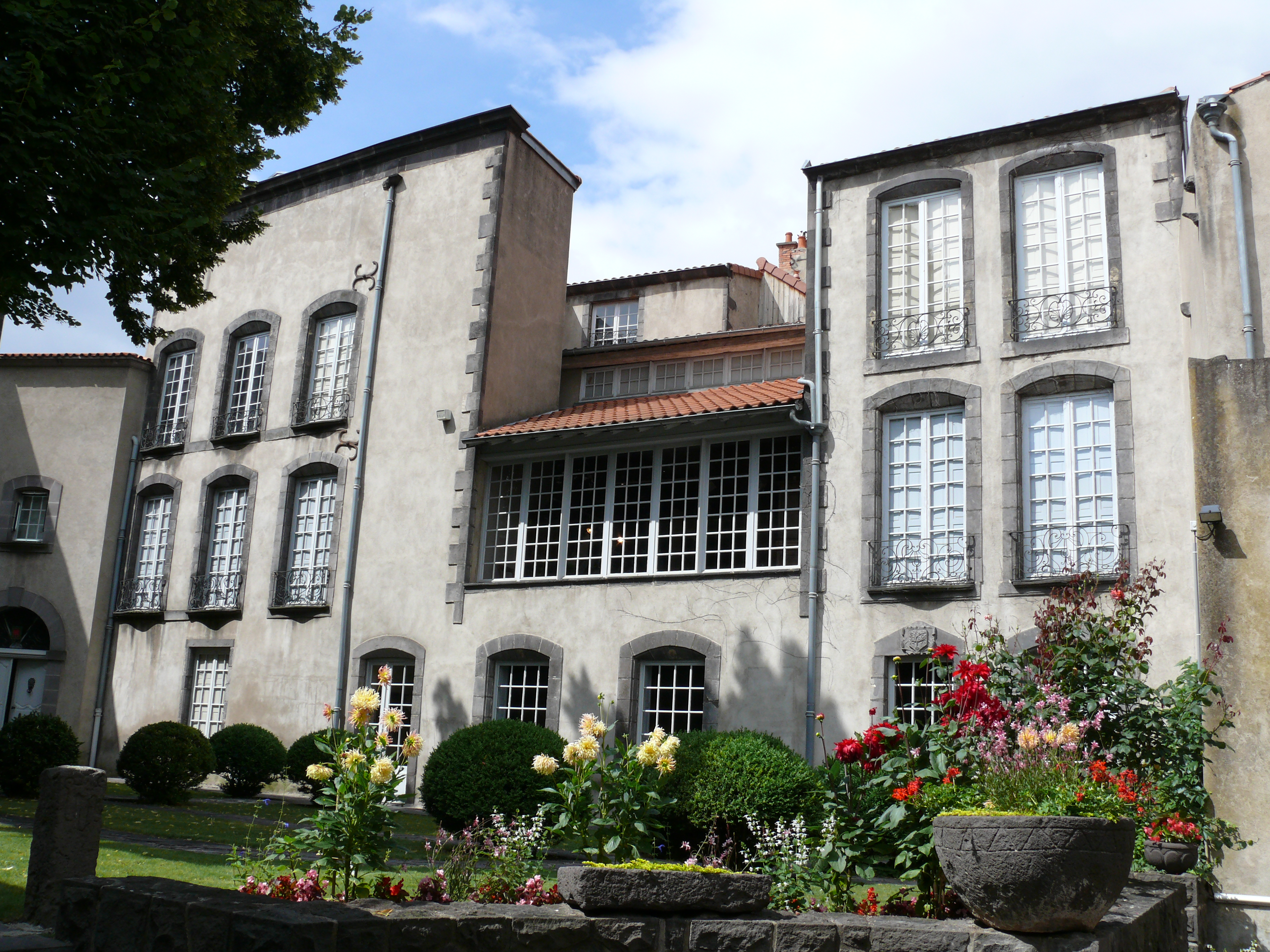
Musée régional d'Auvergne.

- rue de la Caisse-d'Épargne :
  - hôtel du baron Grenier (no 8)[109], immeuble de la Caisse d'Épargne
  - hôtel Forget (no 9)[110]

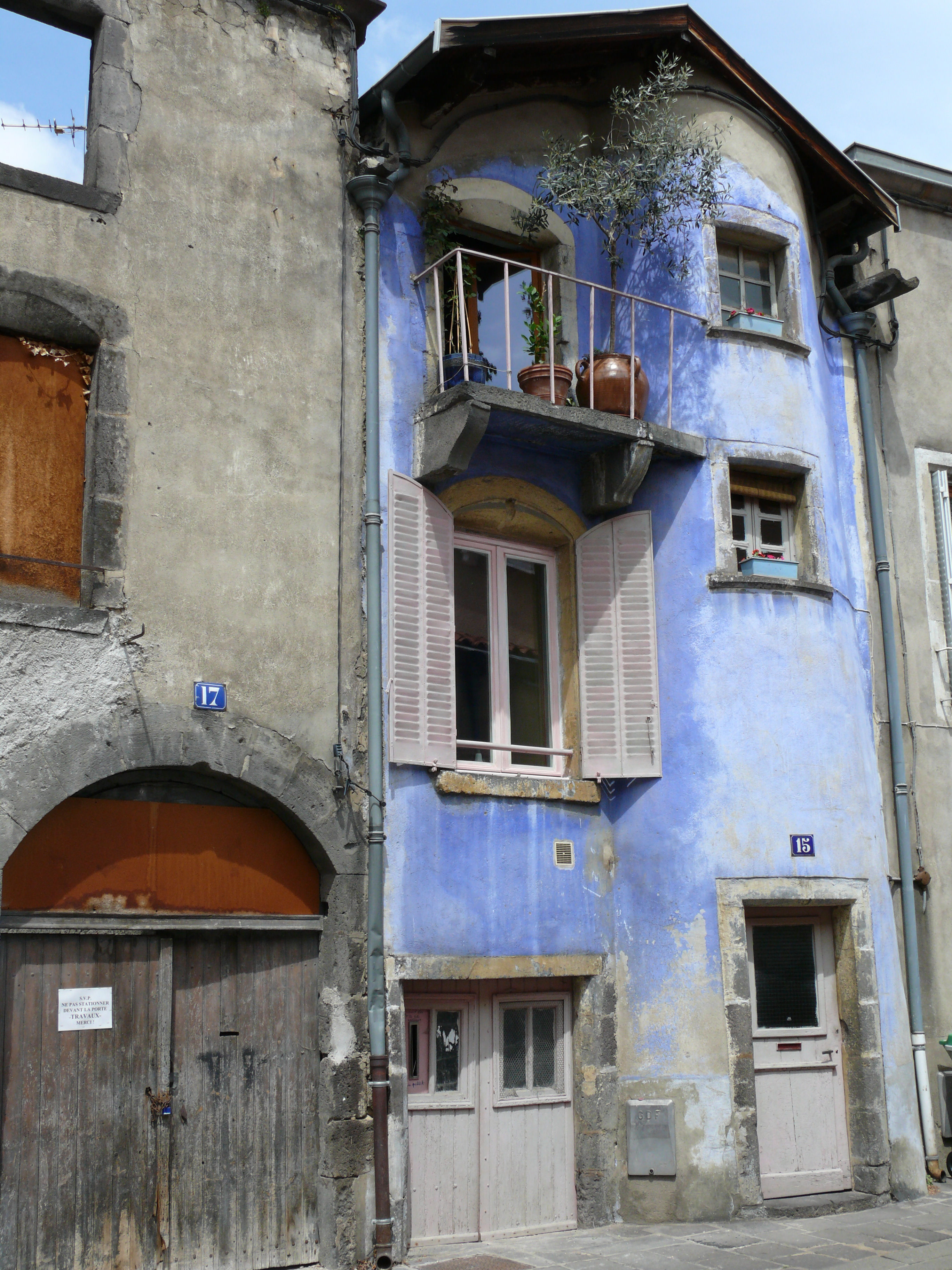
Maisons au 15-17 rue Sirmond.
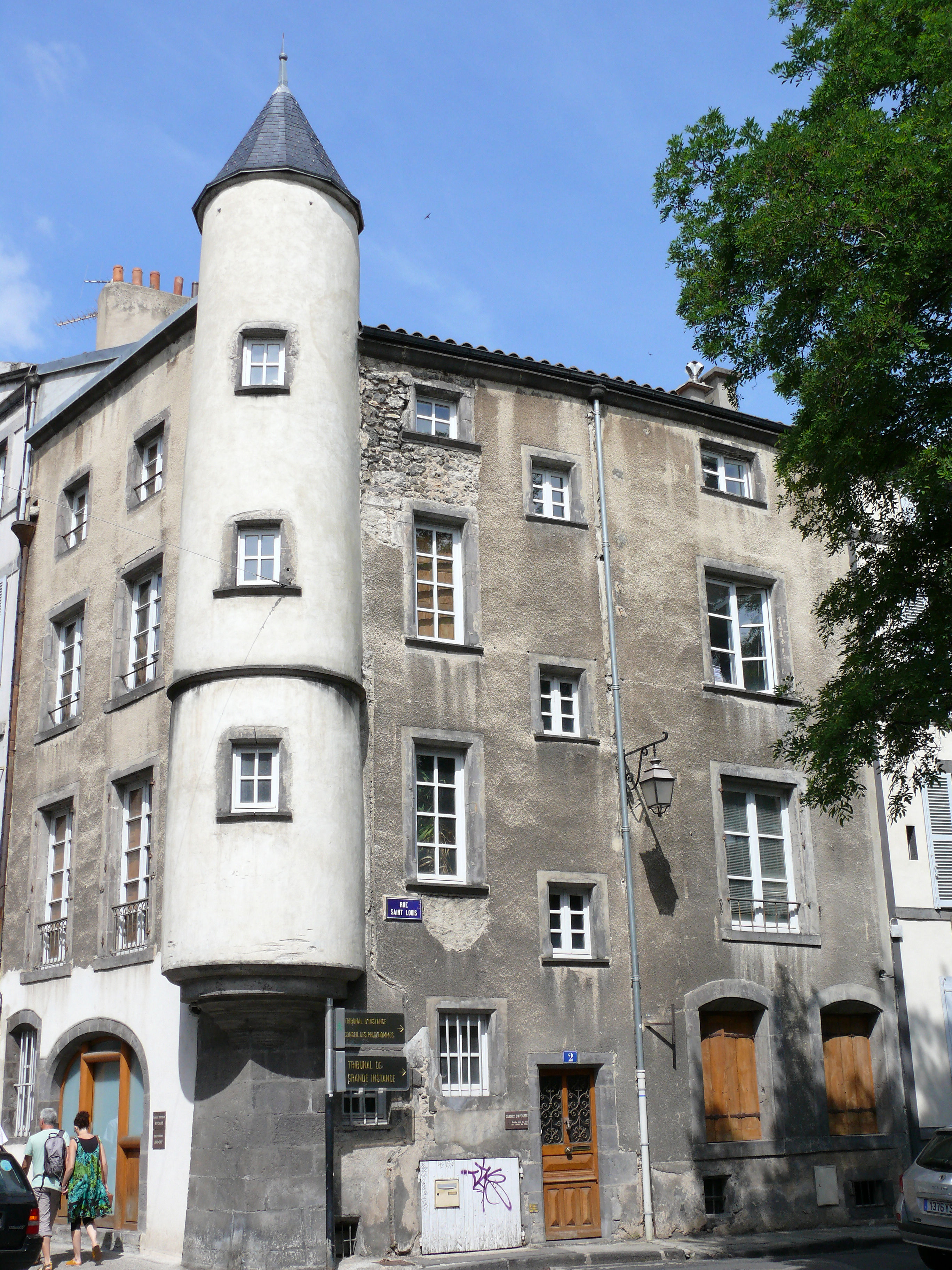
Maison au 2 rue Saint-Louis.
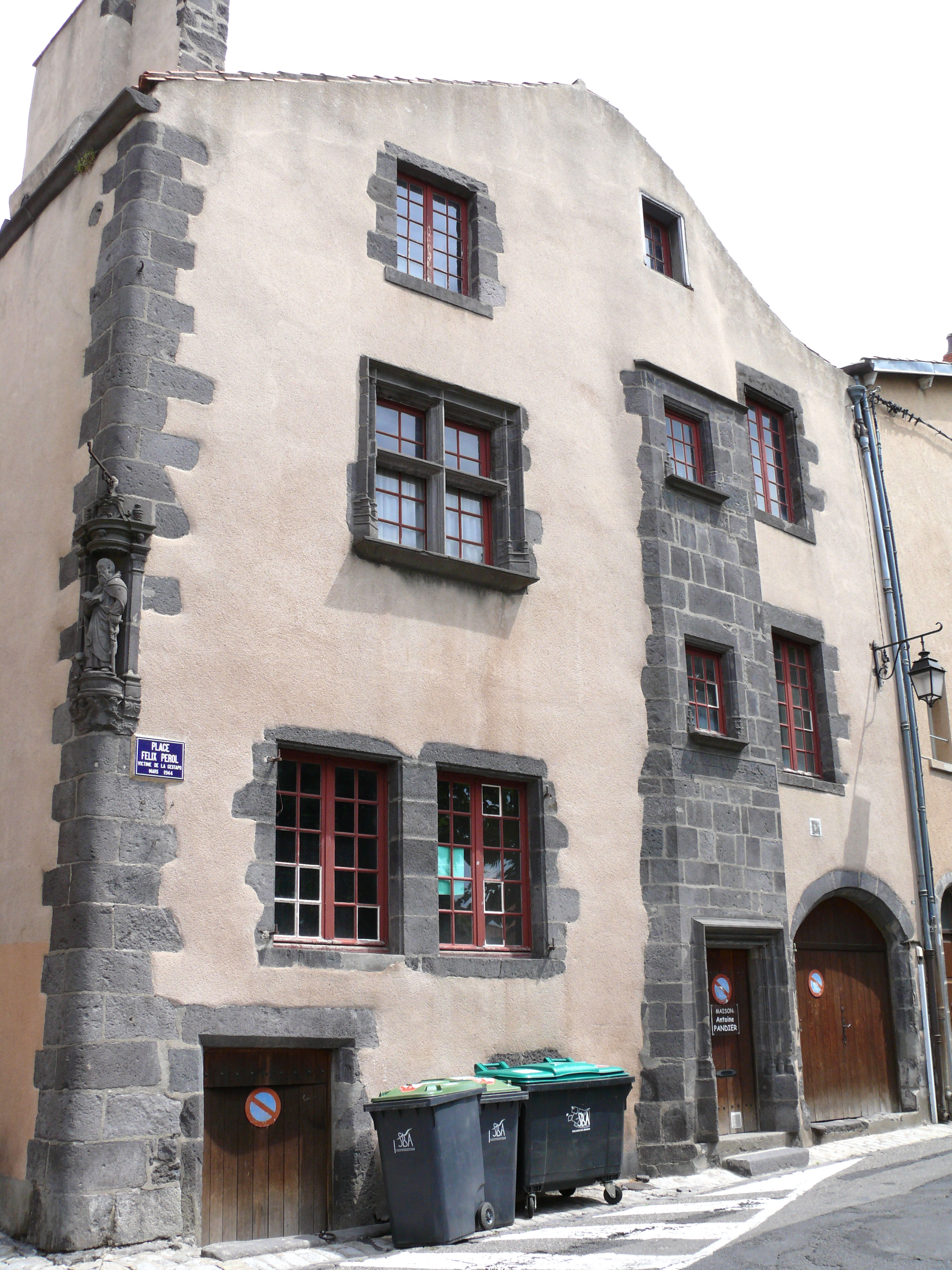
Maison d'Antoine Pandu.
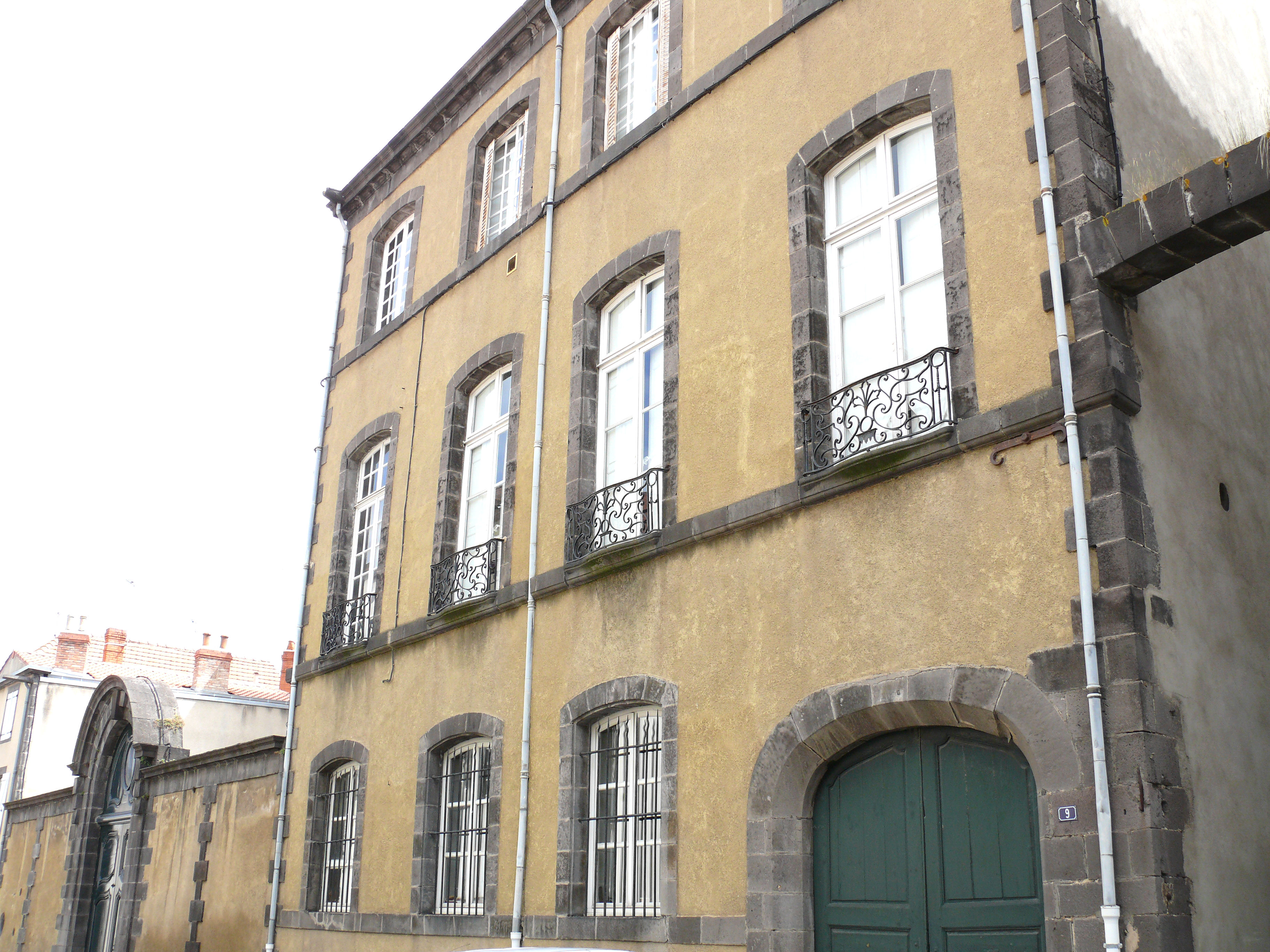
Hôtel Jouhannel de Jenzat.

- Place de la Fédération :
Agencée dès 1793 pour mettre en valeur la halle aux blés, cette place était aussi le lieu des fêtes révolutionnaires puis populaires. À son origine, il n'y avait pas d'arbres. Les travaux constants depuis le XVIIIe siècle rendent la lisibilité du projet initial impossible.
- Promenade du Pré-Madame[111].

#### La basilique Saint-Amable

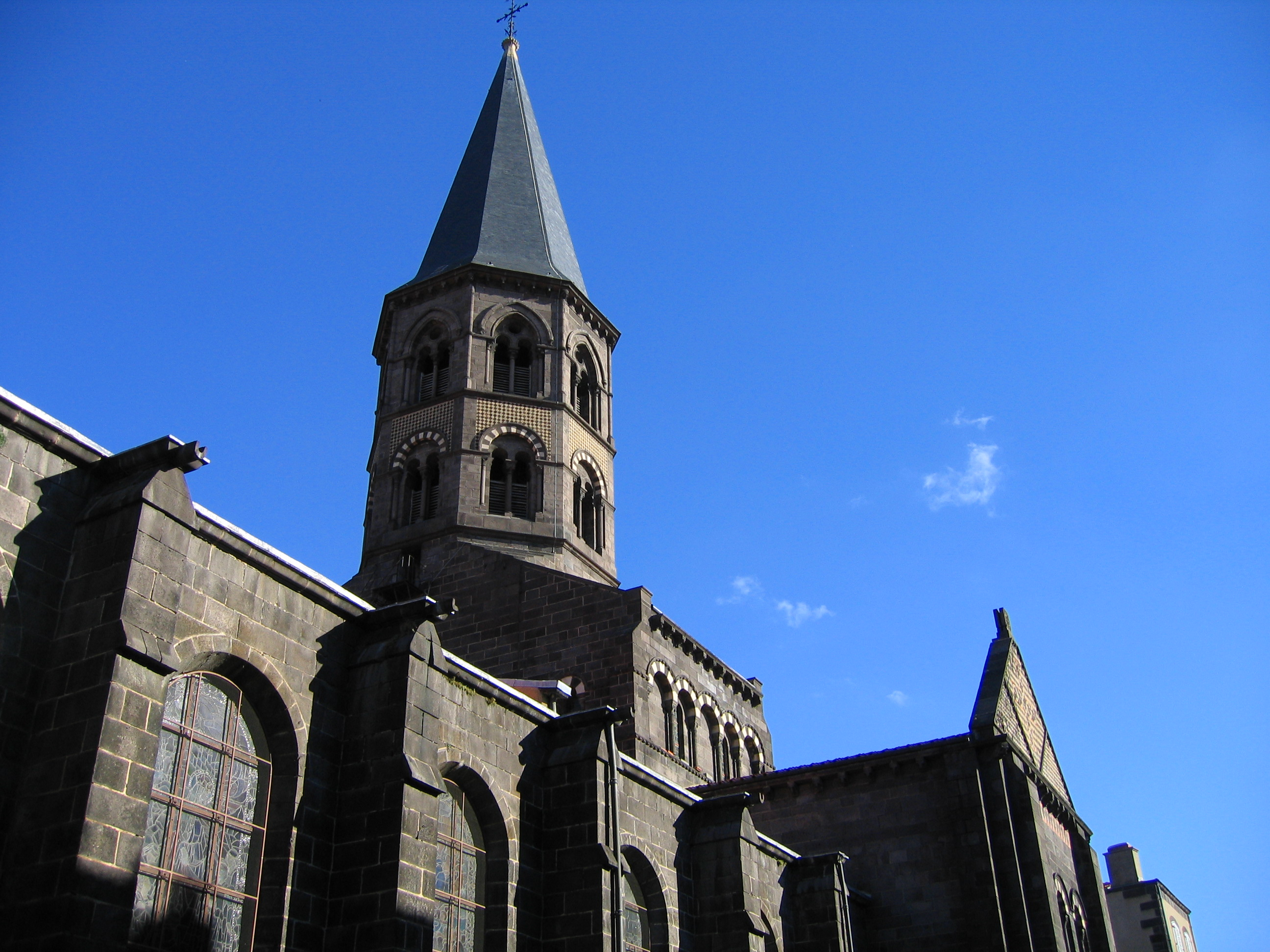
Basilique Saint-Amable, extérieur.

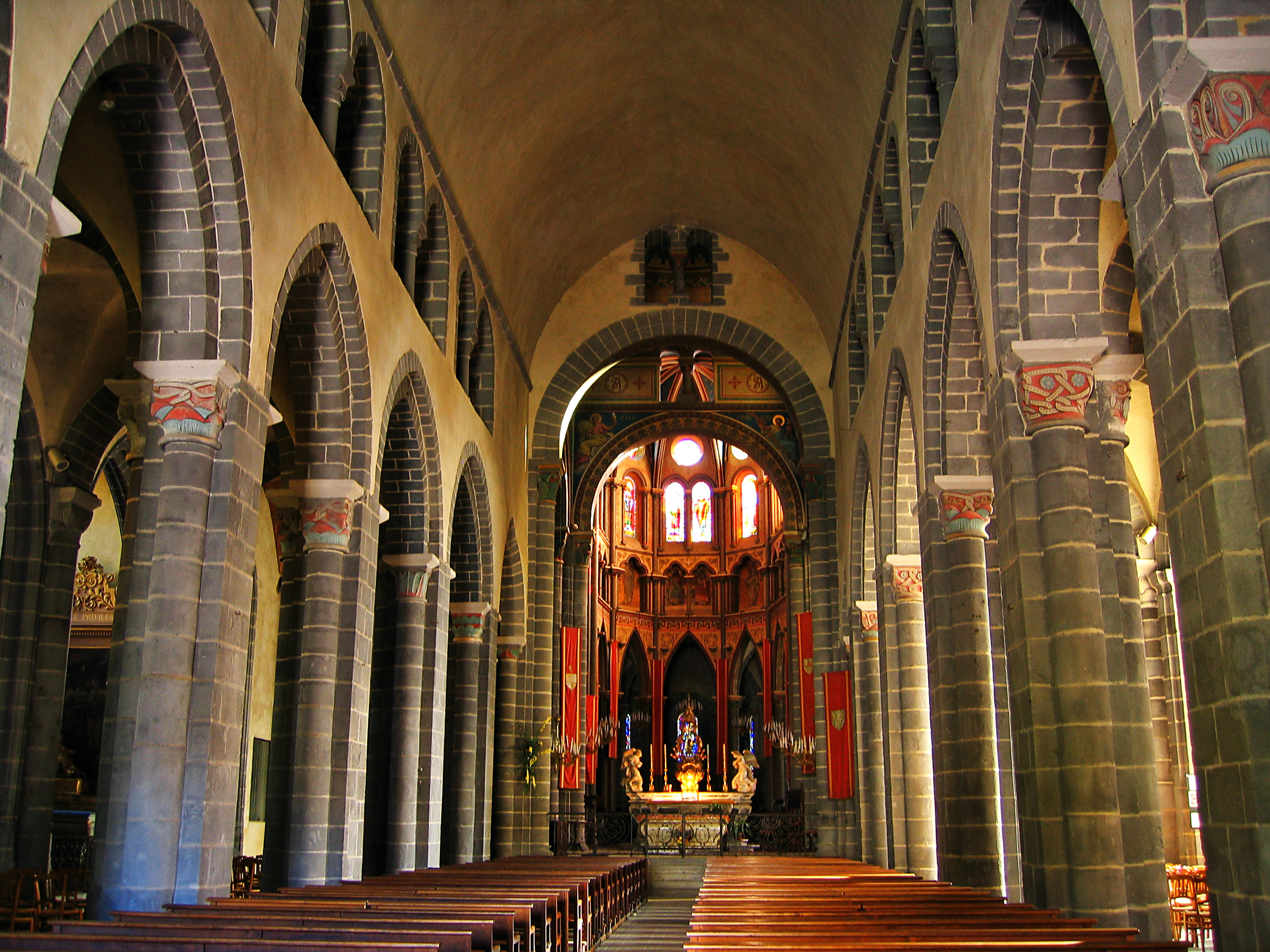
Basilique Saint-Amable, intérieur.

Un baptistère est édifié au Ve siècle par saint Amable, prêtre de Riom. Édifice desservi par un chapitre de chanoines de Saint-Augustin depuis 1077 et qui devient séculier en 1548. En 1452, un tremblement de terre aurait obligé à renforcer l'un des quatre grands piliers du clocher. À la Révolution, l'église devient un atelier de salpêtre. Dix-huit mois plus tard, elle est rendue au culte. Elle porte le titre de basilique mineure, à la suite de la demande de monseigneur Pierre-Marie Belmont, alors évêque de Clermont, qui voyant la piété des paroissiens demanda au pape Pie X l'élévation au titre de basilique mineure ; le pape l'élèvera par bref du 7 mars 1912. C'est le plus vaste édifice du diocèse après la cathédrale de Clermont. Son architecture est complexe puisqu'elle est marquée par toutes les périodes :
- une nef bordée de deux bas-côtés qui sont de style roman
- un chœur à déambulatoire et chapelles rayonnantes typiquement gothiques ;
- un chevet du XIIIe siècle ;
- les chapelles nord de style gothique flamboyant (fin XIVe siècle) ;
- les chapelles sud datant de 1747 (elles comblent la démolition du cloître à cette époque) ;
- la façade ouest de 1750 ;
- le transept et le clocher qui sont en partie reconstruits en 1855 par l'architecte Aymon Mallay.

La flèche en pierre de taille du clocher avait été supprimée à la Révolution.
Dans le bras nord du transept on peut voir l'œuvre, Le Christ apaisant la tempête, de Claude Marie Dubufe datant de 1819. Le maître de Dubufe n'était rien d'autre que David.
L'église possède un mobilier intéressant : un autel biface en marbre du XVIIIe siècle, une chasse de saint Amable du XIXe siècle remplaçant la précédente fondue au moment de la Révolution.
La basilique Saint-Amable de Riom est classée monument historique depuis 1840.

#### L'église Notre-Dame-du-Marthuret

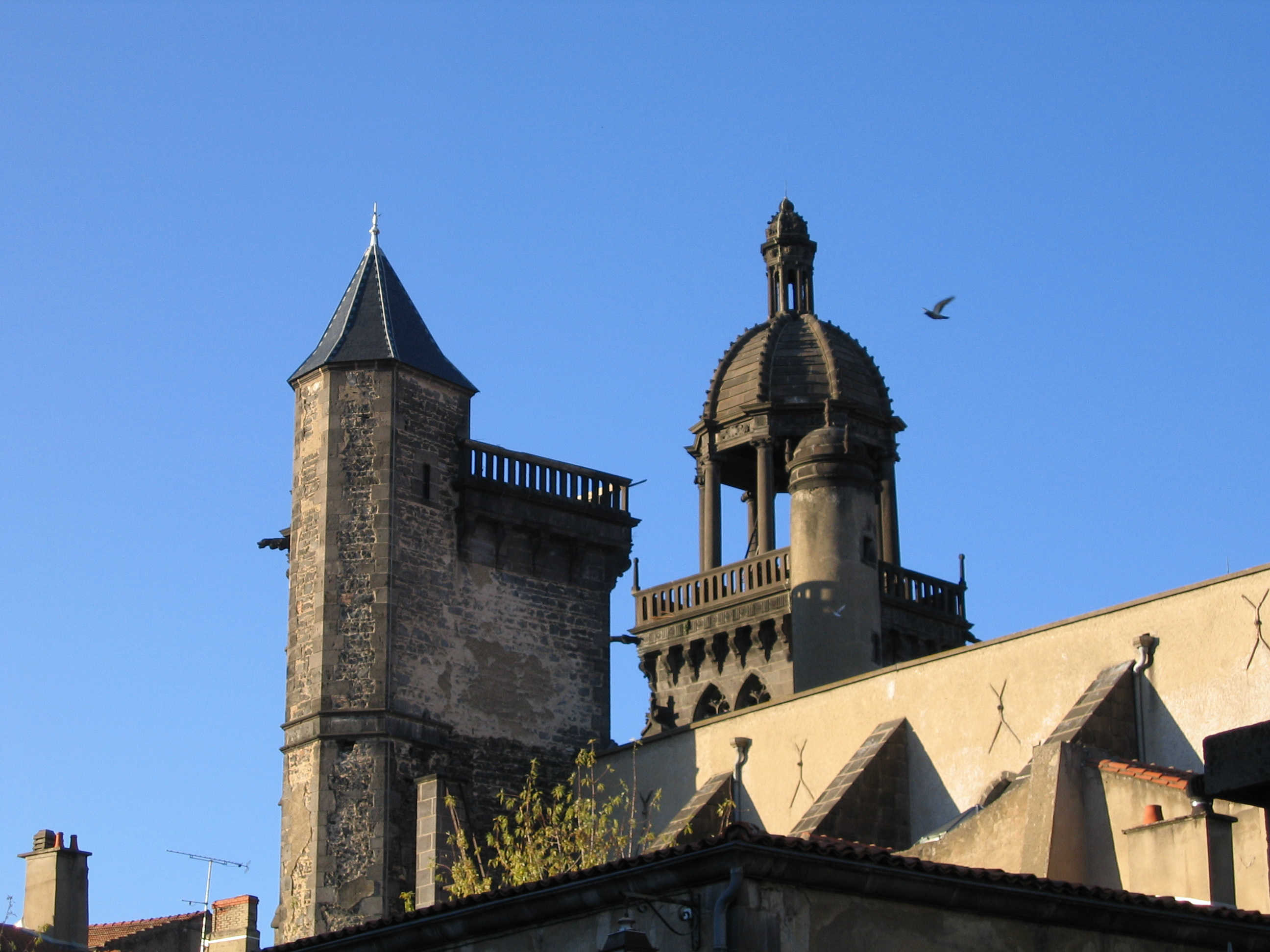
Église Notre-Dame-du Marthuret.

L'église fut reconstruite au début du XIVe siècle, à la suite de l'incendie du précédent édifice.
C'est une collégiale à nef unique. Elle est l'un des derniers exemples au Nord du style gothique languedocien.
Au-dessus du portail, une copie de la Vierge à l'oiseau ; l'original étant à l'intérieur, dans la première chapelle, à droite en rentrant. Cette vierge date du XIVe siècle. Elle fut sauvée des destructions révolutionnaires par les bouchers de Riom.

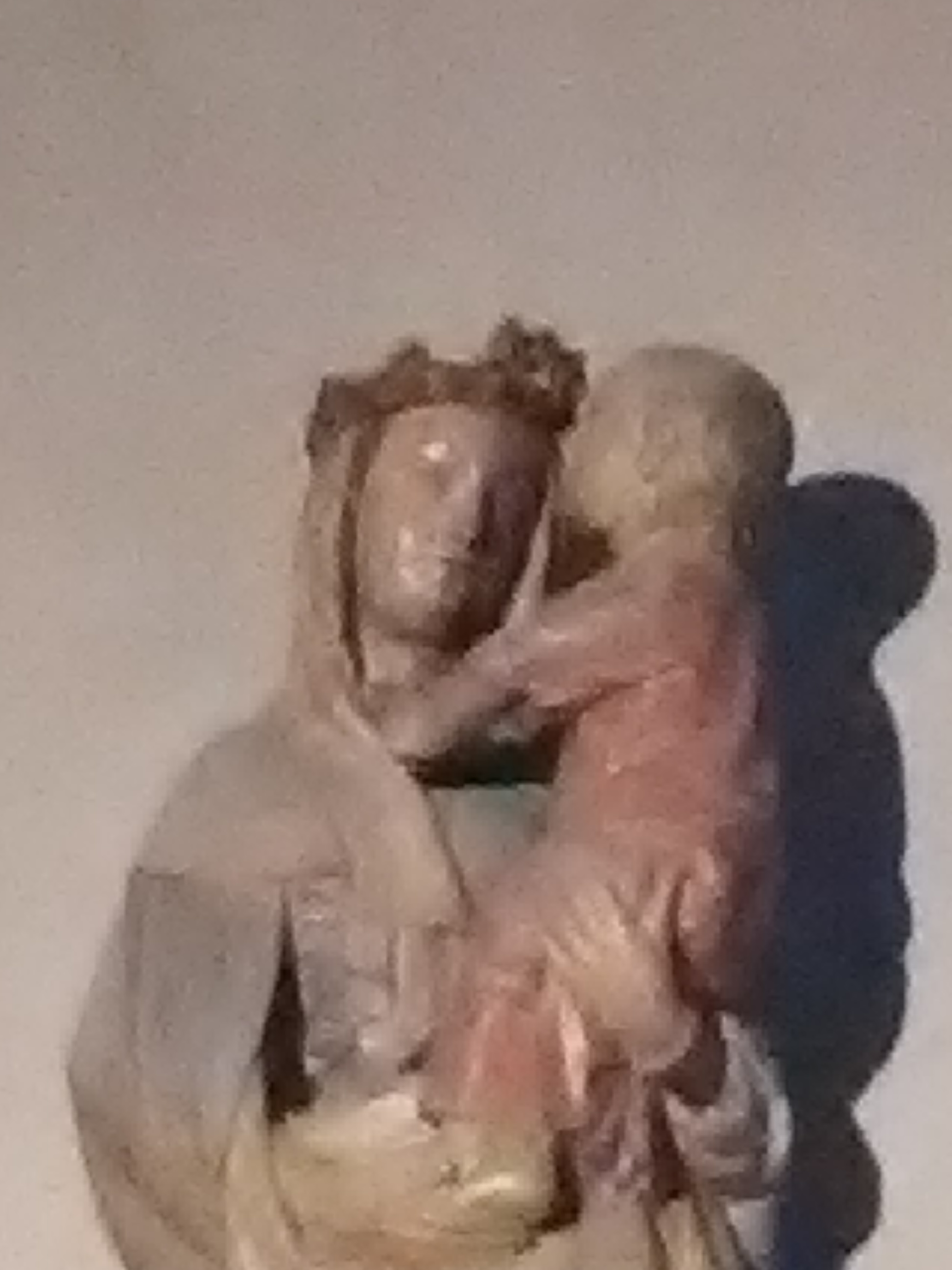
Vierge à l'oiseau du Marthuret.

#### La tour de l'Horloge

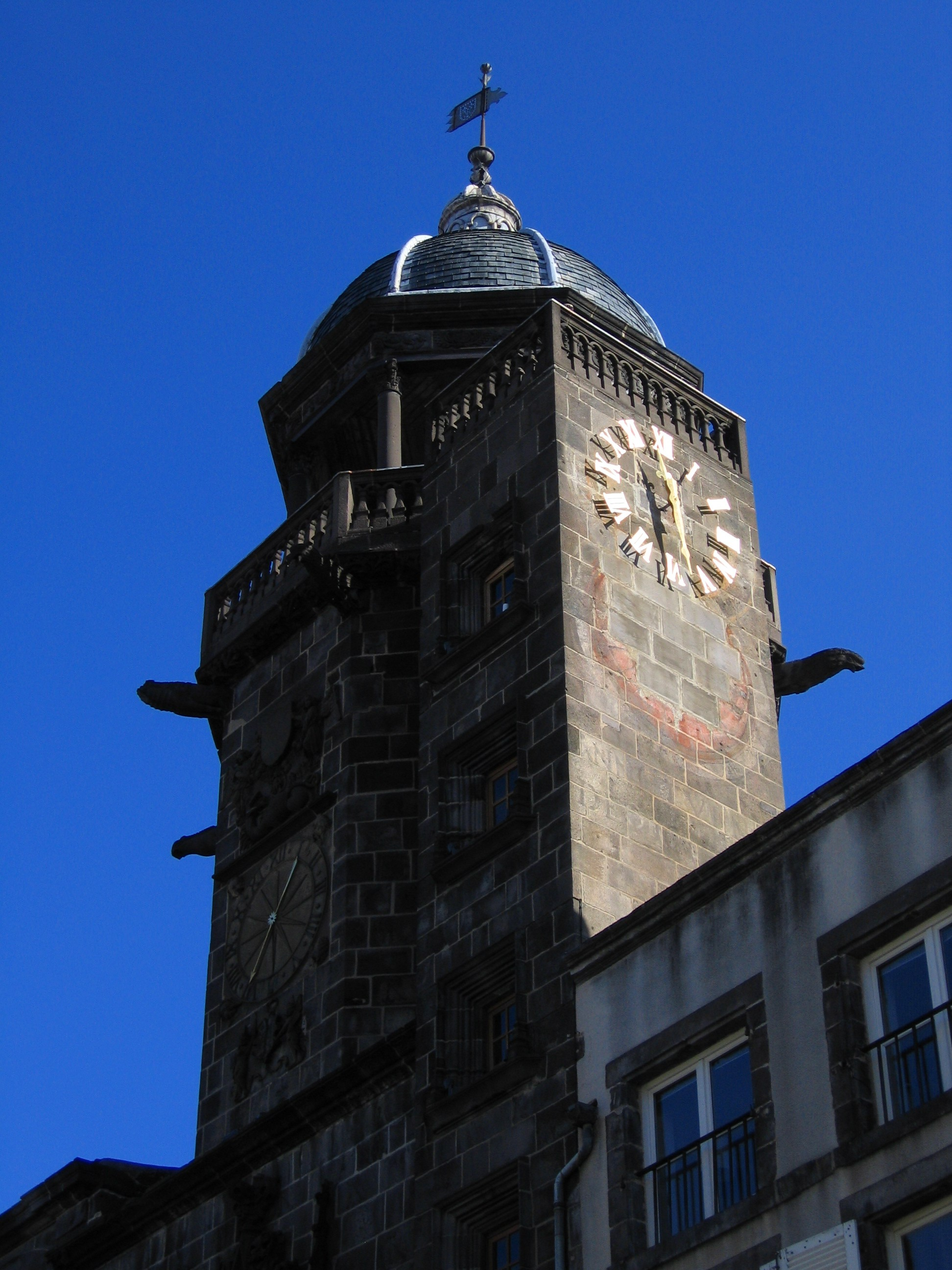
La tour de l'Horloge.

La tour de l'Horloge se situe au centre du quartier marchand, rue du Commerce, près du Coin des Taules. Elle est l'ancien beffroi, symbole des libertés communales acquises grâce à la charte de franchise, l'Alphonsine, en 1270. Elle a été bâtie à partir de 1391 pour recevoir la cloche de la ville. Autrefois, un automate, offert par le duc Jean de Berry, frappait la cloche. La partie basse, de plan carré, est de style gothique. Elle est sur trois niveaux et elle sert d'assise à la tour octogonale édifiée vers 1530. En 1646, un ouragan renverse son couronnement originel. Un nouveau couronnement en forme de dôme soutenu par huit colonnes est construit. À la Révolution, on supprime les symboles royaux (décorations de fleurs de lys, etc.) mais la salamandre, symbole du roi François Ier, située juste au-dessus du cadran de l'horloge, a été épargnée. L'accès au sommet (véritable plateforme) permet de découvrir une vue de l'ensemble du paysage urbain et des campagnes environnantes. Pour se repérer, des tables d'orientation en lave émaillée ont été installées.
À remarquer, à côté de la porte : l'aune-étalon de Riom (1,18 m), portant fleur de lys, est scellée dans le mur. Cet étalon servait de mesure officielle, sous l'Ancien Régime, près des boutiques et étals de la place des Taules.
La tour est désormais le siège du Pays d'art et d'histoire de Riom, service de Communauté d'agglomération Riom Limagne et Volcans.

#### La Sainte-Chapelle et la cour d'appel

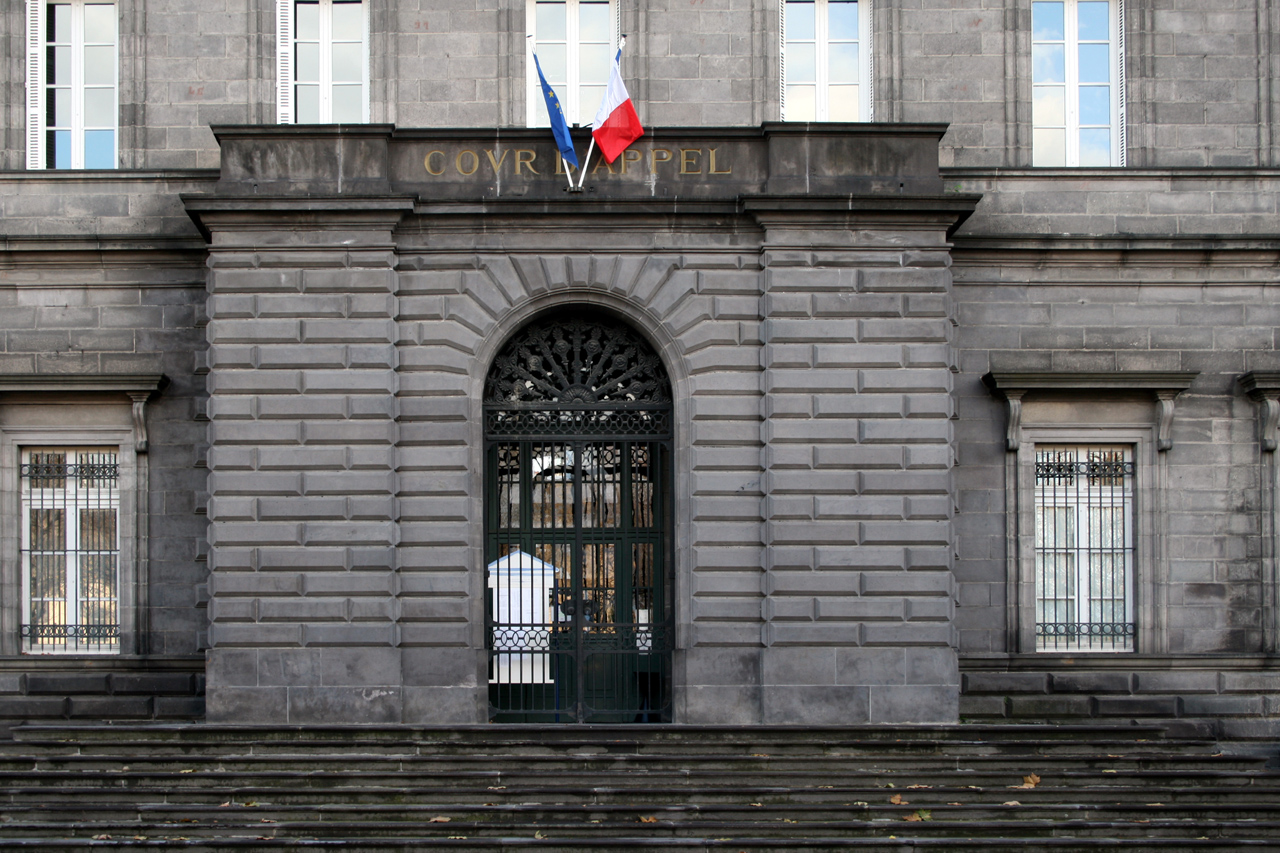
Entrée de la Cour d'appel de Riom.

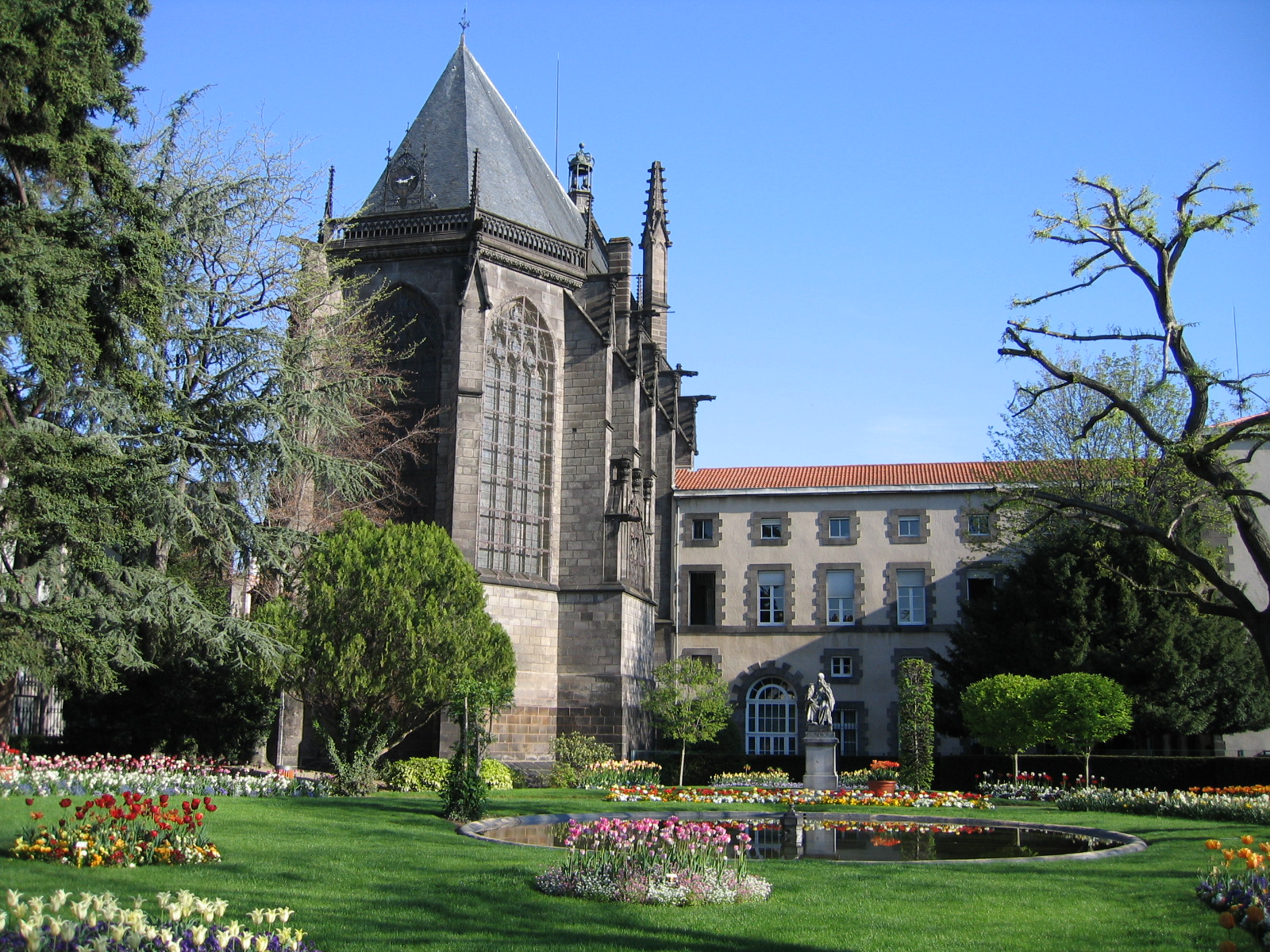
La Sainte-Chapelle.

La Sainte-Chapelle de Riom a été élevée à partir de 1395-1396 et achevée vers 1403, selon le modèle de la Sainte-Chapelle royale de Paris.
Celle de Riom a été construite par Hugues Foucher, maître des œuvres ducales en Auvergne. Il s'agit du dernier élément conservé en place de la résidence construite à la fin du XIVe siècle par Jean de Berry, car Riom était le siège royal de la province d'Auvergne. Elle est de style gothique flamboyant. La majeure partie des vitraux sont du XVe siècle. Ils illustrent l'Ancien et le Nouveau Testament. La lecture des vitraux est rendue difficile par les restaurations du XIXe siècle qui n'ont pas restitué l'ordre initial.
Sur le mur du fond, une tapisserie d'Aubusson est étendue.
La Sainte-Chapelle est classée monument historique depuis 1840. Le propriétaire actuel est le ministère de la Justice puisqu'elle est comprise dans l'enceinte de la Cour d'appel de Riom.

#### Le monument des fusillés
Situé dans le cimetière des Charmettes à Riom, il est dédié à la mémoire des poilus fusillés pour l'exemple. Il est inscrit : « Aux victimes innocentes des conseils de guerre 1914-1918 et à celles de la milice et gestapo 1939-1944 ». C'est l'un des monuments aux morts pacifistes de France. Édifié à l'initiative de l'Association républicaine des anciens combattants (ARAC), il est inauguré le 11 novembre 1922.

#### L'hôtel de ville
L'hôtel de ville de Riom est l'ancien hôtel de Cériers, devenu ensuite l'hôtel Frétat. Le bâtiment est construit autour d'une cour intérieure marquée par l'influence italienne. La cour intérieure, est bordée au rez-de-chaussée sur les deux ailes du XVIe siècle, par une galerie dans laquelle se trouve la statue « Le baiser de la gloire » (1923) de Raymond Léon Rivoire. Dans le vestibule d'entrée est placée une plaque en lave émaillée reproduisant la lettre de Jeanne d'Arc aux Riomois (1429).
Le bâtiment sert d'hôtel de ville depuis le XIXe siècle. Il a été construit au XVIe siècle par la famille Cériers qui a donné dix-sept consuls à la ville de Riom entre 1270 et 1539 et un chancelier à la sénéchaussée d'Auvergne. Jean II de Cériers, père du bâtisseur de l'hôtel, avait été trésorier du duc de Bourbon et d'Auvergne jusqu'au retour de la Terre d'Auvergne à la Couronne en 1523. Son fils, Amable de Cériers a été un élu du bas-pays d'Auvergne entre 1521 et 1540. Il avait obtenu des lettres de réhabilitation de noblesse par François Ier en 1527. Il était marié avec Jeanne Robertet dont le frère Florimond Robertet a été notaire et secrétaire de Charles VIII, Louis XII et François Ier avant d'être, en 1505, un ambassadeur auprès de la république de Florence.
La construction de l'hôtel de Cériers a dû être entreprise entre 1521 et 1526. L'hôtel est devenu la propriété de la famille de Frétat entre 1615 et 1650. La façade sur la rue de l'hôtel de ville est des XVIIe et XVIIIe siècles.
L'hôtel a été acquis en 1721 pour en faire le logement de l'intendant d'Auvergne. Les corps de bâtiment ouest et nord sur cour ont été repris au XVIIIe siècle.
La cour de l'hôtel de ville abrite le monument aux morts de la Première Guerre mondiale. C'est un bronze d'Auguste Rodin, « Gallia Victrix », qui a été réalisé d'après un modèle de Camille Claudel.
L'ensemble de l'hôtel a été restauré en 1910, à l'initiative du maire de l'époque, Étienne Clémentel.

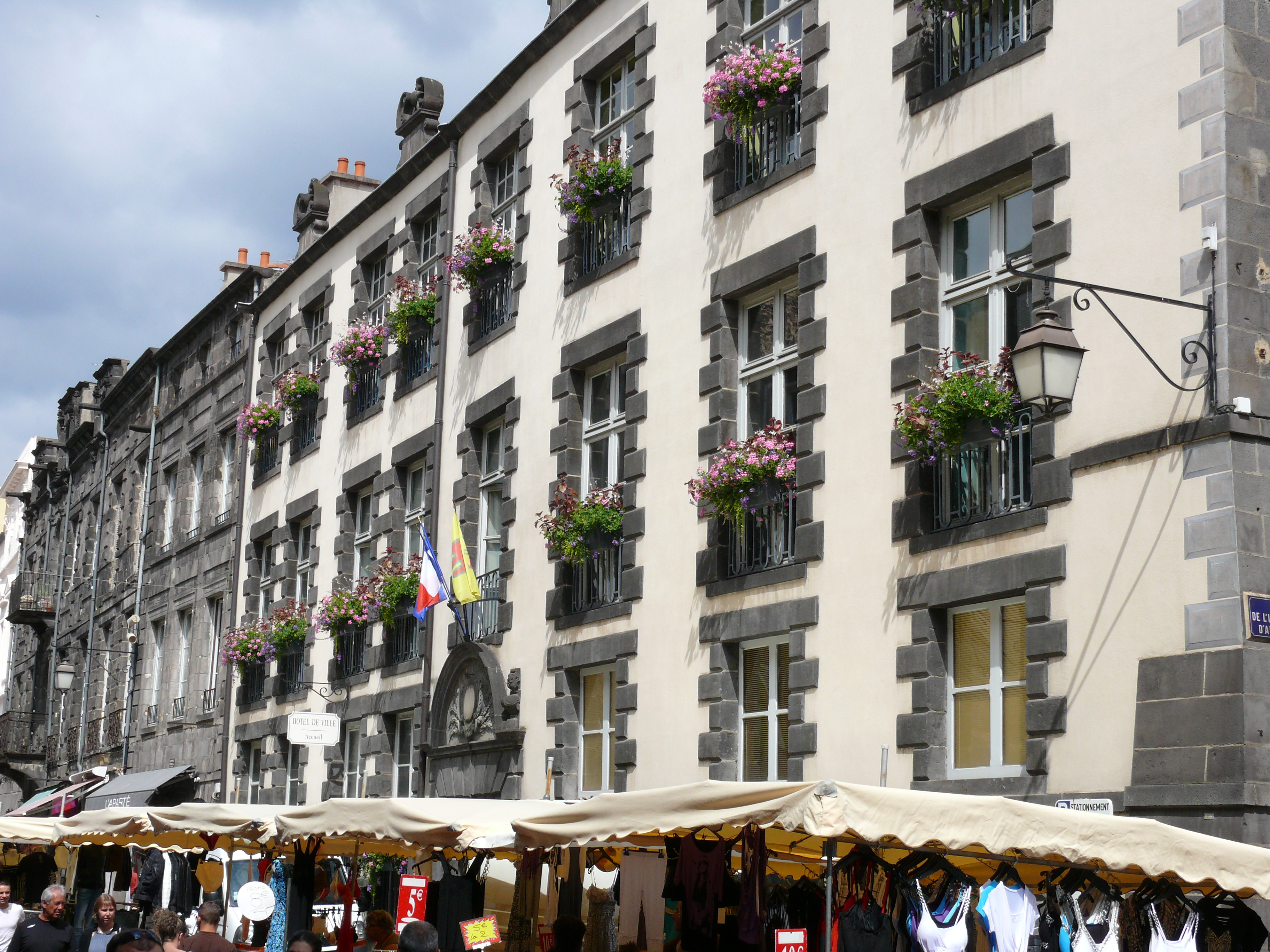
Façade sur rue.
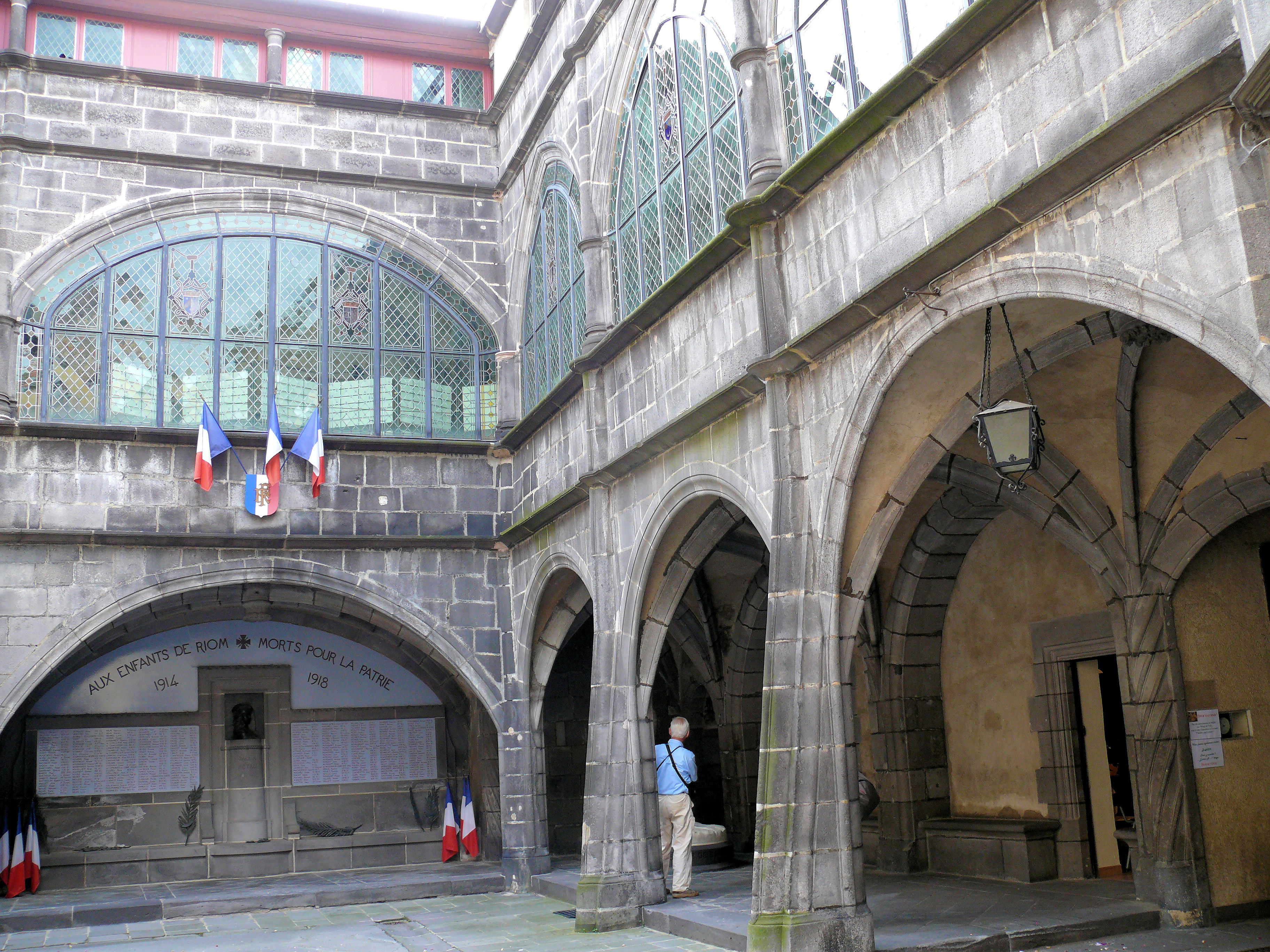
Façade sur cour.
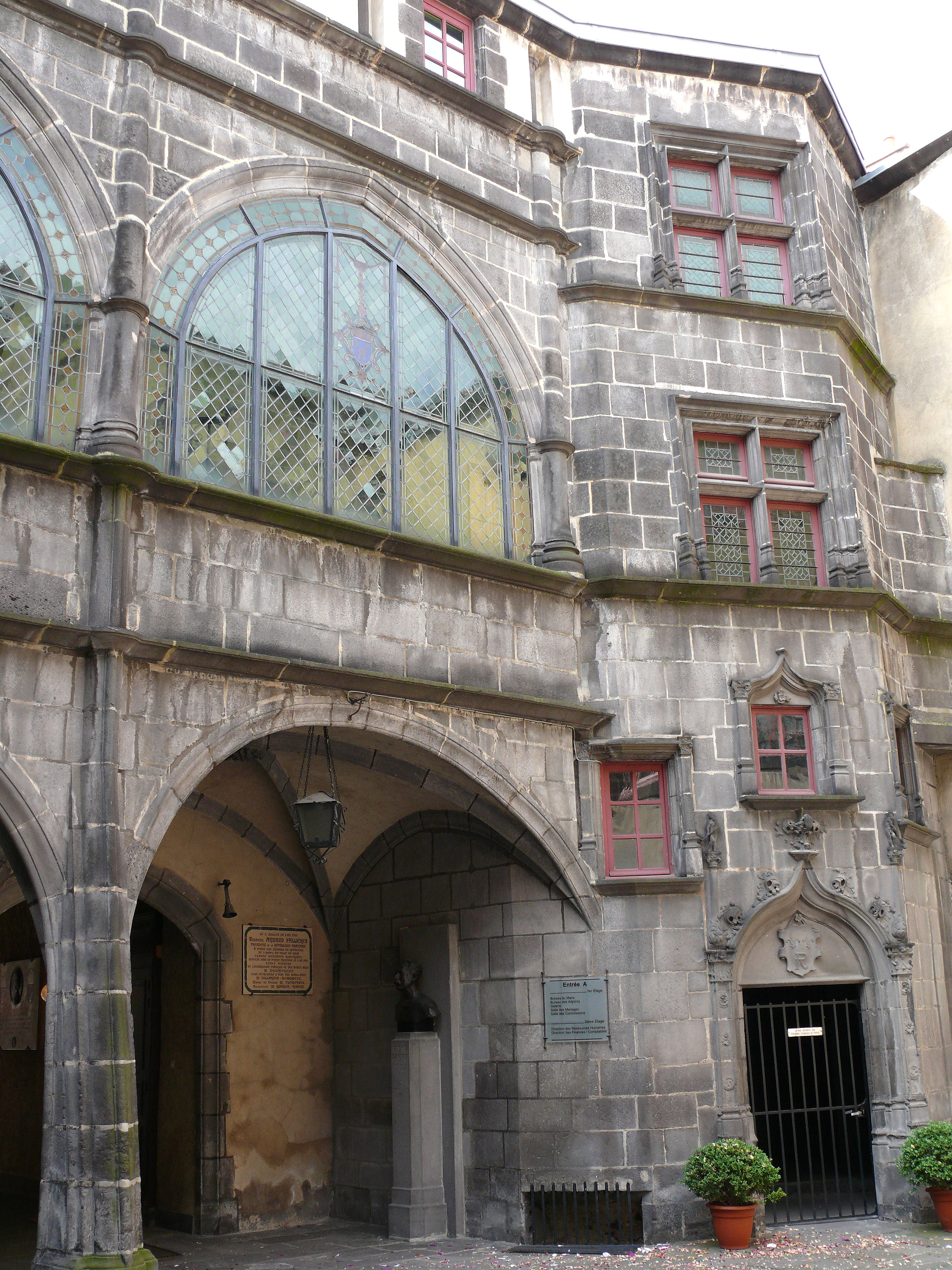
Escalier à vis sur cour.
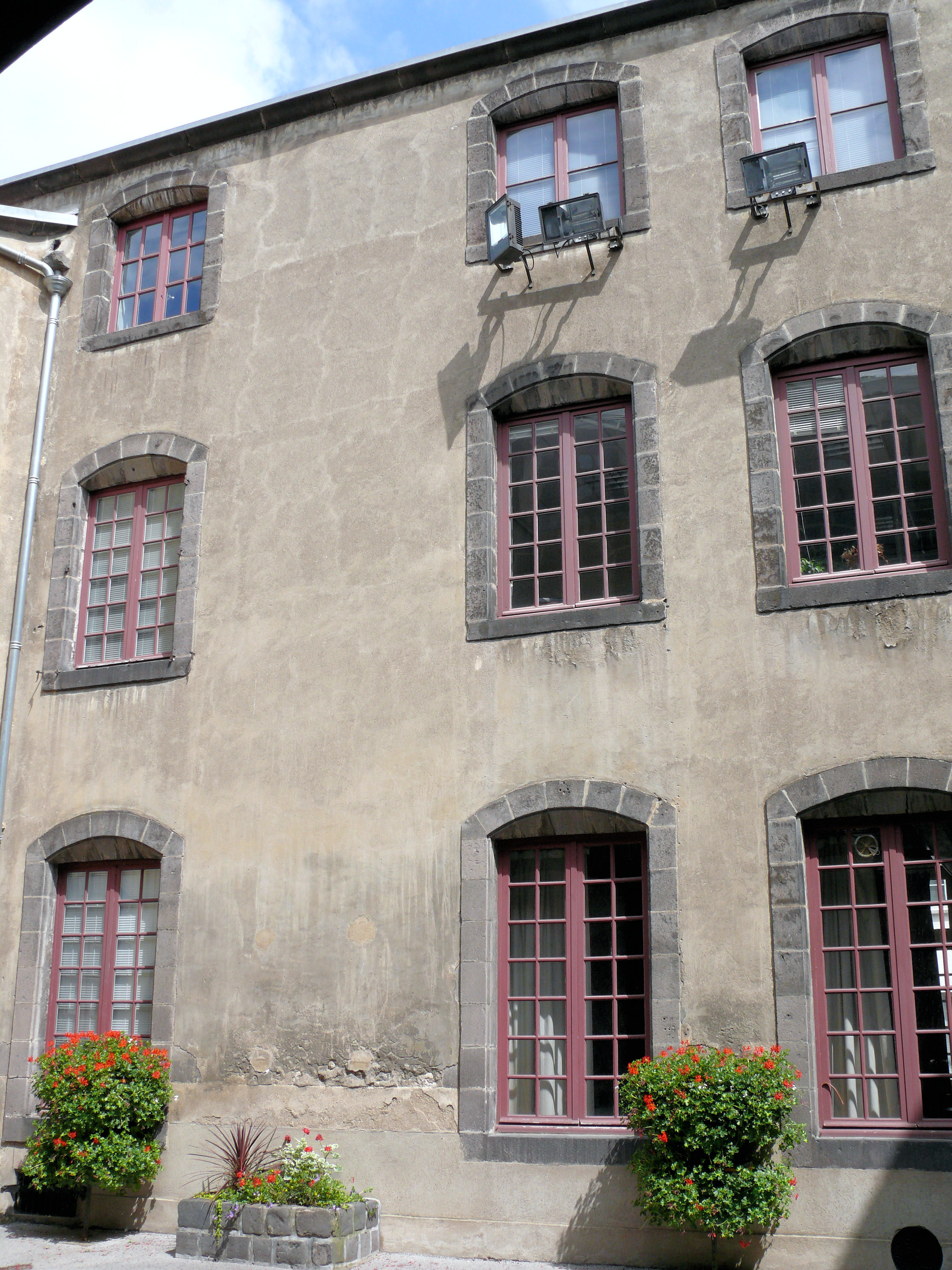
L'aile nord sur cour reprise au XVIIIe siècle.
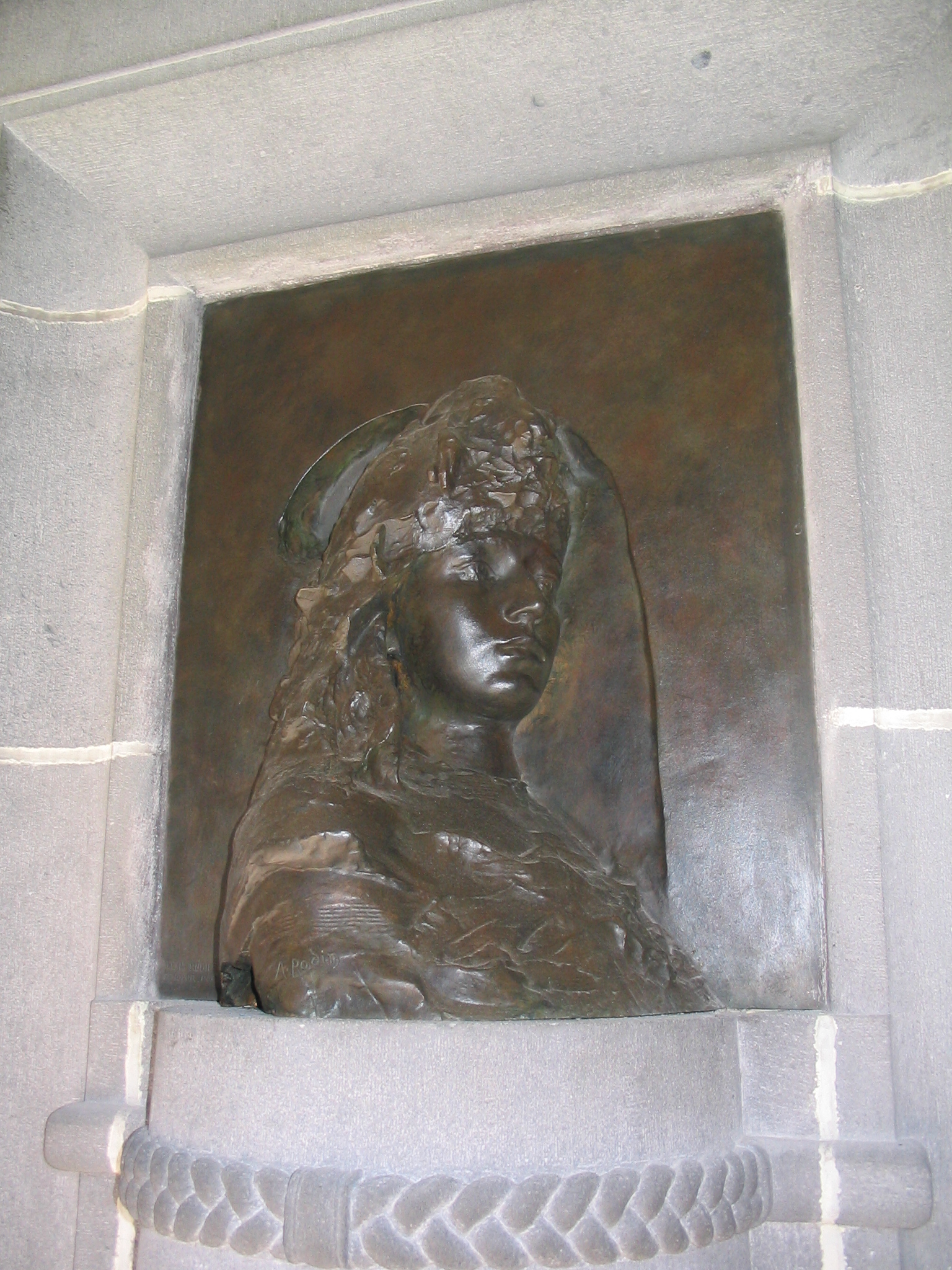
La statue Gallia Victrix.

### Équipements culturels

#### La bibliothèque intercommunale
La bibliothèque intercommunale de Riom — à l'origine bibliothèque municipale —, établie depuis la Révolution française, possède une collection comprenant 90 000 documents (livres, journaux, etc.), quinze manuscrits médiévaux confisqués des communautés religieuses. Le ministère de la Culture a réalisé des copies digitales de trois manuscrits enluminés.
Depuis 2005, l'ensemble des onze points lecture du territoire de Riom-Communauté forme un réseau intercommunal. La structure de Riom en est la bibliothèque centrale.

#### Le musée Mandet
Le musée se trouve dans l'hôtel Dufraisse du Cheix, hôtel de style Louis XV reprenant le plan des hôtels parisiens entre cour et jardin, construit à l'angle de la rue de l'Hôtel de ville et le rue Chabrol. L'hôtel a été construit à partir de 1707 pour Annet Dufraisse (1672-1709).
L'hôtel abrite depuis 1866 les collections de peintures et de sculptures de l'Antiquité au XIXe siècle. Il abrite une importante collection de portraits d'hommes célèbres de l'Auvergne.
En 1983 les époux Richard, des collectionneurs riomois, font don de quelque 5 500 œuvres au musée : peintures, sculptures, objets d'art décoratif dont une belle collection d'orfèvrerie.
En 2010, la restauration des bâtiments est terminée. Des espaces pédagogiques sont aménagés ainsi qu'une bibliothèque de recherche et un département des arts décoratifs de 1950 à nos jours est créé. Il possède une collection de plus d'une centaine de pièces d'orfèvrerie, de verrerie et de céramique dont certaines ont été créées spécialement pour le musée (Roland Daraspe, Goudji).
Le musée continue à présenter ses anciennes collections : tableaux de l'école flamande, hollandaise et française des XVIIe et XVIIIe siècles, tableaux orientalisants du XIXe siècle, et plus particulièrement les tableaux du peintre né à Riom Alphonse Cornet, décorateur des châteaux du Louvre et de Fontainebleau.
Le musée présente aussi une belle collection d'objets provenant de l'Antiquité romaine, grecque, étrusque et égyptienne : petits bronzes, terres-cuites, statuettes d'argile, poteries, bijoux…
Des œuvres du Moyen Âge sont montrées : chapiteaux sculptés, bénitiers, différentes pièces lapidaires mais aussi des statues en bois dont une remarquable Sainte Véronique du XIVe siècle et une sévère Vierge en majesté du XIIe siècle en chêne, des meubles ciselés, des émaux champlevés du XIIIe siècle provenant de Limoges.
La Renaissance n'est pas oubliée : tableaux, tapisseries, meubles…
La période classique (XVIIe – XVIIIe siècles) est illustrée par la mise en valeur de meubles marquetés, des tapisseries d'Aubusson du XVIIe siècle, de l'argenterie et de la porcelaine et par une collection surprenante de râpes à tabac.
Le musée présente aussi une collection d'armes anciennes dont le « tromblon de Mandrin ».

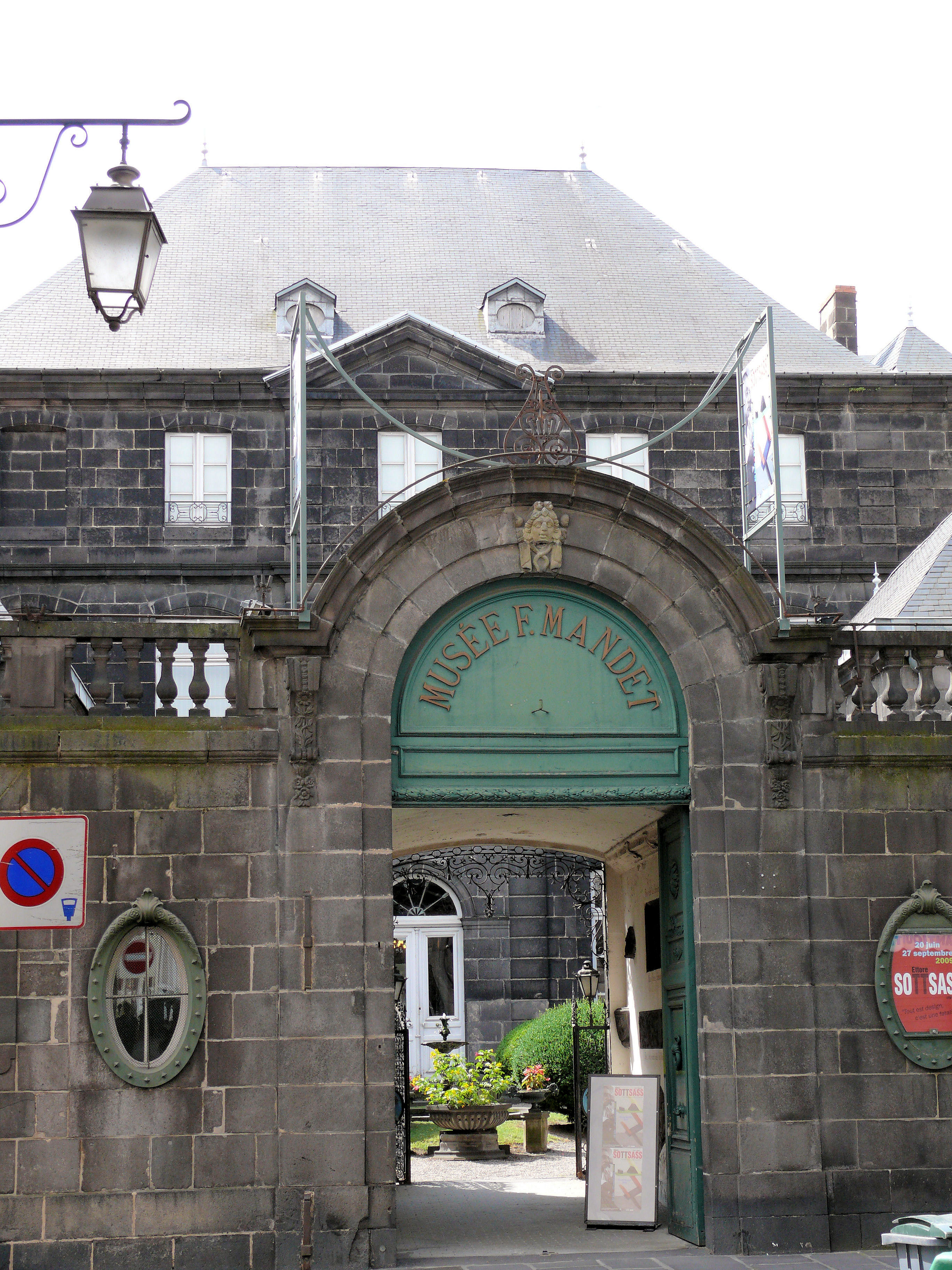
Entrée, 14 rue de l'Hôtel de ville.
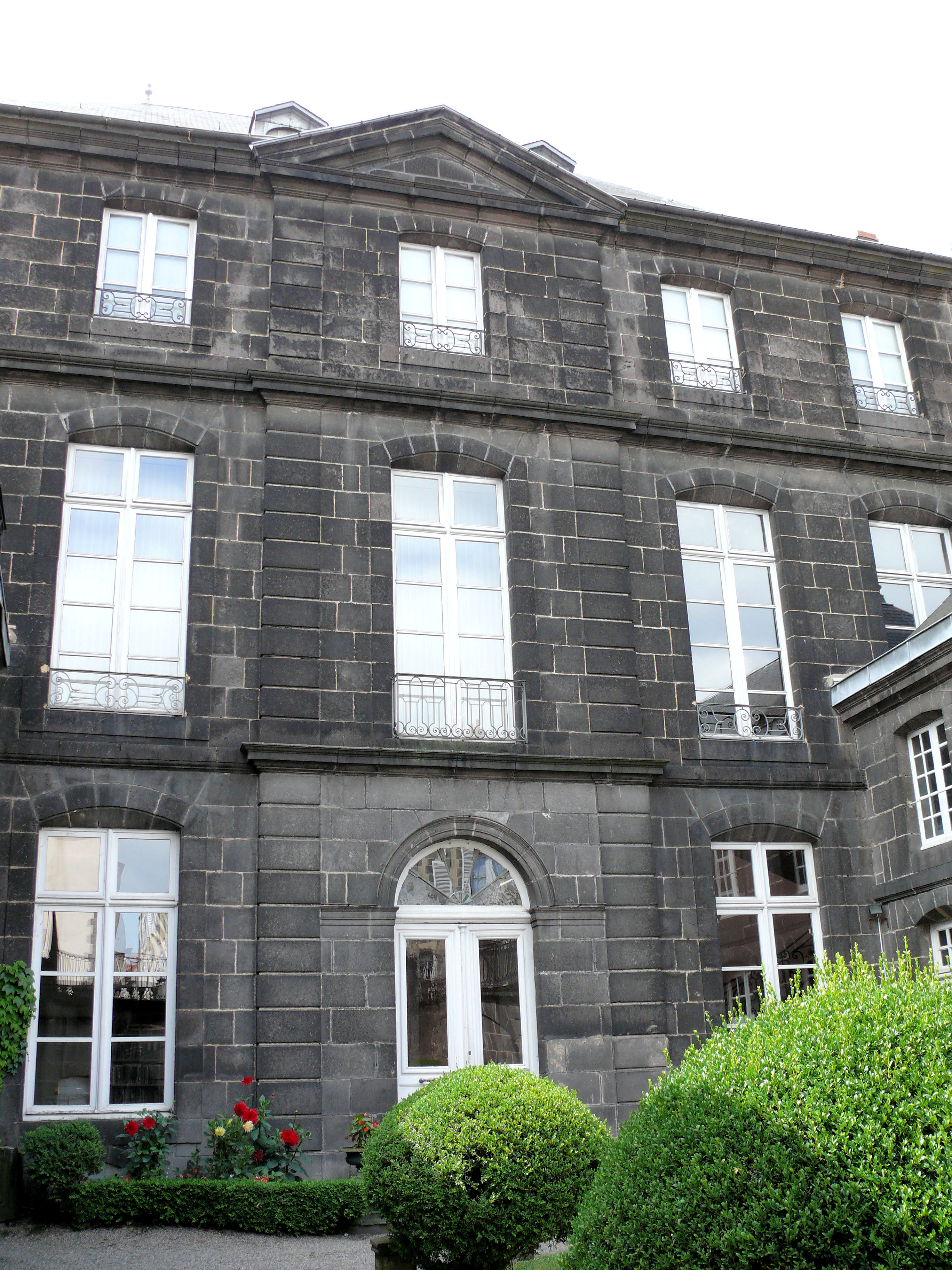
Façade de l'hôtel Dufaisse sur cour.
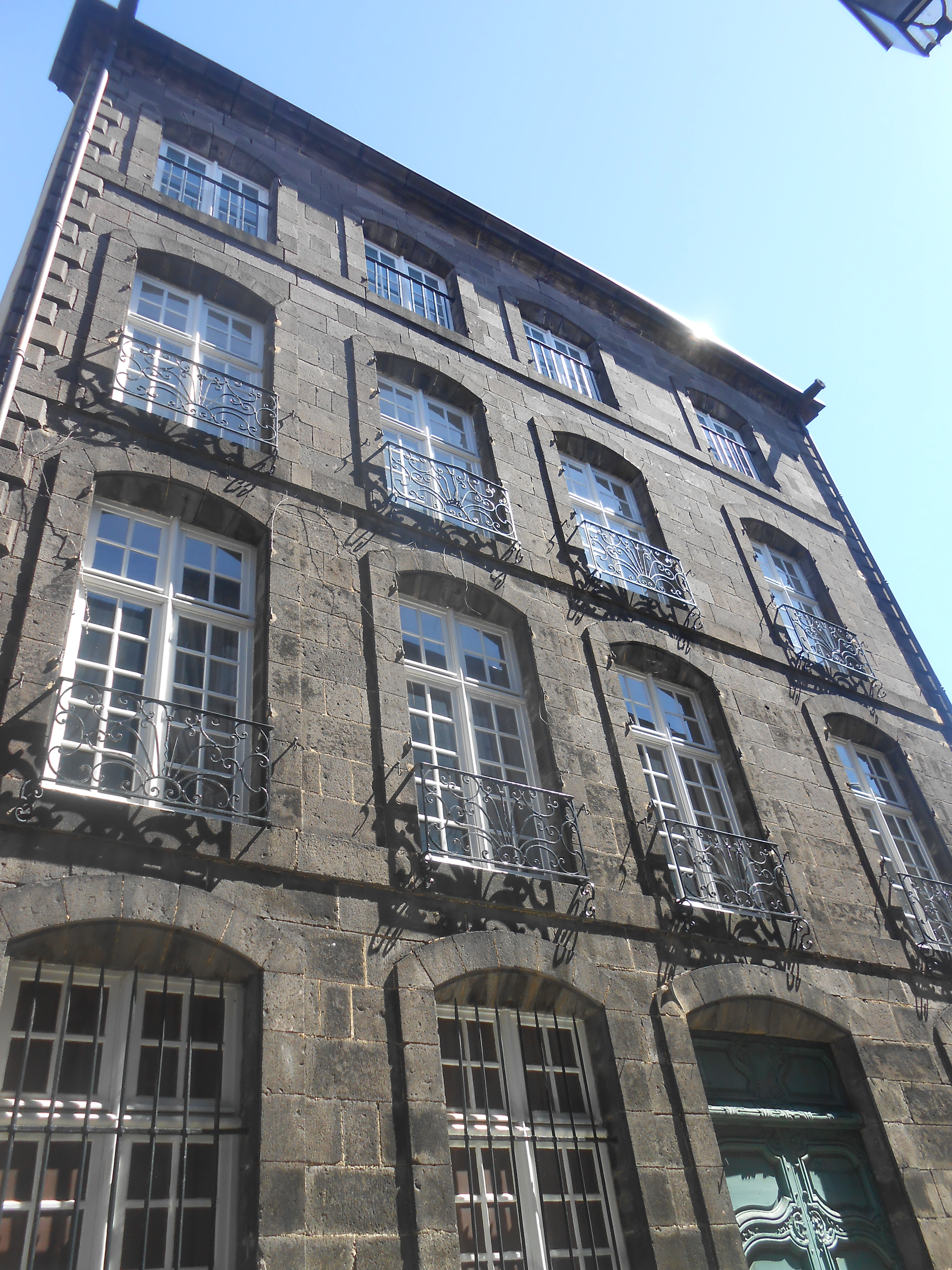
Façade de l'hôtel Desaix, 2 rue Chabrol.

#### Le musée régional d'Auvergne
Le musée se trouve au 10bis rue Delille dans un hôtel particulier du XVIIIe siècle donné en 1958 par mademoiselle Luce de Montgon.
Il présente l'ethnographie régionale de la Haute et Basse-Auvergne. Sur trois étages, outils et objets retracent la vie rurale et agricole, l'artisanat, les fêtes populaires, les costumes des habitants. Très belle collection de sculptures religieuses rassemblées par l'abbé Douissard à partir des années 1960. Belle collection de coiffes.

#### Le forum Rexy - Théâtre municipal
Le Rexy est construit à l'emplacement de l'Ancienne comédie / salle de cinéma, ouvrant sur la rue Hellénie. Il devient un cinéma dans les années 1920, est détruit en 1934 par un incendie et reconstruit en 1936. Sa façade est refaite en 1985 et repeinte en 2000.

### Patrimoine culturel

#### Agence des musiques des territoires d'Auvergne
L'Agence des musiques des territoires d'Auvergne (AMTA) est une association régionale rassemblant un millier d'adhérents d'horizons géographique, culturel et sociologique divers ayant pour passion commune l'Auvergne, ses habitants et leurs savoir-faire. Depuis sa création en 1985, l'AMTA est en convention avec le ministère de la Culture, le conseil régional d'Auvergne et la ville de Riom où elle est implantée.
Issue du mouvement d'éducation populaire et très attachée à la diversité culturelle, l'AMTA s'attelle à faire connaître et comprendre les gens des « pays d'Auvergne » et à transmettre leurs connaissances. Pour cela, les bénévoles et permanents de l'association collectent la mémoire des femmes et des hommes porteuse d'imaginaire particulier, de dialectes complexes, de lien et de sens entre « l'hier » et « l'aujourd'hui », le rural et l’urbain, l’autochtone et le nouvel arrivant, la tradition et la modernité. Ce patrimoine recouvre les musiques et danses, les contes, les langues vernaculaires, les savoir-faire.

### Personnalités liées à la commune

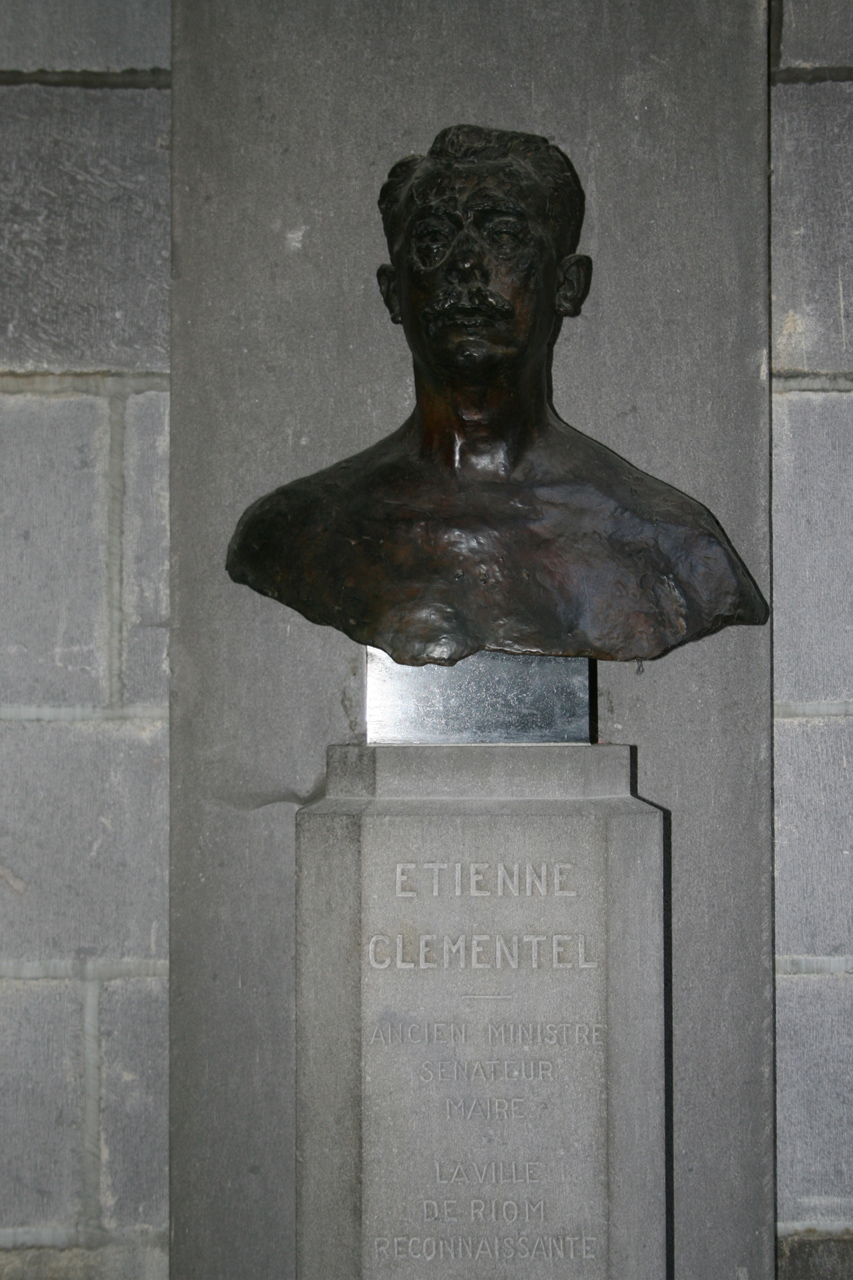
Buste d'Étienne Clémentel par Rodin dans la cour de la mairie de Riom.

- Amable de Riom, prêtre de Riom, né au Ve siècle ;
- Gabriel-Maria Nicolas (1462-1532) franciscain cofondateur de l'ordre de l'Annonciation de la Vierge Marie ;
- Claude Barthélemy-Bernard, consul de Riom en 1504, auteur d'une Histoire de Rhions, chef d'Auvergne (première histoire, tout à fait légendaire) ;
- Jeanne-Charlotte de Bréchard (1580-1637) troisième religieuse de l'ordre de la Visitation, fondatrice des monastères de Moulins et Riom, morte en odeur de Sainteté[123] ;
- Marivaux (1688-1763), écrivain, vécu à Riom de 1699 à 1717 et fut élève au collège des Oratoriens de Riom de 1704 à 1717 ;
- Christophe Antoine Gerle né à Riom (1736-1801), religieux et curé rouge de l'ordre des Chartreux membre de l'Assemblée Constituante pendant la Révolution française, et défroqué.
- Amable Gilbert Dufraisse du Cheix (1756-1807), homme politique né et décédé à Riom, député du tiers-état états généraux de 1789.
- Gaspard Antoine Pagès (1793-1864), avocat et homme politique né et décédé à Riom, député du Puy-de-Dôme de 1843 à 1848.
- Raymond de Bar (1842-1922), homme politique, député du Puy-de-Dôme de 1889 à 1893 ;
- Claude-Ignace Brugière de Barante (1745-1814), administrateur et homme de lettres ;
- Claude-François-Marie Attiret (1750-1823), architecte de la ville de Riom ;
- Prosper de Barante, né à Riom en 1782 ;
- Louis-Bernard Bonjean, un des cinq otages exécutés par la Commune lors de la Semaine sanglante ;
- Pierre-Joël Bonté (1946-2006), maire de Riom (1995-1998), président du conseil général du Puy-de-Dôme (1998-2004) puis du conseil régional d'Auvergne (mars 2004-janvier 2006) ;
- Anne-Marie Dias Borges (née à Riom en 1976), journaliste franco-cap-verdienne et animatrice de radio et de télévision ;
- Gaspard-Claude-François de Chabrol (1740-1816), homme politique né et décédé à Riom, député de la noblesse aux états généraux de 1789.
- Christophe de Chabrol de Crouzol (1771-1850), préfet sous l'Empire, ministre de la marine sous Charles X ;
- Gilbert Joseph Gaspard de Chabrol de Volvic (1773-1843), préfet de la Seine de 1812 à 1833. A donné son nom à la rue de Chabrol (10e arrondissement de Paris) ;
- Jean-Antoine Chapsal (1753-1834), général des armées de la République et de l'Empire ;
- Serge Chiesa (né en 1950), ancien international de football, a tenu à Riom pendant 21 ans[124] un tabac presse jusqu'à sa retraite[125] ;
- François-Antoine de Montagnac (1764-1825), homme politique né à Riom, maire de Saint Sandoux de 1813 à 1816, député du Puy-de-Dôme de 1816 à 1821.
- Étienne Clémentel, homme politique, inhumé au cimetière des Charmettes de Riom ;
- Jean-Jacques Colin, né à Riom le 16 décembre 1784 et mort à Crevant-Laveine (Puy-de-Dôme) le 9 mars 1865, chimiste célèbre ;
- Jean Jusseraud, homme politique né le 15 février 1797 à Riom (Puy-de-Dôme) et décédé le 14 septembre 1863 à Vensat (Puy-de-Dôme) ;
- Alphonse Cornet (1839-1898), peintre né à Riom ;
- Antoine de Courtin (1622-1685), né à Riom, diplomate et homme de lettres ;
- Antoine Danchet (né à Riom en 1671), poète français, membre de l'Académie française entre 1712 et 1748 ;
- Jean Deval de Guymont (1756-1833), magistrat et homme politique français ;
- Marie-Dominique Dessez (1960-2019), actrice française ;
- Henri Doniol (1818-1906), historien et haut fonctionnaire français ;
- Anne du Bourg, magistrat français ;
- Louis Dussour, peintre et fresquiste ;
- Etienne François Dutour de Salvert (1711-1789), naturaliste et physicien ;
- Amable Faucon (1724-1808), poète riomois de langue occitane ;
- Gilbert Génébrard (né à Riom en 1535), théologien chrétien ;
- Eugène Gilbert (1889-1918), aviateur né à Riom, s'illustre aux côtés de Roland Garros pendant la Première Guerre mondiale ;
- Hippolyte Gomot, homme politique, inhumé au cimetière des Charmettes de Riom ;
- Jean-Baptiste-Marie-Augustin Gourbeyre, amiral et gouverneur colonial ;
- Raymond Grasset (1892-1968), médecin et homme politique né à Riom ;
- Grégoire de Tours, historien latin ;
- Jean Grenier (1753-1841), magistrat et homme politique français ;
- Dominique Gros, maire de Metz ;
- Henry Hébrard de Villeneuve (1848-1925), homme politique, jurisconsulte et escrimeur français, vice-président du Conseil d'État ;
- Jacques Lefebvre (1773-1856), banquier et homme politique né à Riom, député de la Seine.
- Joseph Machebeuf, premier évêque de Denver aux États-Unis ;
- Jacques Mailhot, chansonnier et journaliste ;
- Aymon Mallay (1805-1883), architecte, il a restauré plusieurs monuments de Riom ;
- Jacques Philippe Mège (1817-1878), avocat et homme politique né à Riom, maire de Clermont-Ferrand, député du Puy-de-Dôme puis sénateur du Puy-de-Dôme de 1876 à 1878.
- Claude Milanges (1765-1818), homme politique né à Riom, député du Puy-de-Dôme au Conseil des Cinq-Cents.
- Jean-Baptiste Molin (1789-1880), homme politique né à Riom, député du Puy-de-Dôme de 1830 à 1831 et 1834 à 1846.
- Claude Rodier, normalienne, physicienne, résistante, épouse de Pierre Virlogeux ;
- Charles-Gilbert Romme, concepteur du calendrier républicain ;
- Eugène Rouher (1814, Riom - 1894), homme politique du Second Empire (ministre d'État, surnommé le vice-empereur), puis de la IIIe République ;
- Jacques Sirmond, homme d'Église, confesseur de Louis XIII ;
- Jean Sirmond (1589-1640), membre de l'Académie française ;
- Jean Soanen (1649-1742), évêque janséniste de Senez, s'oppose à la bulle pontificale Unigenitus ;
- Alan Stivell, auteur-compositeur-interprète breton (Alan Cochevelou), né à Riom en 1944 ;
- Jean-Baptiste Tailhand (1771-1849), homme politique, député du Puy-de-Dôme en 1815, pendant les Cent-Jours ;
- Eugène Tallon (1836-1902), homme politique, représentant du Puy-de-Dôme de 1871 à 1876 ;
- Gabriel Tallon (1890-1972), ingénieur-chimiste puis botaniste ;
- Junius Verdier de Latour (1795-1861), maire de Clermont-Ferrand de 1843 à 1848 ;
- Gaspard Antoine Verny (1741-1834), homme politique né et décédé à Riom, député du tiers état aux Etats Généraux de 1789.
- Pierre Virlogeux (1903-1944), céramiste, chef d'entreprise, résistant, commandant des MUR d'Auvergne, mort pour la France, suicidé dans sa cellule de la caserne d'Anterroche ;
- Rufus (né en 1942), comédien ;
- Dominique Sarron (né en 1959), pilote de vitesse moto français.
- Marie-Christine Levet (née en 1967), femme d'affaires.

### Héraldique et logotypes
| Blason de Riom | Blason  | D'azur à la lettre R capitale d'or surmontée de deux fleurs de lys du même. |
| Blason de Riom | Détails | Le statut officiel du blason reste à déterminer.                            |

Ancien logo de la ville de Riom de 2003 à 2009.
Logo utilisé de novembre 2009 à novembre 2021.

L'ancien logo utilisé par la ville de 2003 à 2009 représentait la tour de l'Horloge, symbole des libertés communales. Il a été remplacé en novembre 2009, la tour étant modernisée dans la lettre « i ».
Une nouvelle identité visuelle a été dévoilée le 3 décembre 2021. La tour de l'Horloge disparaît du logo pour laisser place aux fleurs de lys présentes sur la façade de la tour jusqu'à la Révolution,.